# Tardofranquismo

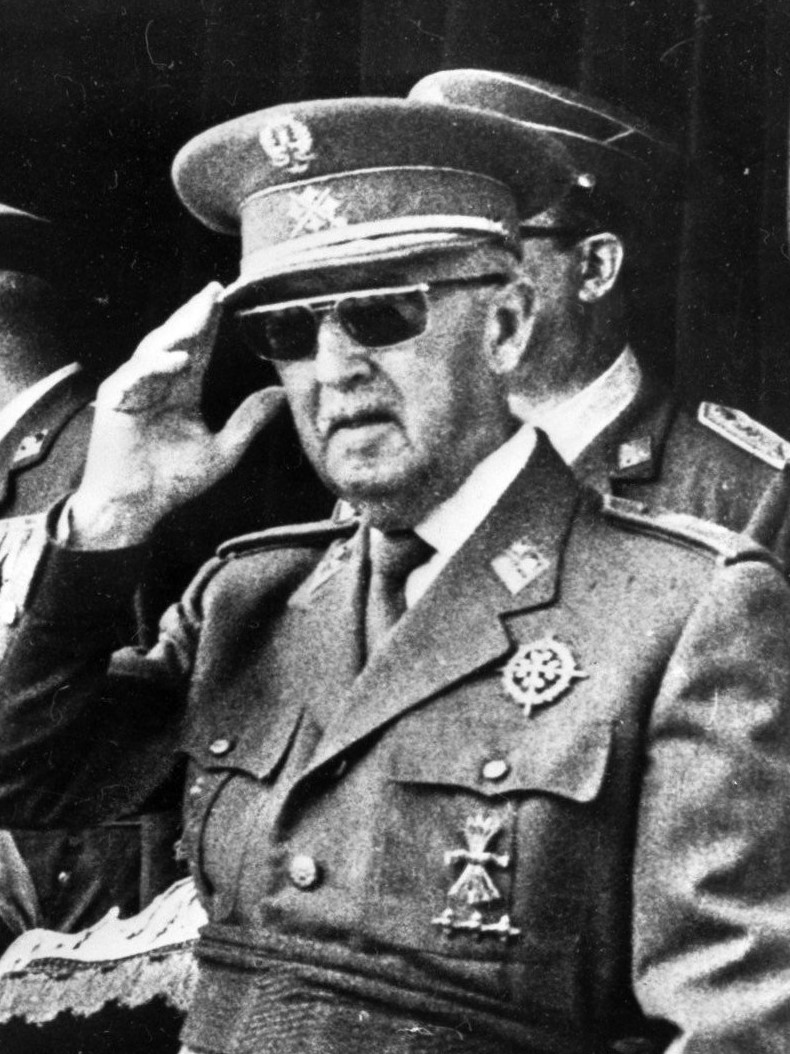
El Generalísimo Francisco Franco en 1975.

El tardofranquismo constituye la última etapa de la dictadura franquista que termina con la muerte de Francisco Franco el 20 de noviembre de 1975. Se suele situar su comienzo en octubre de 1969 cuando se forma el gobierno «monocolor» presidido de facto por el almirante Carrero Blanco, el principal consejero de Franco (tres meses antes el Caudillo había designado como su «sucesor a título de rey» al príncipe Juan Carlos de Borbón). Esta etapa también se identifica como la de la crisis final del franquismo, cuyo inicio algunos historiadores lo sitúan en el «juicio de Burgos» de diciembre de 1970. Solo unos meses después de la muerte de Franco Jorge de Esteban y Luis López Guerra ya constataban que «desde los inicios de la década de los 70 se hizo evidente para la gran mayoría de españoles que el país, tras una etapa de aparente calma, entraba de nuevo en una situación de crisis declarada, que se manifestaba sobre todo en dos datos: crecientes conflictos en el presente y aguda inseguridad cara al futuro».
La historia política de esta última etapa de la dictadura estuvo marcada, según Javier Tusell, por la decadencia física y personal del general Franco, la desunión de la clase política del régimen, la parálisis provocada por la incertidumbre sobre el futuro y el crecimiento de la influencia social de la oposición antifranquista. Luis Suárez Fernández ha apuntado, refiriéndose al régimen franquista, que «entre 1969 y 1975 no había muchas ideas claras».
Según Borja de Riquer, «los últimos seis años del régimen franquista explican con precisión por qué aquella dictadura no tuvo continuidad tras la muerte del general Francisco Franco. En efecto, la erosión y crisis política que sufrió aquel régimen autoritario fue tan profunda que las opciones que pretendían perpetuarlo se vieron progresivamente desbordadas y deslegitimadas».

## Antecedentes

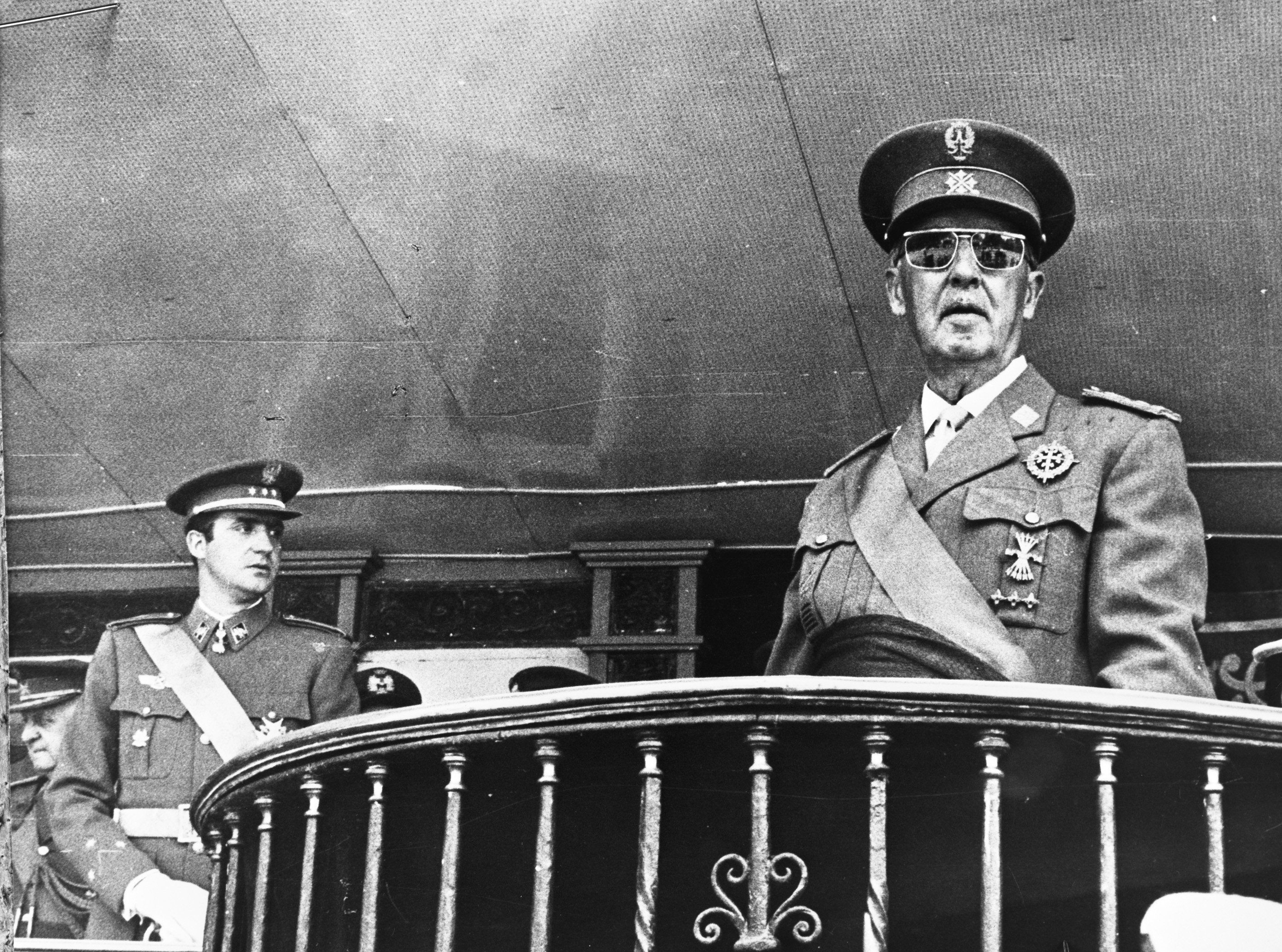
El general Franco presidiendo el desfile militar de la Victoria (Madrid, 5 de junio de 1969). En segundo plano el príncipe Juan Carlos a quien al mes siguiente Franco lo designaría como su sucesor «a título de rey».

En la década de 1960 los políticos franquistas se plantearon el futuro del régimen después de la muerte del Generalísimo Francisco Franco (en 1962 había cumplido setenta años). Se definieron dos posturas: 
- La de los «inmovilistas», cuyo proyecto consistía en asegurar la continuidad del régimen franquista y mantener todo el entramado institucional y los principios del mismo definidos en las Leyes Fundamentales del Reino mediante la instauración (que no la restauración) de la monarquía («católica, social y representativa», no la liberal derrocada en 1931) en la persona del hijo de Juan de Borbón, Juan Carlos, que desde 1948 estaba bajo la tutela del Caudillo. Los «inmovilistas» estaban integrados por la mayoría de los «tecnócratas» vinculados al Opus Dei y cuyo valedor era el almirante Carrero Blanco —el principal consejero del Caudillo y presidente del gobierno de facto— y por la «vieja guardia» falangista del Movimiento Nacional.[8]
- La de los «aperturistas» que se proponían introducir algunos cambios que estuvieran en consonancia con la transformación que estaba viviendo la sociedad española gracias al gran crecimiento económico que había experimentado España desde que en 1959, con la aprobación del Plan de Estabilización, se había abandonado el caduco modelo autárquico (al desarrollo económico le debía seguir el desarrollo político, defendían los «aperturistas»).[9] Los «aperturistas» procedían del Movimiento y sus principales representantes eran tres ministros: Manuel Fraga Iribarne, ministro de Información y Turismo; Fernando María Castiella, ministro de Asuntos Exteriores; y José Solís Ruiz, ministro-secretario general del Movimiento y delegado nacional de Sindicatos. Este último aprovechando los dos importantes cargos que ocupaba se propuso revitalizar el Movimiento, entonces poco más que una estructura burocrática, abriéndolo a la participación popular mediante la creación de «asociaciones políticas» dentro del mismo, y también la Organización Sindical propiciando la participación de los trabajadores. El objetivo último era extender la base social del régimen.[10][11] Una parte de los «aperturistas», incluido Solís Ruiz y posiblemente Fraga, se oponían a la «solución monárquica» de Carrero Blanco y apostaban por un sistema presidencialista parecido al gaulismo (es decir, asegurar la continuidad del régimen con un militar «revestido como regente»; posiblemente el general Muñoz Grandes, pero este no gozaba de buena salud: fallecería en 1970).[12][13]

El historiador Borja de Riquer ha destacado que las diferencias que separaban a «inmovilistas» y «aperturistas» radicaban en su «diferente diagnóstico sobre los cambios experimentados por la sociedad española y la naturaleza de la contestación política y social». Mientras los primeros consideraban que para hacer frente a la «subversión» era necesario reafirmar «los principios fundamentales del régimen, y no su desnaturalización con unas reformas que acabarían llevándole a la perdición», los segundos pensaban que «el desfase entre las estructuras políticas vigentes y la realidad social y cultural española hacía imprescindible una adaptación del régimen a los nuevos tiempos que evitase una crisis provocada por el creciente anacronismo del franquismo».
El logro principal de los «aperturistas» fue la aprobación de la Ley de Prensa de 1966, promovida por Fraga. Sin embargo, José Solís no consiguió sacar adelante el Estatuto de Asociaciones del Movimiento y se encontró con que las elecciones a enlaces y jurados sindicales fueron aprovechadas por las clandestinas y antifranquistas comisiones obreras para escalar posiciones dentro de la Organización Sindical. En cambio, los «inmovilistas» dieron dos pasos muy importantes en su proyecto político: la aprobación de la Ley Orgánica del Estado de 1967 y la designación en julio de 1969 por Franco de Juan Carlos como su sucesor, quien inmediatamente juró la Ley de Principios del Movimiento Nacional y recibió el título de príncipe de España (no el de príncipe de Asturias, que había sido el tradicional de la monarquía española). En su discurso en las Cortes proponiendo a Juan Carlos de Borbón, Franco dijo una frase que será recordada muchas veces en los años siguientes y sobre todo tras su muerte: que con el nombramiento de su sucesor todo iba a quedar «atado y bien atado».

Cuando por ley natural mi Capitanía llegue a faltaros, lo que inexorablemente tiene que llegar, es aconsejable la decisión que hoy vamos a tomar, que contribuirá, en gran manera, a que todo quede atado y bien atado para el futuro.

## El fracaso del continuismo inmovilista (1969-1973)

### El gobierno «monocolor»

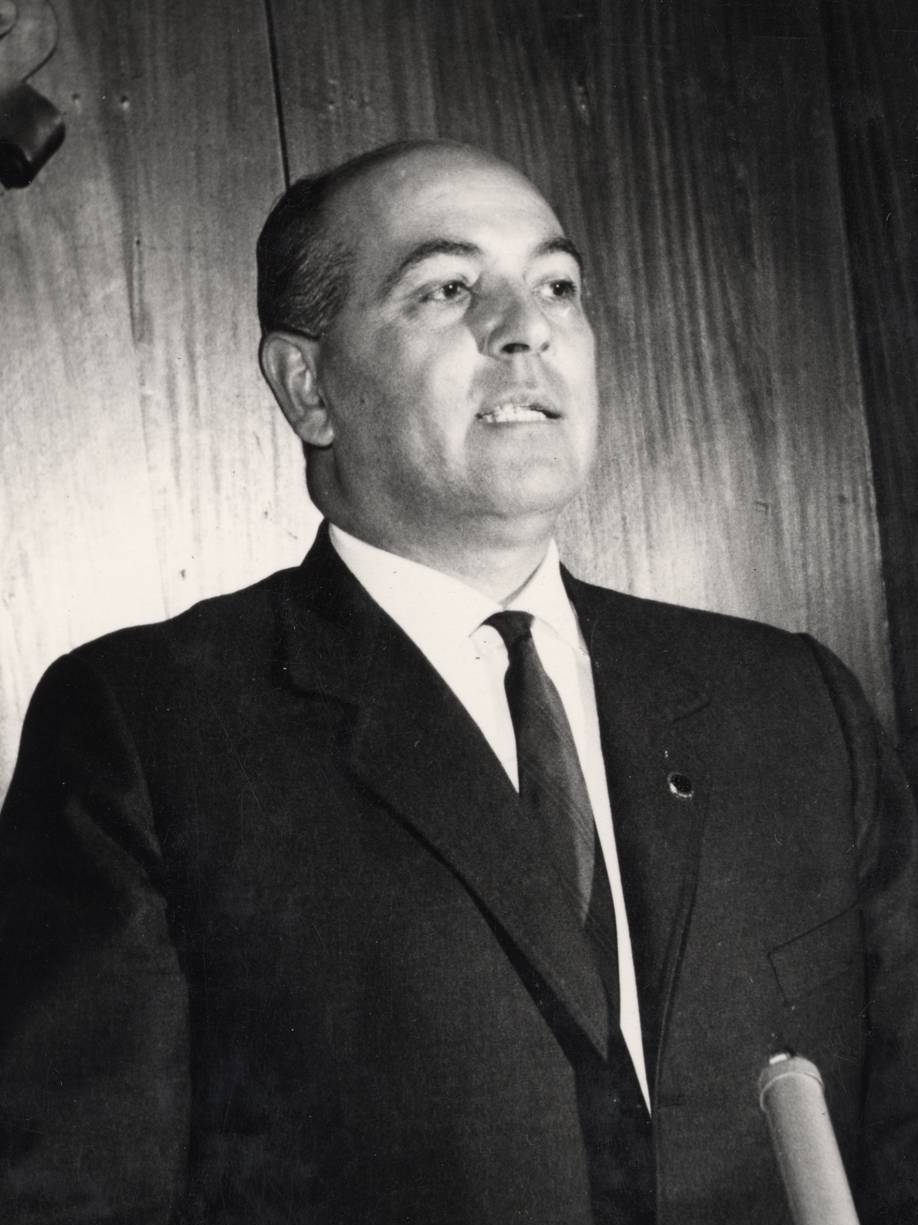
El «aperturista» José Solís en 1962 cuando era ministro-secretario general del Movimiento, cargo que perdió al formarse el gobierno «monocolor» presidido de facto por el almirante Carrero Blanco.

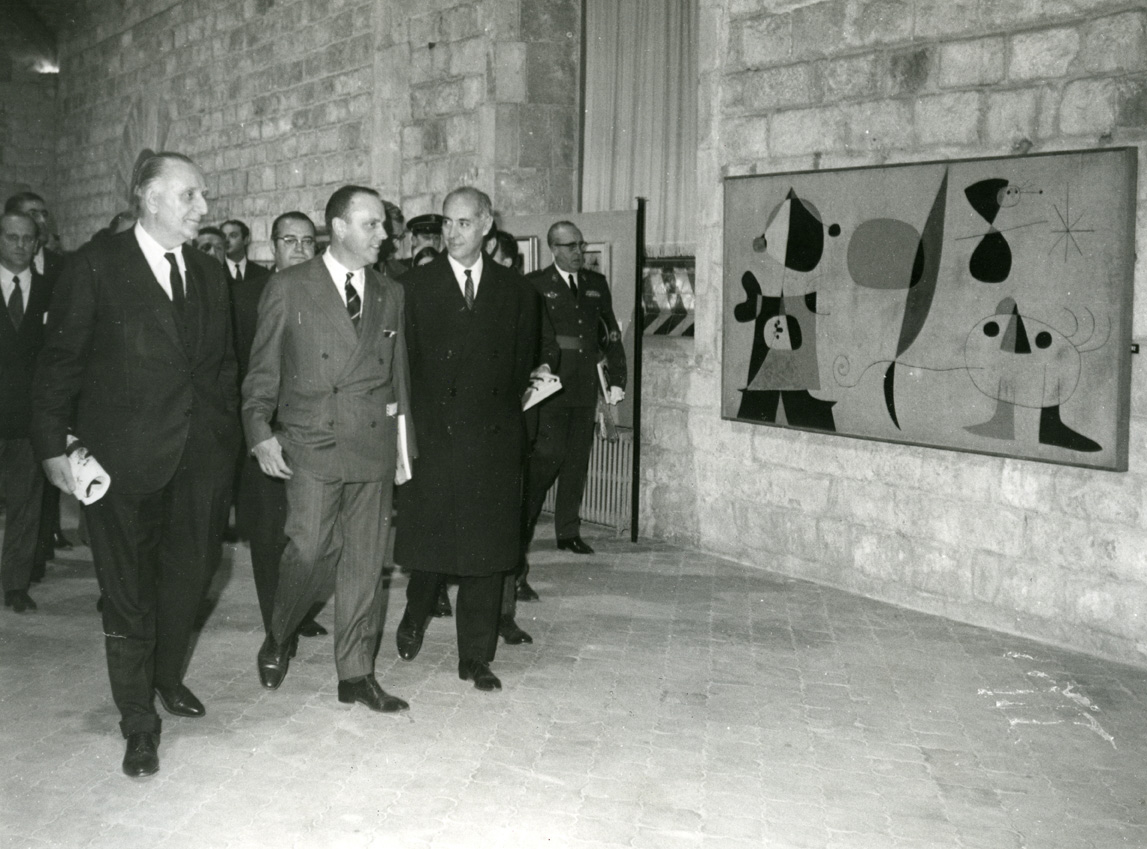
Laureano López Rodó (derecha) en noviembre de 1968 durante la inauguración de una exposición de Joan Miró en Barcelona cuando era ministro Comisario del Plan de Desarrollo. En el centro el entonces ministro de Información y Turismo Manuel Fraga Iribarne y a la izquierda el alcalde de Barcelona José María de Porcioles.

El triunfo incontestado del almirante Carrero Blanco con el nombramiento de don Juan Carlos como sucesor del general Franco acentuó el enfrentamiento en el seno del gobierno entre los «tecnócratas» y los «aperturistas», cuyo episodio final lo constituyó el «escándalo Matesa» que estalló en agosto de 1969, ya que en él se vieron indirectamente implicados dos ministros «tecnócratas» del Opus Dei (Juan José Espinosa San Martín, de Economía, y Faustino García-Moncó Fernández, de Comercio, que presentaron su dimisión). El escándalo intentó ser aprovechado por los ministros «aperturistas», José Solís Ruiz y Manuel Fraga Iribarne, para desbancar a los «tecnócratas» del gobierno (difundiendo los hechos en la prensa del Movimiento que ellos controlaban; el diario oficial Arriba los calificó de «desastre nacional»). Sin embargo, el resultado final fue el contrario al esperado: los «tecnócratas» salieron reforzados al aceptar Franco las demandas de Carrero a favor de un «gobierno unido y sin desgaste». Carrero Blanco le entregó a Franco un dosier muy negativo sobre Solís y Fraga, y también sobre el ministro de Asuntos Exteriores Fernando María Castiella. De Fraga sacó a colación la Ley de Prensa de 1966 que estaba permitiendo los ataques «a la forma de ser española y a la moralidad pública». «La Prensa explota en buena parte la pornografía como instrumento comercial. [...] Las librerías están plagadas de propaganda comunista y atea; los teatros representan obras que impiden la asistencia de las familias decentes, los cines están plagados de pornografía...», se decía en el informe.
Así nació en octubre de 1969 el gobierno «monocolor», un término que fue acuñado por sus adversarios al estar integrado casi exclusivamente por «tecnócratas» del Opus Dei o por personas afines o leales a Carrero Blanco o a su hombre de confianza Laureano López Rodó —aunque hay historiadores que afirman que «no se puede hablar propiamente de "gobierno monocolor"» porque «las discrepancias entre los ministros eran sustanciales en algunos temas»—. Carrero fue ratificado en la vicepresidencia, pero ejerciendo las funciones de presidente de facto, pues el almirante recibiría en adelante a los ministros y despacharía semanalmente con ellos y además encabezaría los «consejillos» previos a los Consejos de Ministros en los que se solían tomar previamente las decisiones. Los tres ministros «aperturistas» denunciados por Carrero —Fraga, Solís y Castiella— salían del gobierno y la presencia falangista se reducía a tres ministros y la católica franquista a uno. El papel relevante que desempeñó López Rodó en la elección de los ministros lo probaría el hecho de que de los once nuevos cuatro procedían de la Comisaría del Plan de Desarrollo. Un hecho muy comentado fue que el nuevo ministro-secretario general del Movimiento Torcuato Fernández Miranda tomó posesión de su cargo vistiendo camisa blanca, y no la camisa azul falangista.
El gobierno «monocolor» de octubre de 1969 rompía así con la tradición de equilibrio entre «familias» que había mantenido el Generalísimo hasta entonces a la hora de nombrar sus gobiernos. Según Javier Tusell, esta forma de resolver la crisis fue una prueba del «declinar de la personalidad humana de Franco que, dos años antes, había cumplido ya los setenta y cinco años (1967). Si Franco hubiera mantenido su capacidad política en plena forma no habría fracasado de una manera tan evidente en el mantenimiento del arbitraje sobre las fuerzas vencedoras en la Guerra Civil Española». «El que Franco aprobara la creación de un gobierno que excluía a las otras facciones del régimen es un síntoma de que estaba perdiendo la noción de la realidad política y social de España», subraya Paul Preston. El gobierno «monocolor» fue interpretado como una clara victoria de Carrero Blanco, «que era visto como el claro sucesor de Franco y la garantía más evidente del deseo de continuidad del régimen tras la desaparición del viejo dictador», afirma Borja de Riquer. En el tradicional mensaje de fin de año Franco dijo que «todo había quedado atado y bien atado». Sin embargo, según Javier Tusell, Carrero «carecía de condiciones para ejercer lo que en la práctica era una Presidencia, y más aún con una sociedad española tan manifiestamente lejana de lo que él pensaba». Lo cierto fue que la formación del gobierno «monocolor» sería un elemento más de fractura en el seno del régimen entre «inmovilistas» y «aperturistas». Para compensar el predominio alcanzado por el binomio Carrero-López Rodó el general Franco nombró casi al mismo tiempo a un falangista, Alejandro Rodríguez de Valcárcel, para presidir las Cortes y el Consejo del Reino, rompiendo así la tradición de que ese alto cargo fuera ocupado por un tradicionalista.

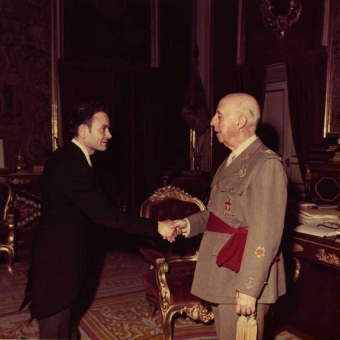
El Generalísimo Francisco Franco durante una audiencia en el Palacio de El Pardo (abril, 1972).

Durante los cuatro años que estuvo en el poder el gobierno «monocolor» de 1969, se fue acentuando la ruptura entre los «inmovilistas», a cuyo frente se situó ya claramente el almirante Carrero, con el respaldo del propio general Franco, y los «aperturistas». Carrero estaba convencido de la existencia de una ofensiva «subversiva» comunista y masónica contra el régimen franquista. En 1972 declaró ante el Consejo Nacional del Movimiento: «Hoy somos víctimas, como todo el mundo libre, de la ofensiva subversiva desencadenada por el comunismo, pero a la vez somos atacados también por la propaganda liberal que la masonería patrocina». Por su parte el «aperturista» Manuel Fraga Iribarne, poco después de haber salido del gobierno, afirmó en la reunión del Consejo Nacional del Movimiento: «el país no admite frenazos»; «pero ¿cómo sin asociaciones vamos a lograr la integración de las nuevas generaciones y de las nuevas clases medias, esas juventudes de la idea y del desarrollo que hoy están extramuros del sistema?». El generalísimo Franco en un discurso pronunciado ante el Consejo Nacional del Movimiento el 29 de octubre de 1970 en conmemoración del mitin del Teatro de la Comedia de 1933 (acto fundacional de Falange Española) dijo que el Movimiento tenía que ser «la gran reserva de España, en cualquier coyuntura, próxima o lejana» y abogó por «la transmisión de nuestro espíritu nacional a las nuevas generaciones» (también dijo que el Ejército era el «custodio celoso de la conciencia nacional» y que por eso el 18 de julio de 1936 «se levantó en defensa de una civilización cristiana y de unas tradiciones»).
Tanto los «inmovilistas» como los «aperturistas» pretendían asegurar la continuidad del Régimen, pero mientras los primeros proponían mantener la estructura autoritaria en la nueva monarquía «del 18 de julio» —«instaurada» por Franco, que no «restaurada» en razón de unos pretendidos derechos dinásticos—, los segundos proponían ampliar la base social del régimen y la participación por medio de las asociaciones políticas «dentro» del Movimiento. Los «inmovilistas», cuyo sector más duro —claramente involucionista— era conocido como «ultras» o el búnker —por plantear una resistencia al cambio igual que la que mantuvo Hitler hasta sus últimos días en el búnker de la Cancillería del Tercer Reich—, eran mayoritarios en el Consejo Nacional del Movimiento y su fuerza radicaba en que contaban con el apoyo de la cúpula de las Fuerzas Armadas. Actuaban a través de una serie de organizaciones, entre las que destacaban la Confederación Nacional de Excombatientes encabezada por el exministro José Antonio Girón de Velasco, la Guardia de Franco, los Círculos Doctrinales José Antonio, la Hermandad del Maestrazgo presidida por el carlista Ramón Forcadell, la Hermandad Sacerdotal Española dirigida por Miguel Oltra, Fuerza Nueva encabezada por Blas Piñar y los Guerrilleros de Cristo Rey liderados por Mariano Sánchez-Covisa.
En estos años se fue configurando un tercer sector franquista. Estaba integrado por antiguos «aperturistas» que, conforme se fueron ahondando sus diferencias con los «inmovilistas», adoptaron una postura cada vez más decididamente «reformista» al convencerse de que la única salida posible al franquismo era una «democracia» «de imprecisos contornos» y «tutelada» desde el poder. El político más destacado entre los «reformistas» era el exministro Manuel Fraga Iribarne y entre sus filas se encontraban altos funcionarios de la Administración y directivos de las empresas públicas (Pío Cabanillas, Antonio Barrera de Irimo, Francisco Fernández Ordóñez), así como jóvenes cuadros del Movimiento Nacional (José Miguel Ortí Bordás, Rodolfo Martín Villa, Gabriel Elorriaga, Adolfo Suárez). Leopoldo Calvo Sotelo, Marcelino Oreja y Alfonso Osorio, entre otros, formaron el colectivo «Tácito» de orientación demócrata cristiana. Todos ellos desempeñarán un papel destacado durante la transición española.
El objetivo fundamental del gobierno era preparar la sucesión de don Juan Carlos, pero esto se complicó cuando se anunció en diciembre de 1971 el compromiso matrimonial de don Alfonso de Borbón Dampierre con la nieta mayor de Franco María del Carmen Martínez-Bordiu Franco, lo que abrió un margen para la especulación sobre el posible cambio de sucesor por parte del Caudillo (la ley se lo permitía). Como primogénito del segundo hijo del rey Alfonso XIII, que por ser sordomudo se había visto obligado a renunciar a sus derechos al trono, don Alfonso se consideraba el jefe de la Casa de Borbón en lugar de don Juan de Borbón, el tercer hijo varón de Alfonso XIII y padre del príncipe Juan Carlos. Don Alfonso reclamó el título de príncipe y tuvo que intervenir el propio Juan Carlos ante Franco para que no se le concediera. Finalmente Franco le otorgó el título de duque de Cádiz, pero ocupando un puesto en el protocolo anterior incluso al de la esposa del Generalísimo al ser considerado como segundo en la línea sucesoria (creándose una «situación peregrina», apostilla Javier Tusell). Don Alfonso se presentaba siempre «como una persona adicta al régimen de forma absoluta y total». Después de la boda don Alfonso pretendió ser nombrado ministro de Deportes y finalmente fue designado presidente del Instituto de Cultura Hispánica, «un puesto más honorífico que efectivo, pero que le permitía insertarse más directamente en el círculo de parientes de su esposa».
El gobierno «monocolor» no introdujo cambios políticos significativos a pesar del aumento de los conflictos sociales (una de las pocas decisiones que tomó fue que se dejara de utilizar la denominación FET y de las JONS para referirse al Movimiento Nacional, partido único de la dictadura franquista). El viejo proyecto de crear asociaciones «dentro» del Movimiento fue aparcado definitivamente (el Consejo Nacional del Movimiento las rechazó el 15 de diciembre de 1969 a propuesta del ministro-secretario general del Movimiento Torcuato Fernández Miranda). El propio Generalísimo Franco advirtió en noviembre de 1971 ante las Cortes que «sería un error confundir lo que hay de legítimo en las diferentes opiniones con la posibilidad de encuadramientos dogmáticos preconcebidos en grupos ideológicos que, de una u otra forma, no serían más que partidos políticos». De hecho Fernández Miranda enterró el proyecto de asociaciones políticas por orden de Franco («No las admitirá mientras viva y hará lo posible para que no existan después de su muerte», dijo en privado Fernández Miranda). Asimismo el proyecto «aperturista» de José Solís Ruiz de crear un marco legal que permitiera la independencia de la Organización Sindical fue desechado y en su lugar se aprobó en 1971 una Ley Sindical que no resolvió ninguno de los problemas existentes y que «materializó de forma definitiva el proceso de burocratización de la Organización Sindical». Por otro lado Carrero Blanco dio cada vez más muestras de estar más cercano a las posiciones neofranquistas del «búnker» que de los «tecnócratas», que perdieron así a su principal apoyo. Carrero Blanco declaró que la intransigencia «es un deber indeclinable cuando lo que está en juego son cuestiones fundamentales». Asimismo Carrero Blanco acentuó su «visión paranoica» («apocalíptica», según Javier Tusell) de la vida política española pues atribuía todos los conflictos a una minoría o secta oculta «subversiva» que identificaba con el «comunismo» y la «masonería». En ocasiones también la identificaba con la «democracia cristiana». Así lo reflejó en el informe de 98 páginas que entregó a Franco el 17 de marzo de 1970 titulado Planificación de una acción de Gobierno en el que Carrero señalaba esos tres peligros para el régimen: el comunismo, la masonería y la democracia cristiana.

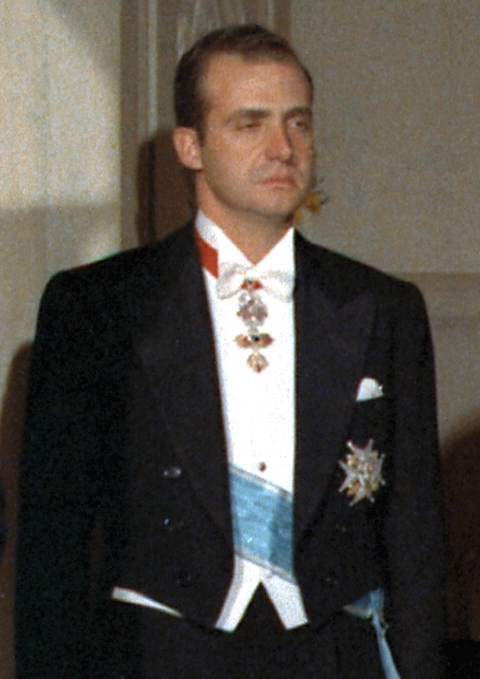
Juan Carlos de Borbón, Príncipe de España, en 1971.

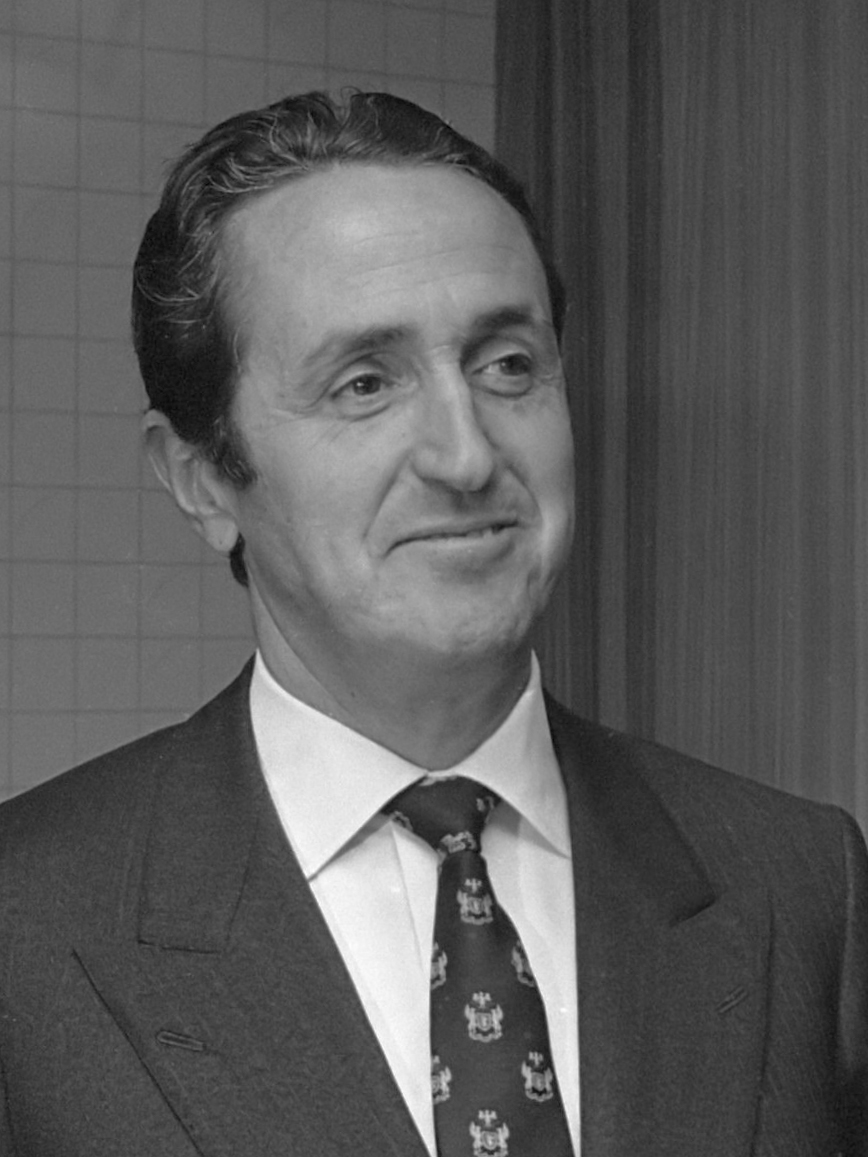
Gregorio López Bravo, ministro de Asuntos Exteriores, en 1972.

El «inmovilismo» del gobierno provocó una primera dimisión en abril de 1970, la del ministro de Obras Públicas Federico Silva Muñoz, que también reclamaba más fondos para su ministerio. Fue sustituido por Gonzalo Fernández de la Mora, el ideólogo de los «tecnócratas» más reaccionarios, absolutamente contrario a cualquier forma de pluralismo. Dos años después dimitiría por la misma razón el ministro de la Gobernación Tomás Garicano Goñi. Con la salida del gobierno de Silva Muñoz ya sólo quedó un representante de la «familia» católica, Alberto Monreal Luque.
Junto con la aprobación en 1970 de la nueva Ley General de Educación (también conocida como «Ley Villar-Palasí», por el nombre del ministro de educación que la elaboró) que introdujo cambios importantes en el sistema educativo franquista, que se «hallaba obsoleto» según uno de sus promotores, donde posiblemente tuvo mayor éxito el gobierno «monocolor» fue en la política exterior, dirigida por Gregorio López Bravo, con la firma el 30 de junio de 1970 del Acuerdo Preferencial con la Comunidad Económica Europea (aunque el ingreso en ella seguía vedado por el carácter antidemocrático del régimen franquista) y en agosto del Acuerdo de Amistad y Cooperación con Estados Unidos (al mes siguiente el presidente Richard Nixon visitó España, «de regreso tras visitar a otro anciano autócrata, el mariscal Tito»; su secretario de Estado Henry Kissinger escribió que había encontrado a la España de Franco «como en suspenso, esperando que una vida tocara a su fin para poder unirse otra vez a la historia de Europa»). Mayor controversia levantaría la firma de tratados comerciales con los países socialistas del Este de Europa y con la propia Unión Soviética (en septiembre de 1972), acercamiento rechazado por los sectores «ultras», y el reconocimiento de la República Popular de China (rompiendo las relaciones con la China Nacionalista). Lo que no consiguió López Bravo fue mejorar las relaciones con la Santa Sede, enquistadas sobre la cuestión de la puesta al día del Concordato de 1953 siguiendo la nuevas directrices del Concilio Vaticano II.
En el intento de mejorar la imagen exterior del régimen colaboró activamente el príncipe Juan Carlos que, acompañado de su esposa doña Sofía, visitó varios países occidentales, lo que en ciertas ocasiones planteó algún problema. En su visita a Washington a finales de 1971 varios diarios recogieron declaraciones suyas. Uno de ellos publicó que había dicho: «Yo creo que el pueblo español quiere más libertad. Todo es cuestión de saber a qué velocidad». A la vuelta a España don Juan Carlos se apresuró a visitar a Franco. Este le dijo: «Hay cosas que usted puede y debe decir fuera de España, y cosas que no debe decir dentro de España». Unos meses antes The New York Times había publicado una entrevista con el sucesor de Franco con el titular: «Juan Carlos promete un régimen democrático». El ministro Laureano López Rodó, mano derecha de Carrero, le recomendó prudencia a don Juan Carlos.

### La creciente conflictividad social y política

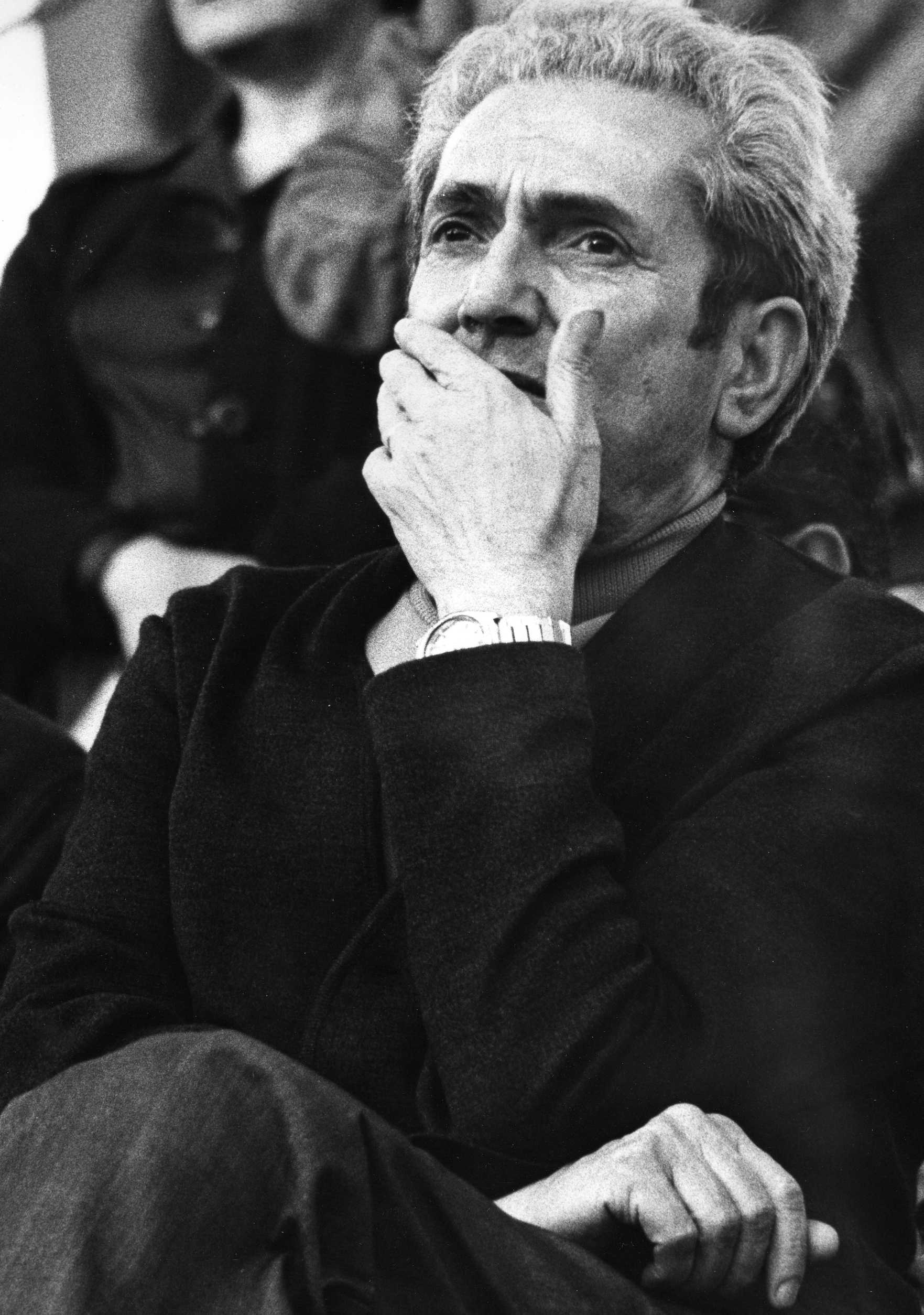
Marcelino Camacho, líder de las «comisiones obreras». Fue detenido junto con el resto de la dirección de este sindicato ilegal y clandestino en junio de 1972. Fue juzgado y condenado por el Tribunal de Orden Público a veinte años de cárcel en el «proceso 1001», cuyo inicio coincidió con el asesinato de Carrero Blanco el 20 de diciembre de 1973.

Al anclarse en el puro inmovilismo el gobierno «monocolor» sólo supo responder al recrudecimiento de la conflictividad laboral y estudiantil con el empleo de las fuerzas de orden público. Entre 1970 y 1973 siete trabajadores resultaron muertos por las acciones de la policía (tres en Granada en 1970; uno en Barcelona en 1971; dos en Ferrol en 1972; y uno en San Adrián de Besós en 1973). En 1971 y 1972 la Organización Sindical cesó a 17 643 enlaces sindicales acusados de «actuación subversiva» y en junio de ese último año era detenida la cúpula dirigente de las ilegales «comisiones obreras» en un convento de Pozuelo de Alarcón donde se encontraba reunida (los diez encausados, entre ellos Marcelino Camacho, Nicolás Sartorius, Eduardo Saborido y Francisco García Salve, serían condenados a largas penas de prisión en el «proceso 1001»).
En un informe reservado del Gobierno Civil de Barcelona correspondiente a 1972 se decía que si bien los activistas obreros no eran muy numerosos, habían logrado «si no politizar a la masa trabajadora, sí sensibilizarla en el espíritu de solidaridad», gracias a la realización de asambleas y concentraciones «que sirven para que la pequeña minoría que las convoca y dirige haga oír su voz y politice y sensibilice a sus componentes, fomentando con ello el espíritu de solidaridad». Una parte de los políticos del régimen estaban convencidos de que los conflictos los provocaban las «comisiones obreras», «que contaba[n] ya con agentes muy preparados en la agitación de masas» que aprovechaban cualquier oportunidad que se les presentara. El propio Franco se refirió a las «huelgas, algaradas y violencia» que ponen «en peligro» las empresas en un discurso pronunciado ante las Cortes el 11 de noviembre de 1971. Las achacó a «fuerzas exteriores, muchas veces meramente económicas y financieras». «¿No hemos de pensar que se trata de utilizar la violencia y la subversión para poner obstáculo a nuestro proceso industrial?», añadió.
Aún mayor era la conflictividad que se registraba en la Universidad hasta el punto que la situación era cada vez más ingobernable (Luis Suárez Fernández, director general de Universidades de 1972 a 1974, reconoció muchos años después que «las autoridades fracasaron en sus esfuerzos para conseguir que funcionase mucho mejor la institución»). Las autoridades franquistas la achacaban a los «agitadores subversivos» que «utilizaban a los estudiantes como masa de maniobra», creando «un clima de desobediencia y de desgaste para el principio de autoridad», lo que obligaba a la constante presencia policial en los centros. «El proceso de radicalización política e ideológica de los estudiantes convirtió una buena parte de las facultades y escuelas universitarias en lugares donde el movimiento universitario podía celebrar regularmente asambleas, colgar carteles murales, distribuir publicaciones clandestinas y organizar actos de solidaridad», al que se sumaba el movimiento de los profesores no numerarios (PNNs). Carrero Blanco escribió en un informe enviado a Franco: «Hay que borrar de los cuadros del profesorado de las Enseñanza Básica y de la universidad a todos los enemigos del régimen y hay que separar de la Universidad a todos los alumnos que son instrumento de la subversión». Así pues, se sucedieron las intervenciones policiales, las sanciones administrativas, las detenciones gubernativas y los asaltos de los nuevos grupos de extrema derecha tolerados por las autoridades (Guerrilleros de Cristo Rey, Acción Universitaria Nacional,...). Sobre los Guerrilleros de Cristo Rey Paul Preston ha afirmado que eran una «banda terrorista parapolicial», organizada por el SECED de Carrero, cuya misión era «llevar a cabo la labor de represión que el gobierno no deseaba que se le viera realizando». En su tradicional mensaje de fin de año de 1969 el generalísimo Franco se refirió a la agitación universitaria calificándola como «esas pequeñas algaradas estudiantiles que, obedeciendo a consignas comunistas, fomentan en el mundo sus agentes» y las contrapuso «al conjunto de nuestra juventud trabajadora y estudiosa». En el mensaje del año siguiente volvió a ocuparse del tema: «No deja de causar tristeza ver a una pequeña parte de algunas Universidades convertidas en juguetes de mecanismos ideológicos absolutamente al margen de la auténtica problemática estudiantil».

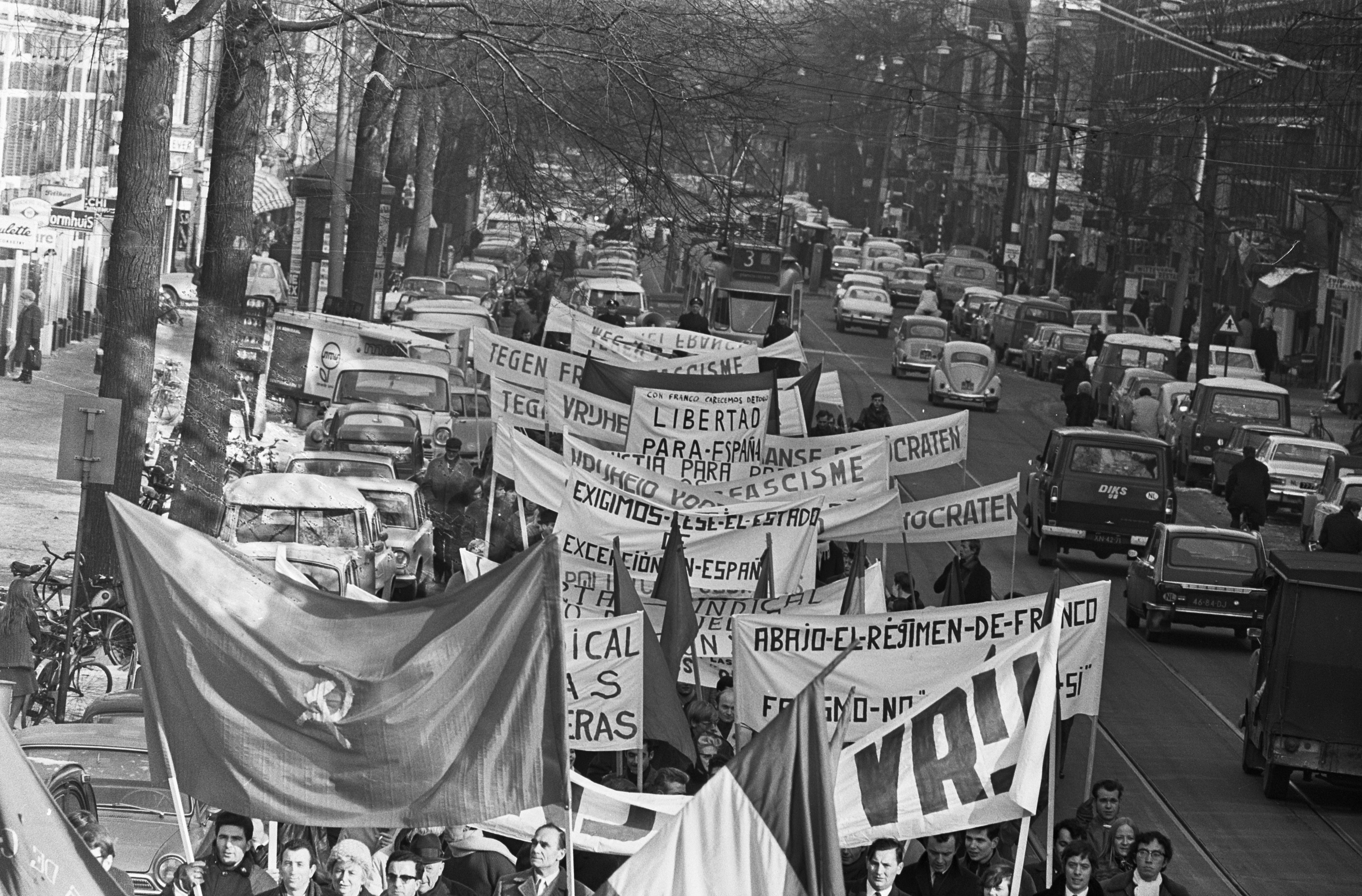
Manifestación antifranquista en Ámsterdam (en febrero de 1969) pidiendo el fin del estado de excepción en el País Vasco decretado por Franco tras el asesinato por ETA del comisario de la Brigada Político-Social Melitón Manzanas.

Donde la represión fue más dura fue en el País Vasco y Navarra con motivo de la creciente actividad terrorista de ETA, que había «destrozado el mito de la invulnerabilidad del régimen». En 1969, por ejemplo, fueron detenidas 1953 personas, de las cuales 890 denunciaron haber sido maltratadas, 510 torturadas, 93 juzgadas por el Tribunal de Orden Público y 53 en consejos de guerra. El 18 de septiembre de 1970, cuando Franco estaba presidiendo el campeonato mundial de pelota en un frontón de San Sebastían, el nacionalista vasco Joseba Elósegui se prendió fuego y saltó desde las gradas gritando Gora Euskadi askatuta ('Viva Euskadi libre'). Se lo llevaron con graves quemaduras mientras Franco continuó viendo el partido. Pero Elósegui consiguió su objetivo pues el hecho tuvo repercusión a nivel internacional. En su diario había escrito tres semanas antes: «No pretendo eliminar a Franco. Sólo quiero que sienta a poder ser en su propia carne aquel fuego que destruyó Guernika» (Elósegui había estado al mando de una unidad militar que se encontraba allí cuando se produjo el bombardeo de Guernica en abril de 1937). Dos meses y medio después comenzó el «juicio de Burgos» contra dieciséis miembros de ETA (se celebró en Burgos porque fueron juzgados por un tribunal militar y esa ciudad era la sede de la Capitanía General a la que pertenecía el País Vasco).

### La crisis del «juicio de Burgos»

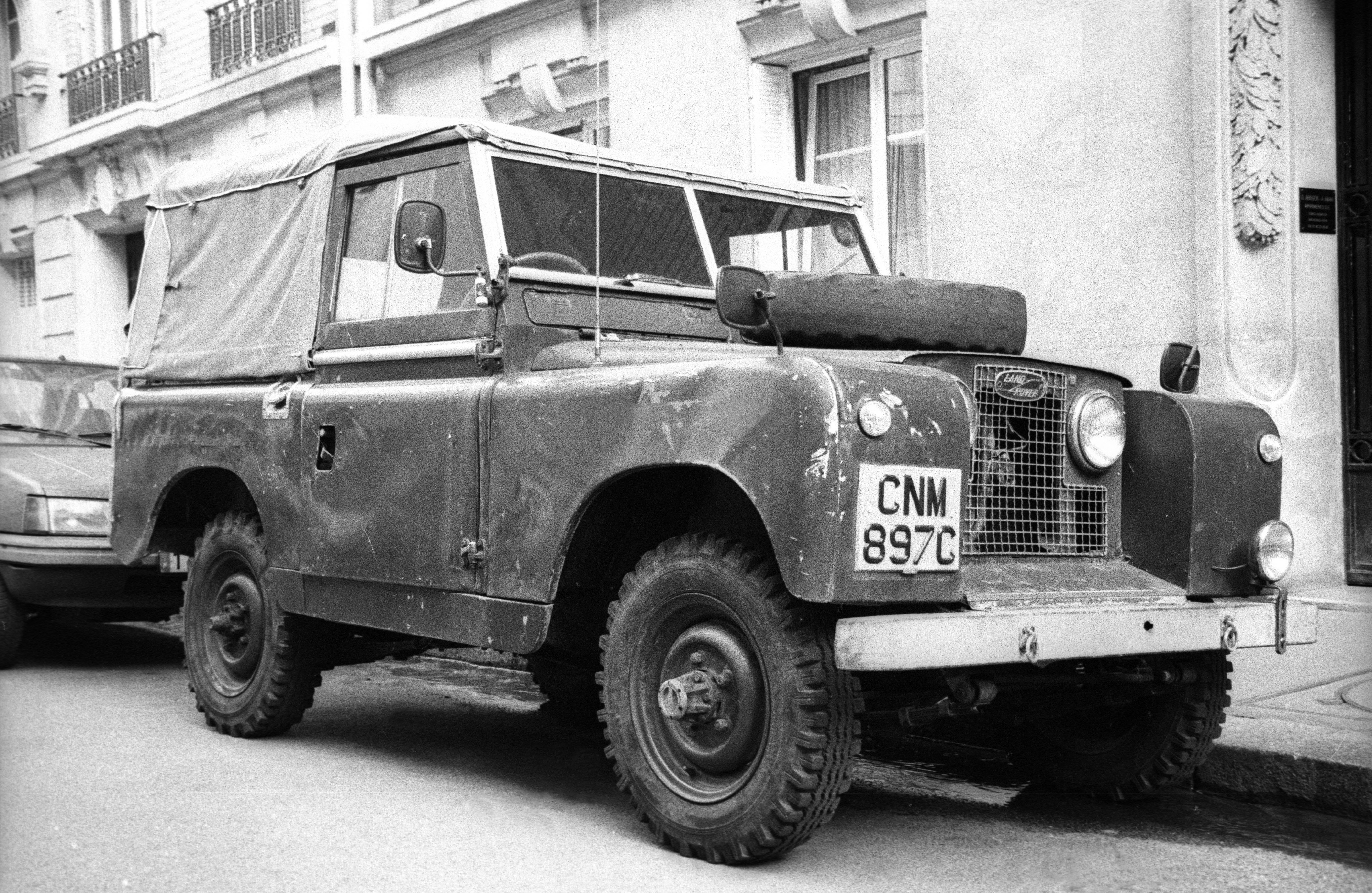
Land Rover Serie II, utilizado por la Policía Armada, más conocida como los grises, por el color de su uniforme.

El llamado «juicio de Burgos» iba a suponer el momento más crítico para el nuevo gobierno y para el conjunto del régimen franquista («dio lugar en un corto espacio de tiempo a una escalada de tensiones de tal magnitud que iba a afectar de forma grave a la estabilidad del régimen y ahondar la división existente entre los distintos grupos que componían la clase política franquista)». «El proceso iba a revelarse como un difícil trance para el Régimen». El 3 de diciembre de 1970 comenzó en Burgos el consejo de guerra contra dieciséis personas acusadas de militar en ETA (entre ellas dos sacerdotes). Al parecer fueron los llamados generales «azules» (los más involucionistas) los que presionaron a Franco para que respondiera con un juicio ejemplar a las actividades terroristas de ETA. El gobierno estuvo de acuerdo y además decidió darle una amplia publicidad al proceso. Pero el efecto que se logró fue exactamente el contrario del que se pretendía, ya que solo el anuncio del juicio sumarísimo levantó una ola de solidaridad en el País Vasco y en Navarra que fue un revulsivo clave para que el nacionalismo vasco recuperara su implantación social. El día en que comenzó el juicio hubo huelgas estudiantiles y de trabajadores en varias empresas de Guipúzcoa, acompañadas de incidentes de diverso tipo en las calles de San Sebastián. El gobierno respondió decretando el estado de excepción en Guipúzcoa durante tres meses, que el día 14 de diciembre extendió a toda España (los incidentes se habían reproducido en Bilbao y en otros lugares). Los defensores de los acusados fueron destacados miembros de la abogacía, vinculados con la oposición antifranquista: Gregorio Peces Barba, Juan María Bandrés, Francisco Letamendía y Josep Solé Barberà.
Trescientos intelectuales, artistas y profesionales catalanes, entre los que se encontraba el pintor Joan Miró, se encerraron en el monasterio de Montserrat en solidaridad con los procesados «por defender los derechos nacionales del pueblo vasco» (también reclamaban el restablecimiento del Estatuto de Autonomía de Cataluña de 1932). En Madrid 131 intelectuales, entre los que se encontraban Ramón Tamames, Enrique Tierno Galván, Joaquín Ruiz Jiménez y Manuel Jiménez de Parga, hicieron circular el 23 de diciembre un manifiesto en el que reclamaban la amnistía y las libertades políticas y sindicales (la prensa lo recogió, pero para denigrarlo, «siguiendo así las opiniones del Gobierno»). También hubo movilizaciones de protesta en muchas universidades. Dos días antes de que comenzara el juicio ETA secuestró al cónsul honorario alemán en San Sebastián, Eugen Beihl, dejándolo en libertad el 25 de diciembre (la Conferencia Episcopal condenó el secuestro y apeló «a la conciencia de los responsables del hecho para que liberen a esta persona inocente y no quieran introducir en nuestro país tan reprobables métodos de violencia»). Al día siguiente el tribunal dictó la sentencia, condenando a seis de los acusados a la pena de muerte (tres de ellos a una doble pena de muerte) y al resto a larguísimas penas de prisión (excepto una mujer que fue absuelta). Otra de las acciones de ETA durante el juicio fue el intento de apoderarse de un repetidor de televisión situado en los límites de la provincia de Burgos con el fin de interferir sus emisiones (entonces existía un único canal de televisión en España: TVE, la televisión oficial del Estado); la policía lo impidió.

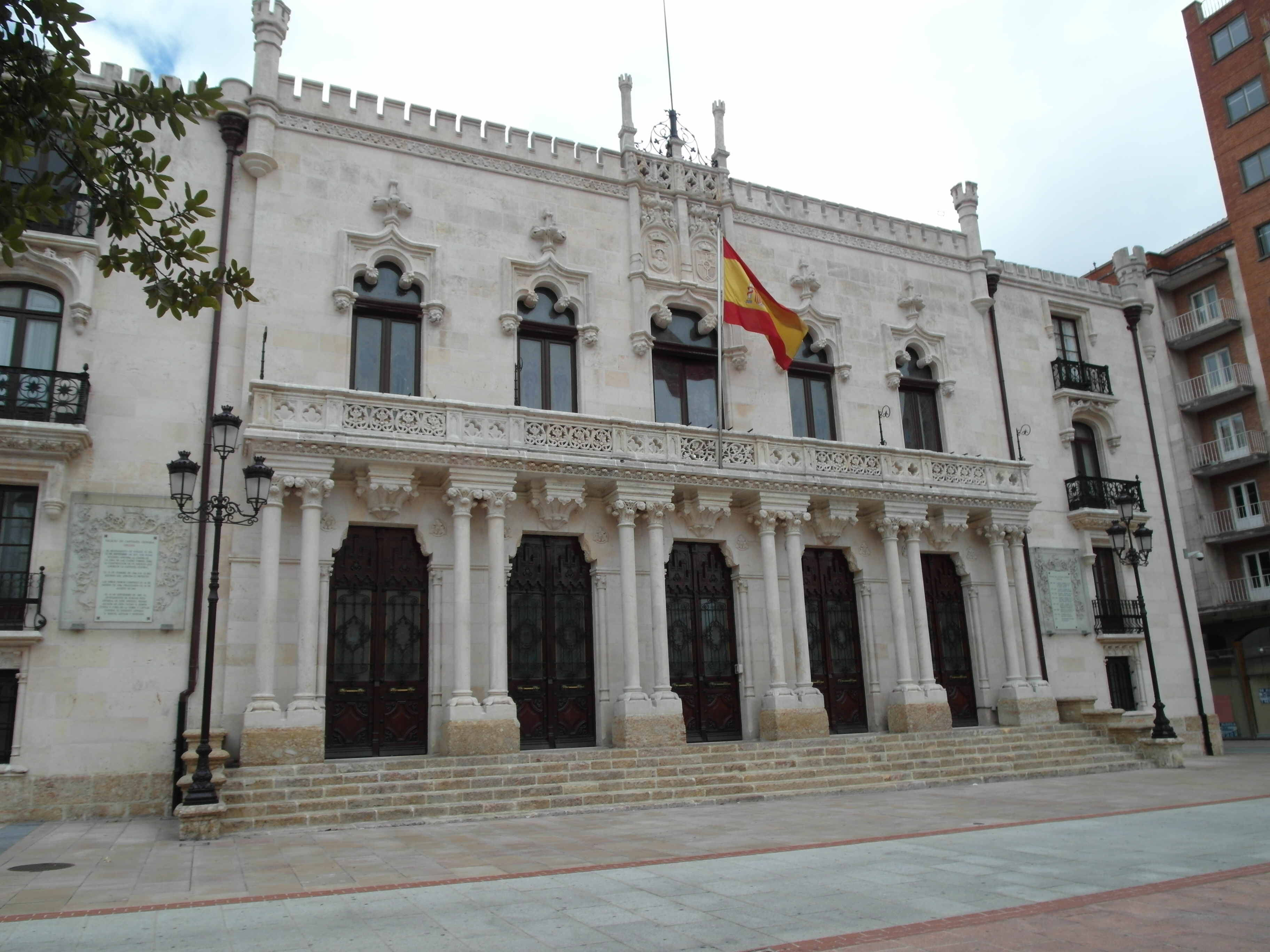
Edificio de la Capitanía General de la VI Región Militar en Burgos.

El «juicio de Burgos» suscitó también una campaña internacional de solidaridad con el pueblo vasco y a favor del restablecimiento de las libertades democráticas en España. Asimismo supuso un nuevo jalón en el distanciamiento entre la Iglesia católica y el franquismo, ya que motivó una pastoral conjunta del obispo de San Sebastián, Jacinto Argaya, y del administrador apostólico del de Bilbao, José María Cirarda (que el 5 de junio había suspendido el tradicional Te Deum por la «liberación» de Bilbao en 1937), criticando la pena de muerte y que se juzgara a los acusados por la jurisdicción militar (además de condenar «toda clase de violencias... las estructurales, las subversivas y represivas», lo que provocó la airada respuesta del ministro de Justicia Antonio Oriol Urquijo que alegó que nunca se podía equiparar al delincuente con el defensor de la ley), y un pronunciamiento posterior de la Conferencia Episcopal Española de apoyo a los obispos de San Sebastián y Bilbao (sin hacer suyo, sin embargo, el texto de la pastoral) y a favor de la «máxima clemencia», aunque «haciendo constar que, en ningún caso y por ningún título, quiere entorpecer la acción de la justicia» (de hecho veintitrés obispos encabezados por José Guerra Campos se mostraron disconformes con el acuerdo; la integrista Hermandad Sacerdotal también se opuso). El nuncio monseñor Luigi Dadaglio, que respaldó a los obispos españoles, también hizo gestiones para impedir que se pronunciaran penas de muerte. Algunos obispos católicos extranjeros fueron más lejos, como el arzobispo de París, monseñor François Marty, que denunció que no se estaban respetando los derechos humanos y que por tanto no se trataba de pedir clemencia, sino de exigir justicia. Cuando se hizo pública la sentencia un portavoz de la Santa Sede dijo que la noticia había sido recibida con «honda emoción», lo que impresionó al Gobierno. Por otro lado, el gobierno estrechó el control sobre la prensa («se regresó a la política de amenazas a los directores, de multas, de secuestro de ediciones y de cierres temporales de publicaciones»), que culminaría con el cierre definitivo once meses después del diario Madrid (cuyo edificio sería demolido en 1972).

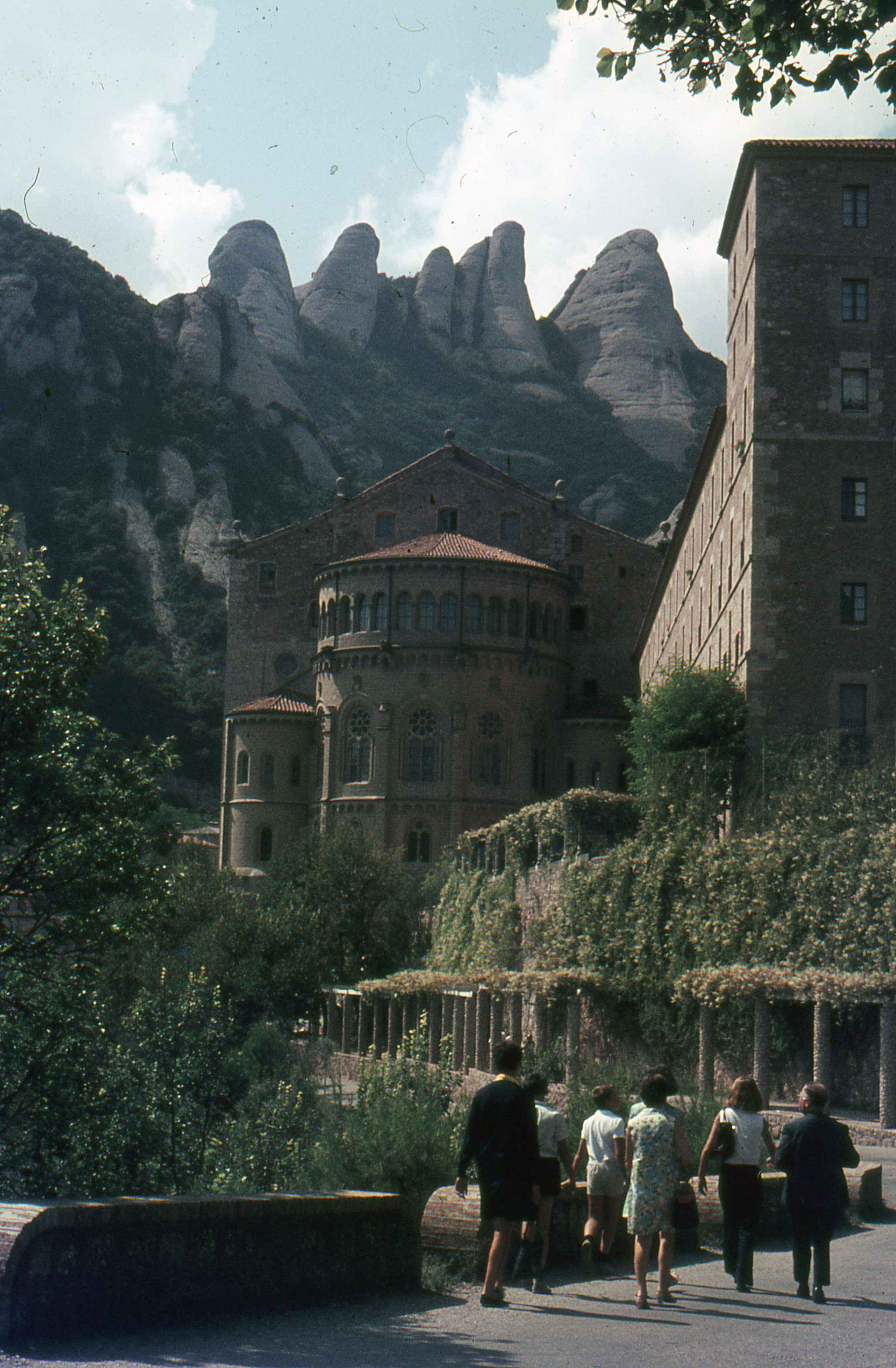
Fotografía del Monasterio de Montserrat de 1969. En diciembre del año siguiente trescientos intelectuales, artistas y profesionales catalanes, entre los que se encontraba el pintor Joan Miró, se encerraron allí en solidaridad con los procesados «por defender los derechos nacionales del pueblo vasco» (también reclamaban el restablecimiento del Estatuto de Autonomía de Cataluña de 1932).

Los sectores involucionistas franquistas, entre los que se encontraban las hermandades de excombatientes —que ofrecieron su colaboración a las fuerzas de orden público—, acusaron al gobierno de debilidad y pasividad frente a las condenas internacionales y a la «subversión» y también atacaron a la jerarquía eclesiástica por haberse sumado a las críticas. La Hermandad de Alféreces Provisionales, en relación con la pastoral de los obispos de San Sebastián y Bilbao, denunció el «confusionismo que provocan la actitud demagógica y partidista de algún sector del clero». El capitán general de Cataluña Alfonso Pérez Viñeta manifestó que «el Ejército está dispuesto a no permitir jamás la vuelta de la horda que ya puso en peligro la existencia de la Patria», y que «si fuera preciso se llamaría otra vez a Cruzada para barrer nuevamente de nuestra Patria a los hombres sin Dios y sin Ley». El 8 de diciembre se congregaron ante la iglesia de San Francisco el Grande, donde se celebraba una misa en honor de la patrona del Cuerpo de Infantería a la que asistían el príncipe Juan Carlos y varios ministros, varios centenares de personas, muchas de ellas jóvenes con camisa azul, portando pancartas en la que se decía «¡Viva la unidad de España!», «¡Españoles, unidos contra el separatismo y el marxismo» y «¡Burgos, justicia nacional!» (además repartieron un escrito de protesta contra los obispos españoles). El 14 de diciembre se producía en Valladolid la primera manifestación «patriótica» de apoyo a Franco y de repulsa a las protestas internacionales, que fueron seguidas por otras en diversas ciudades. En la de Barcelona se exhibió una pancarta que decía: «Al paredón los obispos comunistas». La más importante fue la de Madrid que tuvo lugar el 17 de diciembre y fue convocada por una organización desconocida, la Junta Coordinadora de Afirmación Nacional, que repartió decenas de miles de panfletos por toda la capital (al parecer la Junta era una entidad fantasma creada por el SECED). Miles de personas se congregaron en la plaza de Oriente, como en 1946, para aclamar a Franco y al Ejército (previamente se habían reunido en la iglesia de la Encarnación donde se había celebrado un funeral por las tres víctimas mortales de ETA: el guardia civil José Pardines, el comisario Melitón Manzanas y el taxista Fermín Monasterio). Algunos manifestantes portaban pancartas contra el gobierno como «De los gobiernos débiles ¡¡Líbranos Señor!!» o «¡Franco sí, Opus No!» (y también contra la Iglesia: «Obispos rojos a Moscú»). Aunque no estaba previsto que asistiera, Franco acudió finalmente y saludó a los congregados desde el balcón del Palacio Real. Numerosos telegramas y cartas de adhesión a Franco llegaron al palacio de El Pardo.
Paralelamente se habían producido contactos entre los militares más involucionistas, convocados por el capitán general de la I Región Militar Joaquín Fernández de Córdoba, que consiguieron ser recibidos por Franco al que trasladaron su condena de las iniciativas de los sectores «aperturistas» y exigieron más mano dura con la oposición antifranquista (junto a Fernández de Córdoba, habían acudido al palacio de El Pardo, Tomás García Rebull, Alfonso Pérez Viñeta y Manuel Chamorro, capitanes generales de Burgos, Barcelona y Sevilla, respectivamente). La reacción fue inmediata. Se extendió el estado de excepción a toda España (en concreto se suspendió el artículo 18 del Fuero de los Españoles que limitaba a 72 horas el plazo máximo de detención preventiva) y el general exdivisionario Carlos Iniesta Cano, un «duro», pasó a ocupar la dirección general de la Guardia Civil, y el teniente general García Rebull era nombrado capitán general de la I Región Militar, la más importante, con sede en Madrid. Asimismo el 21 de diciembre Carrero Blanco, tras denunciar la «campaña orquestada por el comunismo internacional» y asegurar «que cualquier foco de subversión será totalmente desarticulado», lanzaba ante las Cortes franquistas un mensaje a los «aperturistas»: «los comunistas, como los bárbaros, necesitan traidores para que les abran las puertas de las ciudades, pero los desprecian y están bien decididos a exterminarlos el día que no los necesitan». El discurso de Carrero fue muy aplaudido por los procuradores. Otros militares insistían en que debido a la «profunda crisis» que estaba viviendo el «Régimen» se diera un papel más activo al Ejército y que se desligara de la Jefatura del Estado la presidencia del gobierno. El almirante Pedro Nieto Antúnez, amigo de Franco, y el teniente general Manuel Coco Rodríguez también le pidieron al Caudillo que se aplicara todo el rigor de la ley.
Al final, en vista del eco despertado por el «juicio de Burgos» y de las numerosas peticiones de clemencia llegadas de todas partes, el general Franco conmutó el 30 de diciembre las nueve penas de muerte que había dictado el tribunal militar para seis de los acusados (tres de ellos habían sido condenados a dos penas de muerte cada uno), tras haber debatido el asunto en el seno del consejo de ministros (la mayoría de sus miembros se mostraron a favor, incluidos Carrero, López Rodó, López Bravo y los tres ministros militares) y escuchar la opinión del Consejo del Reino (que recomendó clemencia). Una de las personas que le había aconsejado a Franco que no confirmara las penas de muerte fue su hermano Nicolás Franco: «Querido Paco, no firmes esas sentencias. No te conviene. Te lo digo porque te quiero. Tú eres un buen cristiano, después te arrepentirás. Ya estamos viejos. Escucha mi consejo, ya sabes lo mucho que te quiero». Por su parte el teniente general Rafael García Valiño, capitán general de Madrid cuando se juzgó a Julián Grimau en 1963, le había recordado en una carta enviada a García Rebull el 1 de diciembre, dos días antes de que comenzara el juicio, que «la ejecución de la pena de muerte que le fue impuesta creó un ambiente nacional enrarecido y luego contrario al Ejército» (en la carta también le había dicho que se asegurara de que la «jurisdicción castrense» era la competente; de hecho se solicitó un dictamen al Tribunal Supremo que la confirmó).
El general Franco comunicó al país su decisión de conmutar las penas de muerte en su tradicional mensaje de fin de año en el que sobre las protestas internacionales dijo: «La paz y el orden de que hemos disfrutado durante más de treinta años han despertado el odio de las potencias que siempre han sido el enemigo de la prosperidad de nuestro pueblo». Añadió que «España constituye un Estado de derecho cuya acción política se ordena al bien común y, en defensa de éste, no regatearemos cuantos esfuerzos y sacrificios sean necesarios para combatir la pasión y la violencia de cualquiera que intente perturbar la pacífica convivencia de los españoles». También tuvo palabras para la Iglesia Católica alegando que las «finalidades» de la Iglesia y el Estado «no pueden contradecirse, porque ello produciría una lamentable crisis social... En último término lo que todos deseamos es la consolidación de la paz cristiana dentro de nuestras fronteras y contribuir con ella a la gran empresa de la pacificación del mundo». Como ya había hecho en su mensaje del año anterior Franco terminó reiterando que no pensaba retirarse: «La firmeza y la fortaleza de mi ánimo no os faltarán mientras Dios me dé vida para seguir rigiendo los destinos de nuestra Patria». El párrafo concreto en el que comunicó su decisión decía lo siguiente:

Las clamorosas y multitudinarias manifestaciones de adhesión que habéis rendido en los últimos días no solamente a mi persona sino al Ejército español y a nuestras instituciones, han reforzado nuestra autoridad de tal modo que nos facilita, de acuerdo con el Consejo del Reino, el hacer uso de la prerrogativa de la gracia de indulto de la última pena, pese a la gravedad de los delitos que el consejo de guerra de Burgos, con alto patriotismo, juzgó.

Tras la decisión de conmutar las penas de muerte por treinta años de prisión las críticas «ultras» al Gobierno continuaron (según el entonces ministro Laureano López Rodó hubo un intento de promover una especie de moción de censura contra el Gobierno en las Cortes a través de su presidente Alejandro Rodríguez de Valcárcel, a pesar de que las Cortes franquistas carecían de esa potestad y el gobierno solo podía ser destituido por Franco, que era quien lo nombraba). En un acto organizado por las hermandades de excombatientes el capitán general de Granada, teniente general Fernando Rodrigo Cifuentes, les llamó a combatir la «francmasonería blanca del Opus Dei» que «intenta sembrar la discordia entre los elementos más nobles de la nación» (fue destituido de su cargo).
Entre los días 17 y 23 de febrero de 1971 se reunió a puerta cerrada el Consejo Nacional del Movimiento (la convocatoria la habían firmado cuarenta consejeros el 14 de diciembre, en plena crisis por el «juicio de Burgos», que consideraban que «el Régimen se debilitaba peligrosamente», en palabras del almirante Pedro Nieto Antúnez, que encabezaba el grupo). En ella abundaron las críticas al Gobierno (y al Opus Dei) y también quedaron patentes las diferencias entre «inmovilistas» y «aperturistas». Uno de los consejeros más críticos con los «aperturistas» y con el gobierno, a los que acusó de traicionar los ideales del «18 de julio», fue el involucionista Blas Piñar, líder de Fuerza Nueva (que a partir de la revista del mismo nombre actuaba ya como una asociación política encubierta). Piñar en sus intervenciones insistió repetidas veces en el tema de la «subversión» (identificándola con el «comunismo», «intrínsecamente perverso, no renuncia a su política de captación») y su petición de que el gobierno dimitiera, «por patriotismo y por amor a España», fue respondida con grandes y prolongados aplausos. Según contó muchos años después Blas Piñar, tras hacer esta petición se le acercó el almirante Carrero Blanco, vicepresidente del gobierno, y lo abrazó, mostrando su acuerdo con lo que había dicho y también con «lo de la dimisión». Sin embargo, según Javier Tusell, Carrero consideraba a Blas Piñar como «un peligroso extremista, aunque bien intencionado». La intervención más esperada en el pleno del Consejo Nacional fue la del promotor de la convocatoria, el almirante Nieto Antúnez, amigo de Franco, a quien envió una carta con una copia del discurso que iba a pronunciar («por lealtad a S.E. es mi deber expresar mi opinión tal como la he visto en el mes de diciembre y tal como la veo ahora»). Acusó al Gobierno de no haber tomado medidas para contrarrestar la «campaña internacional organizada por el comunismo en favor de ETA y de las Comisiones Obreras, es decir, de las fuerzas de la subversión» y a continuación pidió su sustitución por otro formado por «un equipo que, utilizando el poder carismático de quien los designa, cuente además con la fuerza moral que le dé el saberse asistido por la mayoría de los españoles», capaz de poner en marcha un programa de «defensa del honor nacional, fortalecimiento de las instituciones, auténtica justicia social, participación popular».
En conclusión, «el propio gobierno, al pretender hacer un gran proceso político, había convertido el activismo terrorista etarra, hasta entonces una cuestión relativamente secundaria, en el centro de un grave conflicto identitario entre buena parte de la población vasca y el régimen franquista». Tras el «juicio de Burgos» los postulados de ETA no solo «encontraron un creciente eco en la población vasca» (y la organización se rehízo cuando estaba al borde de la desaparición), sino que la oposición antifranquista se vio obligada a «tolerar, casi como un mal menor, la violencia practicada por ETA». «Fue un grave error político ya que se convirtió en un proceso político de repercusión internacional al derivar el proceso en un cuestionamiento de la legitimidad del régimen franquista para procesar a unos patriotas vascos que protestaban por la opresión contra su cultura e identidad», ha afirmado Borja de Riquer.

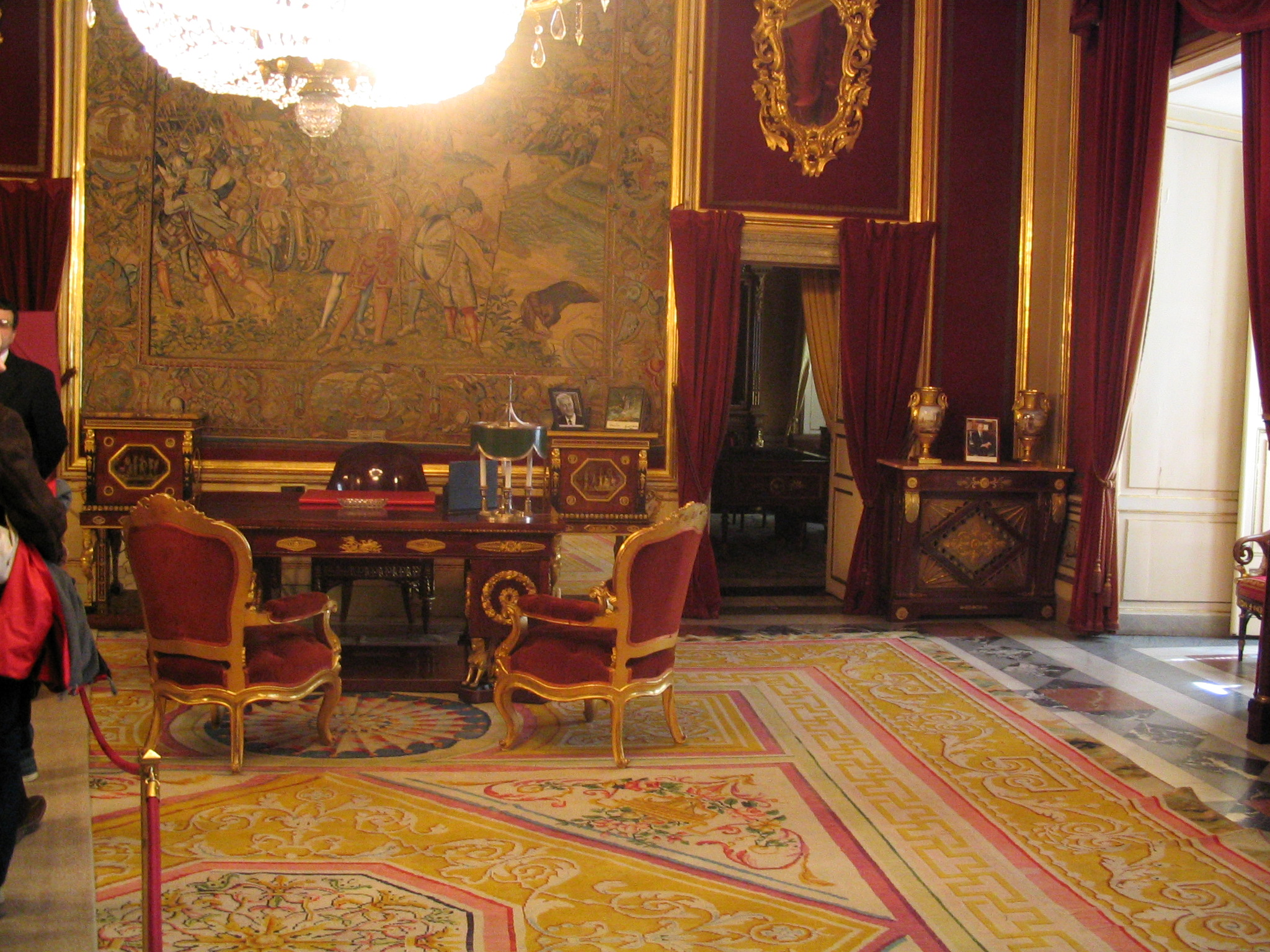
Despacho del Generalísimo Francisco Franco en el Palacio de El Pardo, su residencia oficial.

Por otro lado, el «juicio de Burgos» se ha considerado como el inicio de la crisis final del franquismo, porque cuando el 29 de diciembre de 1971, en su tradicional discurso de fin de año, el general Franco anunció de forma casi casual que había conmutado las penas de muerte, «venía a reconocer públicamente, siquiera en forma implícita, la existencia de fuertes tensiones internas que forzaban al Régimen a renunciar a un objetivo inmediato. Por primera vez, de forma evidente, una campaña de acciones internas e internacionales había forzado al poder a revisar urgentemente sus decisiones». Según Paul Preston, «los juicios de Burgos constituyeron un desastre para el régimen, porque alteraron radicalmente el equilibrio de fuerzas en España. La torpeza del régimen había unido a las fuerzas de oposición como nunca antes, la Iglesia se mostraba profundamente crítica y los franquistas más aperturistas comenzaban a abandonar lo que veían como un barco que se estaba hundiendo». Sin embargo, según Javier Tusell, «la decisión final del indulto consiguió calmar la situación después de unos días de clímax en el sobresalto», aunque reconoce que «el régimen se deterioró mucho por la peculiaridad de este juicio militar en contra de los miembros de ETA y erró muy gravemente en materia de la opinión pública, española y extranjera».
Solo dos meses después de haber conmutado las penas de muerte, Franco recibió la visita del general Vernon A. Walters, segundo jefe de la CIA. Este encontró a Franco «viejo y débil. Su mano temblaba a veces tan violentamente que se la cubría con la otra. A ratos parecía muy distante y en otros iba directamente al grano». Cuando Walters le preguntó sobre qué sucedería tras su muerte Franco le respondió que la sucesión de don Juan Carlos estaba asegurada y que «el Ejército nunca permitiría que las cosas se escaparan de las manos». Como ha destacado Paul Preston, «a principios de la década de 1970, los síntomas de la enfermedad de Parkinson (manos temblorosas, movimientos rígidos, expresión vacía) estaban haciéndose inconfundibles».
En abril de 1970 el ministro de Asuntos Exteriores de la República Federal Alemana Walter Scheel visitó Madrid, donde, para gran irritación de Franco, se entrevistó el día 23 con cuatro representantes de la oposición «moderada» más o menos tolerada (Joaquín Ruiz Giménez, Enrique Tierno Galván, José María de Areilza y Joaquín Satrústegui) quienes le reiteraron las demandas aparecidas en el manifiesto de los 131 intelectuales del 23 de diciembre de 1969. Le pidieron a Scheel que no se permitiera el ingreso de España en la Comunidad Económica Europea hasta que no cumpliera cinco condiciones: garantías para los derechos individuales y colectivos; sufragio universal; reconocimiento de los partidos políticos; creación de un Parlamento libremente elegido; y libertad sindical.

### La tensión con la Iglesia católica
Tras el «juicio de Burgos» las tensiones entre el régimen franquista y la Iglesia católica continuaron en ascenso. En enero de 1971 ya se produjo un incidente con el obispo de Oviedo Gabino Díaz Merchán que protestó por la detención de un sacerdote acusado de aprovechar «la sagrada predicación con fines políticos o incluso marxistas» alegando que sólo a él le correspondía calificar el contenido doctrinal de los sermones y que el poder civil debía limitarse a castigar las infracciones de las leyes. La tensión se incrementó notablemente cuando a finales de mayo de 1971 fue nombrado arzobispo de Madrid el cardenal Tarancón (por el fallecimiento de su anterior titular Casimiro Morcillo, que era también presidente de la Conferencia Episcopal Española), aunque el nombramiento oficial no tendría lugar hasta diciembre, ya que Tarancón, como el obispo de Oviedo Díez Merchán, era partidario de poner fin al «nacionalcatolicismo» y a la «colaboración» con el régimen, en aplicación de la nueva doctrina del Concilio Vaticano II. No hay que olvidar que la Iglesia era uno de los pilares básicos del régimen. Un año después Tarancón ocuparía oficialmente la presidencia de la Conferencia Episcopal Española. El 25 de junio de 1971 el ministro de Justicia Antonio Oriol Urquijo publicó un polémico artículo en ABC en el que se refirió a la «hábil infiltración marxista» que se estaba registrando entre el clero español y a las tergiversaciones que se estaban produciendo de la doctrina católica.

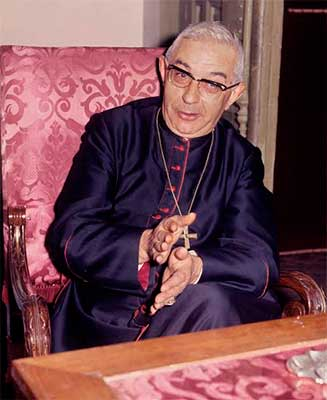
El cardenal-arzobispo de Madrid Vicente Enrique y Tarancón.

El cambio de postura de la Iglesia católica se concretó en septiembre de 1971 cuando la Asamblea Conjunta de Obispos y Sacerdotes, presidida por el cardenal Tarancón, aprobó por mayoría (215 votos contra 26) una declaración favorable a la «independencia y sana colaboración entre la Iglesia y el Estado», lo que suponía dejar atrás el Concordato de 1953. Un segundo documento de mayor trascendencia histórica no fue aprobado por faltar la mayoría de dos tercios necesaria (137 votos favorables frente 78). En él se pedía «humildemente» perdón «porque nosotros no supimos a su tiempo ser verdaderos ministros de la reconciliación en el seno de nuestro pueblo, dividido por una guerra entre hermanos». La «Cruzada de Liberación», denominación oficial de la guerra civil que la Iglesia había impulsado y adoptado en la Carta colectiva de los obispos españoles con motivo de la guerra en España de 1937, había dado paso a la «guerra entre hermanos» (hubo que esperar a abril de 1975 para que fuera aprobado el documento La Reconciliación en la Iglesia y en la Sociedad. Carta Colectiva del Episcopado Español). Para los políticos franquistas lo que se «escondía» en muchas ocasiones detrás de la expresión «espíritu de reconciliación» «era una reivindicación de los vencidos en la guerra civil, resucitando odios que para muchos españoles estaban ya muertos». El cardenal Tarancón escribió mucho después que la Asamblea «había sido el primer acto público de la Iglesia española en que se había puesto en tela de juicio la postura de conexión íntima entre la Iglesia y el Régimen, que era una consecuencia lógica de la guerra civil, que había sido calificada de cruzada». Por su parte la integrista Hermandad Sacerdotal reunida en Zaragoza se mostró absolutamente en contra de las conclusiones a las que había llegado la Asamblea. La vaticana Sagrada Congregación para el Clero también criticó los documentos aprobados por la Asamblea en un dictamen emitido el 9 de febrero de 1972.
Por otro lado, las iglesias y otras dependencias católicas estaban sirviendo para albergar reuniones clandestinas de la oposición, para realizar asambleas de obreros en huelga o para acoger encierros de protesta (con frecuentes intervenciones de la policía). Además en los boletines parroquiales y diocesanos, así como en otras publicaciones católicas, se informaba en ocasiones de los conflictos, protestas y movilizaciones. El Ministerio de Justicia destacó en un informe que los movimientos de apostolado estaban rebasando los límites del Concordato de 1953 al llevar a cabo actividades «políticas». En septiembre de 1971 se desató la polémica por la decisión del cardenal Tarancón de restablecer en su puesto de párroco de Moratalaz a Mariano Gamo, que acaba de salir de la cárcel concordataria de Zamora tras haber cumplido condena por «actos subversivos» (entre ellos el haber cedido su iglesia para reuniones «no autorizadas»).
Franco recibió la defección de la Iglesia y su jerarquía con auténtico desconcierto y profunda amargura, estimándola en privado como una verdadera «puñalada por la espalda». Carrero Blanco fue aún más lejos y se quejó en público, en diciembre de 1972, de la ingratitud eclesiástica hacia un régimen que, desde 1939, «ha gastado unos 300 000 millones de pesetas en construcción de templos, seminarios, centros de caridad y enseñanza, sostenimiento de culto, etc."». En ese mismo mes la Comisión de Justicia y Paz, presidida por el obispo de Huelva, afirmó en un documento titulado Si quieres la paz trabaja por la justicia que «las estructuras del Régimen anulan toda posibilidad de paz verdadera en España». La tensión aumentó en enero de 1973 cuando la Conferencia Episcopal respondió a la petición de Carrero Blanco de que la Iglesia continuara siendo «nuestro principal apoyo» con una declaración titulada Iglesia y comunidad política (aprobada por 59 obispos frente a 20) en la que se defendía la separación de la Iglesia y el Estado, el respeto a los derechos humanos y el pluralismo democrático. En ese mismo mes tuvo lugar una agitada entrevista entre Pablo VI y el ministro de Asuntos Exteriores Gregorio López Bravo en la que el papa le mandó callar y dio por terminada la audiencia cuando López Bravo criticó la política vaticana respecto de la España de Franco. «La entrevista condujo a una especie de ruptura» entre la Iglesia católica y el régimen franquista.

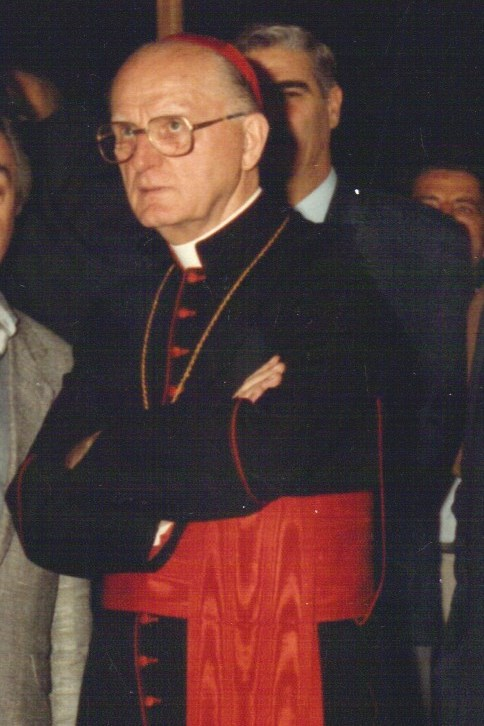
El Nuncio apostólico en España Luigi Dadaglio.

En junio de 1973 un documento interno del gobierno advertía de que «el progresismo religioso y la oposición al régimen español coinciden... con valor poco menos de sinonimia». Para entonces ya arreciaba la campaña de los «ultras» contra los «obispos rojos» y contra Tarancón (con pintadas y carteles con el eslogan «Tarancón al paredón») y las actuaciones policiales eran cada vez más frecuentes, desalojando, a veces de forma violenta, parroquias y centros católicos. También proliferaron las multas y las prohibiciones de las publicaciones católicas y las detenciones de sacerdotes. Aumentó el número de eclesiásticos recluidos en la cárcel concordataria de Zamora, donde en noviembre de 1973, coincidiendo con la visita a España del secretario de Estado de la Santa Sede Agostino Casaroli, se produjo una huelga de hambre reclamando la amnistía, la supresión de aquel centro y que la Iglesia no negociara con el régimen franquista. Fueron apoyados por grupos de católicos que organizaron encierros en centros de las diócesis de Bilbao, San Sebastián y Pamplona. El 6 de noviembre desataron un violento motín (quemaron el altar y los ornamentos litúrgicos que se habían puesto a su disposición para que pudieran celebrar misa), que afectó gravemente al centro penitenciario, por lo que los seis sacerdotes allí recluidos tuvieron que ser trasladados a otras prisiones. Cuatro días después un centenar de personas de las comunidades de base (entre ellas quince sacerdotes) ocupaban la sede de la Nunciatura como muestra de apoyo (también reclamaban la amnistía para todos los presos políticos y protestaban por el «proceso 1001»). Por su parte, los obispos de Bilbao, San Sebastián y Segovia firmaron una carta conjunta en la que pedían la clausura de la cárcel concordataria. El gobierno respondió haciendo pública una nota en la que calificaba de sacrilegio el suceso de Zamora, lo que motivó una dura réplica publicada en El Norte de Castilla por parte del obispo de Segovia, monseñor Antonio Palenzuela. En el seno del gobierno se llegó a plantear la expulsión del nuncio, monseñor Dadaglio, al que consideraban «cómplice» de la ocupación de la Nunciatura, cuyo desalojo se había producido gracias a la intervención de los tres obispos auxiliares de Madrid, que asumieron las reivindicaciones de los encerrados. La respuesta de la integrista Hermandad Sacerdotal no se hizo esperar. El 15 de noviembre hacía público un comunicado en el que se afirmaba que se estaba destruyendo la fe tradicional de la sociedad española. Un día antes se habían entrevistado el cardenal Tarancón y el presidente del gobierno Carrero Blanco con el propósito de calmar los ánimos (en las notas que escribió Tarancón sobre el encuentro describió al almirante Carrero como un «hombre honrado a carta cabal y buen cristiano, aunque con mentalidad tradicional y anclado más bien en los criterios anteriores al Concilio»; y también escribió: «me negué rotundamente a hacer una rectificación pública desautorizando a mis obispos auxiliares»). El día 29 de noviembre alrededor de cien personas, en su mayoría sacerdotes y religiosas, se encerraron el Seminario diocesano de Madrid. Desde el arzobispado se negoció con la policía para que se les permitiera salir sin ser detenidos.
En la represión violenta de los sectores de la Iglesia que más se habían distanciado del régimen tuvo un papel destacado el grupo parapolicial «ultra» Guerrilleros de Cristo Rey. «La propaganda de izquierda insistiría en que las Fuerzas de Orden Público protegían a estos grupos, pero no tenemos de ellos pruebas fehacientes: resultaba, sin embargo, consecuente que muchas de las personas adictas al Régimen aplaudieran sus actuaciones», afirma Luis Suárez Fernández. Los Guerrilleros de Cristo Rey contaban con las simpatías de la Hermandad Sacerdotal, una organización integrista que reunía al clero contrario a las nuevas directrices de la Iglesia española derivadas del Concilio Vaticano II, cuya doctrina rechazaban radicalmente.

### El nuevo gobierno y el asesinato de Carrero Blanco
A mediados de 1973 era cada vez más evidente el fracaso político del «continuismo inmovilista» de Carrero y los «tecnócratas», lo que revelaba que el franquismo «había entrado en una fase terminal de crisis estructural en virtud de su creciente anacronismo respecto al propio cambio social y cultural que había generado el intenso desarrollo económico de los años sesenta. En 1970 la sociedad española ya sólo era diferente de sus homólogas europeas por la peculiar y desfasada naturaleza autoritaria de su sistema político».
Este fracaso fue el que denunció al mismo Franco el ministro de la Gobernación, Tomás Garicano Goñi, cuando presentó su dimisión en mayo de 1973. Este había enviado al Caudillo varios informes confidenciales en los que se quejaba de la «complacencia» del gobierno con la violencia de los grupos «ultras» y defendía la necesidad de «un auténtico aperturismo». Garicano Goñi consideraba al Movimiento una «entelequia» que no servía para mantener el orden público, sino que esto solo se lograría mediante «una participación efectiva de todos los españoles de buena voluntad». «Mal veo al Príncipe si la organización estatal y política continúa cerrándose», decía también. El motivo inmediato de la renuncia al cargo fueron los graves incidentes que se produjeron el 2 de mayo en Madrid durante el funeral del policía Juan Antonio Fernández, asesinado el día anterior por el grupo de extrema izquierda Frente Revolucionario Antifascita y Patriótico (FRAP), y que recordaban los incidentes durante el entierro de Anastasio de los Reyes en 1936. A la salida de la misa un grupo de policías y de civiles se apoderó del féretro y lo llevaron en hombros por el centro de la capital (contando con la colaboración del director de la Guardia Civil, el teniente general Carlos Iniesta Cano). Varios miles de personas los siguieron al grito de «¡rojos al paredón!» y pidiendo la dimisión de Garicano Goñi. En los días siguientes arreciaron los ataques al ministro (y al conjunto del gobierno) por parte de los sectores «duros» del régimen (en el Boletín de la Guardia de Franco de Madrid se acusaba al gobierno de aplicar una «política blandengue y timorata» y se denunciaba que «existe lenidad o política de paños calientes por parte de las autoridades, al tener contemplaciones con quien no se pueden ni se deben tener»; por su parte Fuerza Nueva decía que a «la subversión sólo se la puede combatir con sus propias armas. Sólo se la podrá derrotar con la contundencia de los hechos consumados»). Durante la misa grupos de extrema derecha habían dado mueras contra los «curas rojos» y contra el cardenal Tarancón, al que gritaron «Tarancón al paredón», un improperio que sería repetido durante los años siguientes.

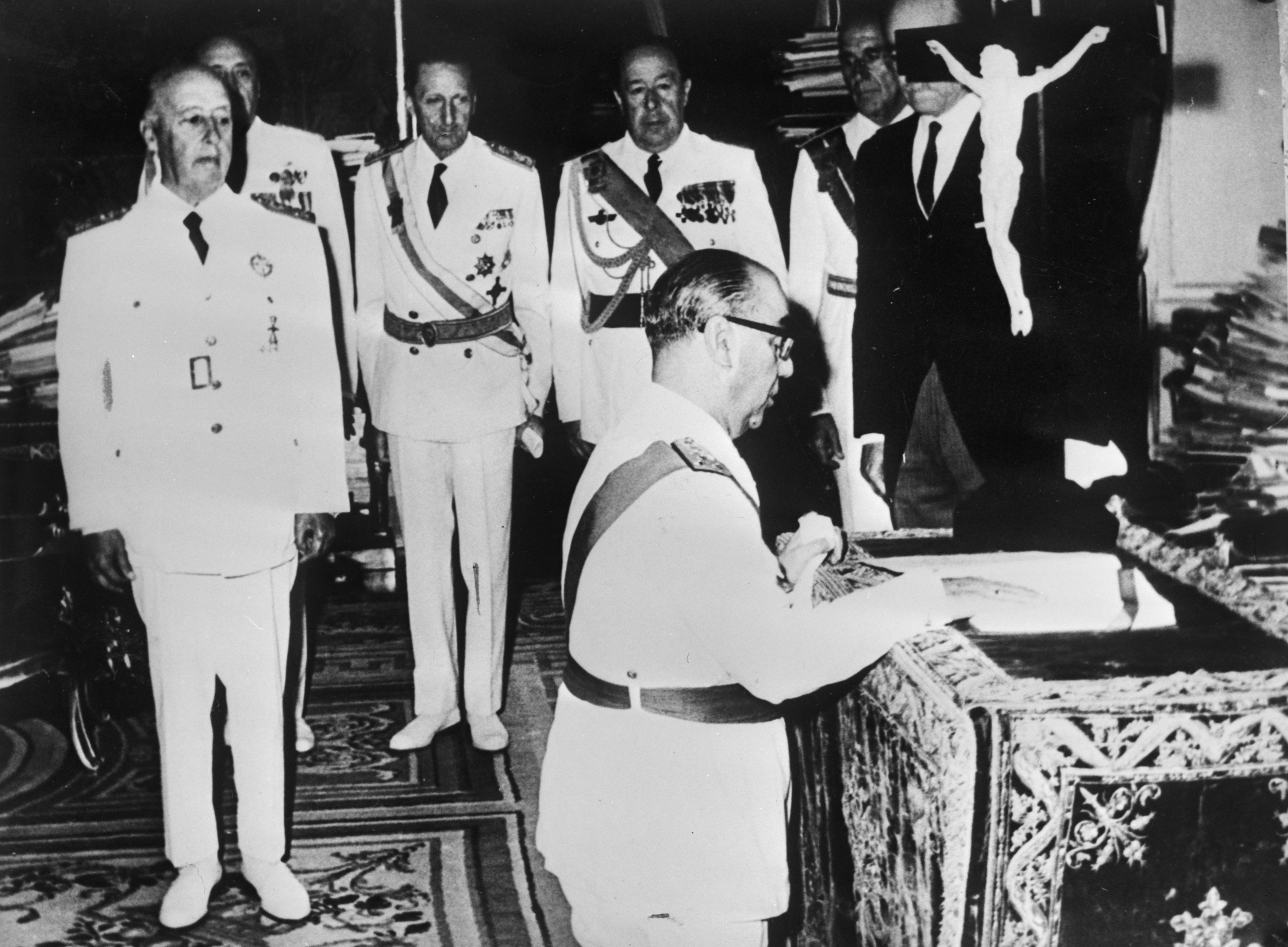
El almirante Carrero Blanco jura su cargo ante Franco como presidente del Gobierno (junio de 1973).

De la crisis de gobierno motivada por la dimisión del «aperturista» Garicano Goñi salió aún más reforzado Carrero Blanco, al ser nombrado por Franco presidente del Gobierno, cargo que el Caudillo nunca había querido ceder en treinta y siete años de dictadura. «Franco era consciente de que ya le quedaba poca vida y consideraba al nombrado como la mejor garantía de que el régimen mantuviera sus rasgos esenciales a su desaparición». Carrero nombró un gabinete de su confianza y la única concesión que hizo, por indicación del círculo familiar del general Franco —su mujer, Carmen Polo de Franco, y su yerno, Cristóbal Martínez Bordiu— que cada vez ejercía más influencia sobre él dado su deterioro físico —tenía 81 años y padecía la enfermedad de Parkinson—, fue nombrar como ministro de la Gobernación a Carlos Arias Navarro, un «duro» del régimen que había sido director general de seguridad y alcalde de Madrid (Carrero había pensado primero en Fernando de Liñán).
Carrero estaba cada vez más decantado hacia el sector «duro» del franquismo, como lo demostraban los artículos que publicó bajo seudónimo en los que arremetía contra los que defendían que se permitieran las asociaciones políticas, aunque fuera «dentro» del Movimiento. En su discurso de toma de posesión Carrero reafirmó el «inmovilismo» del nuevo gobierno cuando dijo: «si yo quisiera ahora sintetizar en una sola palabra el programa de acción que el gobierno se propone, diría simplemente: continuar». Entre los ministros nombrados por Carrero se encontraba Julio Rodríguez Martínez, al que encargó la cartera de Educación. Su primera decisión fue decretar que el curso universitario comenzara en enero en lugar de septiembre como era lo habitual (se le llamó de forma jocosa el «calendario Juliano» en honor de su impulsor). Por aquellas fechas el exministro Manuel Fraga Iribarne visitó a Franco antes de partir para Londres para hacerse cargo de la embajada española en el Reino Unido y tuvo la impresión de que estaba «cada vez más fuera de las posibilidades vitales que requería su gran responsabilidad». Por otro lado, coincidiendo con la toma de posesión del nuevo gobierno se produjo un grave conflicto laboral en Pamplona promovido por las clandestinas «comisiones obreras» y que derivó en un enfrentamiento con la Iglesia. Se declaró una huelga en solidaridad con los obreros despedidos de la empresa Motor Ibérica en la que también se reclamó la libertad sindical. Los huelguistas se encerraron en la iglesia de El Salvador y el obispo de Pamplona se negó a que la fuerza pública procediera al desalojo del templo, además de proporcionar víveres a los encerrados por medio de Cáritas. A los pocos días la empresa Motor Ibérica se vio obligada a hacer concesiones para acabar con la huelga. Fue una «derrota del sistema. Había dado la oportunidad a la jerarquía eclesiástica para manifestar que ella también estaba en favor del pluralismo sindical».

El coche oficial de Carrero Blanco en el balcón de la Casa Profesa de Madrid, inmediatamente después del atentado.

Pero el nuevo gobierno, que no tomó ninguna decisión de relevancia (a finales de octubre Fernández Miranda presentó un borrador de Ley de Asociaciones Políticas que rechazaba de plano los partidos políticos y que no llegó a ser discutido en el consejo de ministros), solo iba a durar seis meses. En la mañana del jueves 20 de diciembre de 1973 (el mismo día en que estaba previsto que comenzara el «proceso 1001» contra la cúpula de las clandestinas e ilegales «comisiones obreras»), ETA detonó una bomba colocada bajo el asfalto en una céntrica calle de Madrid cuando pasaba el coche oficial del almirante Carrero Blanco causándole la muerte. La rápida asunción del poder por el vicepresidente Torcuato Fernández Miranda, ante el aturdimiento de Franco al recibir la noticia («me han cortado el último lazo que me unía al mundo», le dijo a uno de sus ayudantes), impidió que se pusieran en marcha medidas extremas por parte de los sectores «ultras» del régimen y el Ejército no fue movilizado. El teniente general Carlos Iniesta Cano, director general de la Guardia Civil, había cursado un telegrama a todas las comandancias para que reprimieran cualquier manifestación «subversiva» «sin restringir en lo más mínimo el uso de las armas de fuego». Fernández Miranda apoyado por el ministro del Interior Carlos Arias Navarro y por el ministro militar más antiguo, el almirante Gabriel Pita da Veiga, y contando además con el asentimiento del Jefe del Alto Estado Mayor, teniente general Manuel Díez Alegría, obligó a Iniesta Cano a que retirara la orden. Como ha señalado Javier Tusell, «si el suceso sorprendió fue simplemente porque era en aquellos momentos una novedad que, por desgracia, en los años siguientes no lo fue ya. ETA no había matado mediante atentado personal nada más que al comisario Melitón Manzanas en el País Vasco, hacía ya bastante tiempo. [...] Los días que siguieron al atentado de Carrero prolongaron la profunda impresión que su muerte había provocado en la sociedad española». «Es indudable que el Gobierno careció de noticias acerca de lo que verdaderamente se preparaba», ha subrayado Luis Suárez Fernández.
Al día siguiente del asesinato se celebró una pequeña concentración de los «ultras» franquistas en el lugar donde se había producido el atentado. Los asistentes portaban banderas de España, de Falange y de la Comunión Tradicionalista. Blas Piñar, líder de Fuerza Nueva, se dirigió a los reunidos para criticar la pasividad del gobierno frente a la «subversión». La capilla ardiente se instaló en el palacio de Presidencia y el cardenal Tarancón ofició una misa corpore insepulto (a la salida grupos de «ultras» le gritaron «¡Tarancón al paredón!»; dos ministros se indignaron con el jefe de los Guerrilleros de Cristo Rey Mariano Sánchez Covisa a quien responsabilizaban de «aquel vergonzoso comportamiento en horas de luto»). Al entierro, que se celebró en la tarde del 21 de diciembre, no asistió el general Franco, sino que estuvo presidido por el príncipe Juan Carlos vestido con uniforme de la Marina (Franco «parecía completamente abrumado. Era incapaz de comer y se encerró en su despacho»; «aquella noche del 20 al 21 no pudo conciliar el sueño»). Ese día se había celebrado un consejo de ministros presidido por Franco para conceder el título póstumo de duque de Carrero Blanco al almirante asesinado. Franco se había referido entre lágrimas al «horrendo crimen que ha costado la vida a nuestro presidente». El Caudillo sí asistió al funeral celebrado en la mañana del sábado 22 en la iglesia de San Francisco el Grande. «Un Franco visiblemente anciano —había cumplido poco antes los 81 años— y notablemente débil y lloroso, daba la sensación de estar presidiendo los funerales de su propio régimen político», ha afirmado Borja de Riquer. La ceremonia fue oficiada por el cardenal Tarancón, quien a la salida fue objeto de un intento de agresión por parte de grupos «ultras», que además de insultar al cardenal también gritaban «¡Ejército al poder!». Durante la ceremonia el ministro de Educación Julio Rodríguez Fernández le había retirado ostensiblemente el saludo al cardenal. Más tarde se ofrecería para encabezar un comando que entrara en Francia y diera caza a los asesinos del almirante. Torcuato Fernández Miranda, como presidente del gobierno en funciones, le obligaría a pedir perdón al cardenal-arzobispo de Madrid.

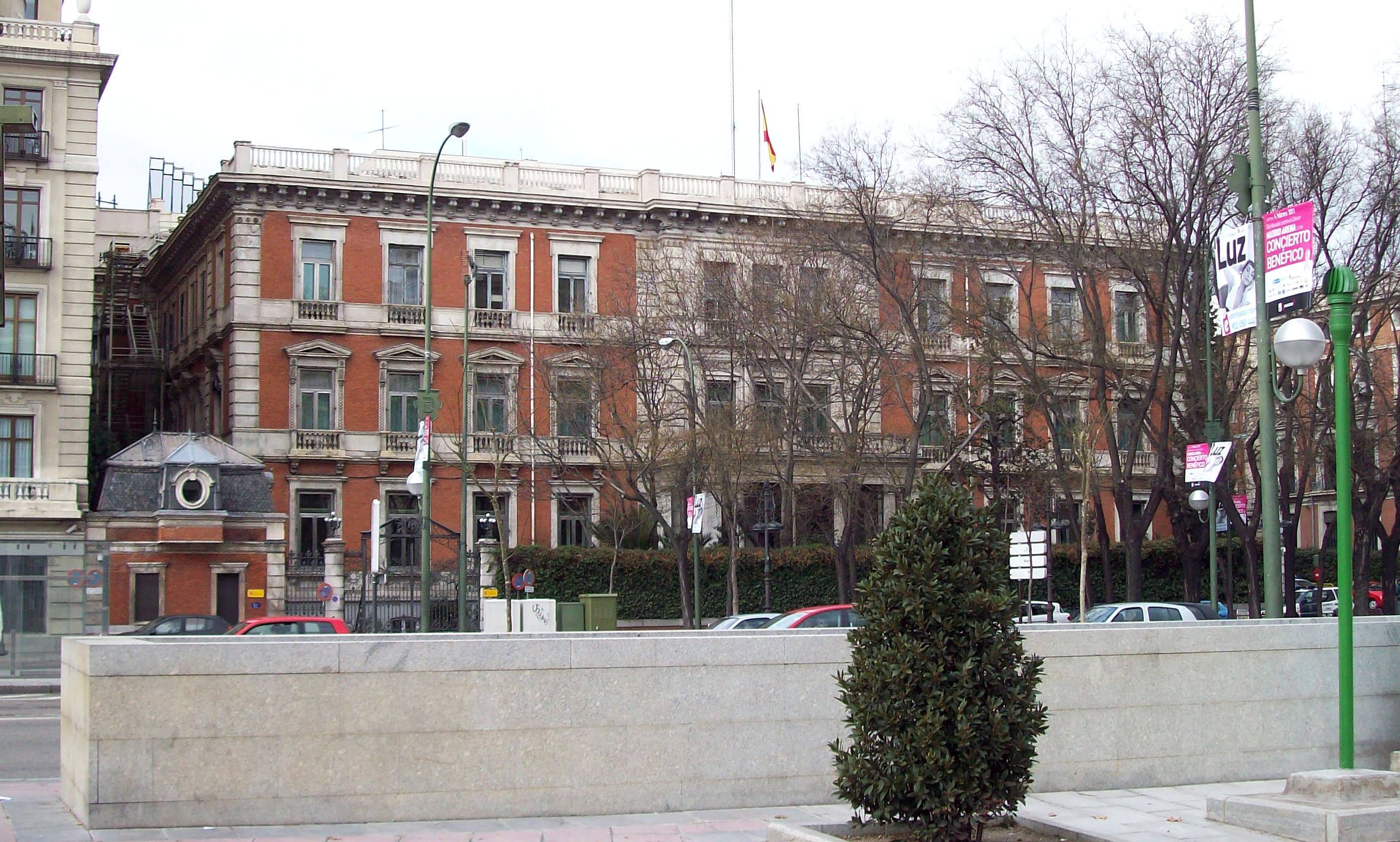
Palacio de Villamejor, situado en el Paseo de la Castellana número 3, sede de la Presidencia del Gobierno. Allí se instaló la capilla ardiente del almirante Carrero Blanco.

Con el atentado contra Carrero Blanco se abrió la crisis política más grave de todo el franquismo, ya que había sido asesinada la persona que había designado Franco para asegurar la supervivencia de su régimen después de su muerte. Laureano López Rodó, entonces ministro de Asuntos Exteriores y desde hacía quince años uno de los colaboradores más estrechos de Carrero, escribió en sus memorias: «Me di cuenta de que su muerte ponía fin al régimen de Franco. [...] Franco, sin Carrero, era otro Franco». El también ministro Gonzalo Fernández de la Mora consideró que ETA «no pudo asestar un golpe más duro contra la continuidad del Estado del 18 de julio». El propio comunicado de ETA reivindicando el magnicidio decía: «Carrero garantizaba la estabilidad y continuidad del Régimen de Franco». Según el historiador Julio Gil Pecharromán:

Con Luis Carrero Blanco moría el delfín, la figura de la máxima confianza de Franco, destinado a asegurar la continuidad de la dictadura. Desaparecía también un militar con gran prestigio en las Fuerzas Armadas y un político que no sólo parecía capaz de imponerse sobre la división en las filas del Movimiento —ultras incluidos—, sino también de evitar que el relevo en la Jefatura del Estado alterase, en sentido reformista, el rumbo marcadamente continuista en que se basaba el principio del "todo atado y bien atado". En cierta forma, aquel 20 de diciembre dio inicio la Transición.

En el tradicional mensaje de fin de año emitido diez días después del atentado, el general Franco al referirse a él dijo una frase que causó desconcierto por «inesperada y cruel»: «No hay mal que por bien no venga». Según Javier Tusell la frase significaría que Franco tenía clara la idea de que «la muerte de Carrero liquidaba también su equipo y era necesario producir un cambio importante en la totalidad de los gobernadores [sic]. [...] Es muy posible que los juicios negativos acerca del Gobierno Carrero que se produjeron en su entorno de El Pardo le llegaran a influir mucho». Por otro lado, el asesinato de Carrero Blanco influyó notablemente en el proceso 1001 contra los dirigentes de las clandestinas e ilegales «comisiones obreras», pues el Tribunal de Orden Público que los juzgaba les impuso unas penas de prisión muy duras, que llegaron a los veinte años para los «reincidentes». El 6 de enero de 1974 con motivo de la celebración de la Pascua Militar Franco pronunció un discurso en el que tras referirse al dolor por la muerte de Carrero, habló del terrorismo como de «una nueva forma de guerra» a la que acudía el «marxismo» «porque encuentra una Europa débil».

## La crisis final del franquismo (1974-75)
Como señalaron pocos meses después de la muerte de Franco Jorge de Esteban y Luis López Guerra, «la situación de incapacidad estructural del Estado español para enfrentarse con las exigencias de la vida moderna se hizo penosamente evidente en el bienio 1974-1975, al producirse la crisis mundial derivada, entre otros factores, del súbito encarecimiento de la energía».

### El gobierno de Carlos Arias Navarro y el «espíritu del 12 de febrero»

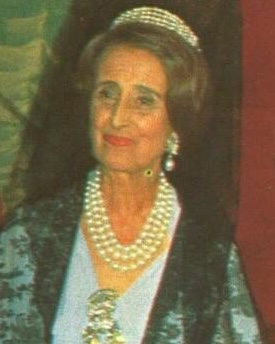
Carmen Polo de Franco, esposa del Generalísimo. En los años finales de su vida el entorno familiar de Franco tuvo cada vez más influencia sobre él.

Por influencia de su entorno familiar, Franco nombró en enero de 1974 a Carlos Arias Navarro presidente del Gobierno, lo que supuso que los «tecnócratas» del Opus Dei quedaran definitivamente excluidos. Según Jorge de Esteban y Luis López Guerra cuando fueron apartados del poder «era ya evidente que el modelo tecnocrático de pseudomodernización parcial no conducía a ninguna parte... El hecho es que se quería el desarrollo económico, pero no sus consecuencias sociales y políticas».
Para formar su gobierno Arias recurrió a las «familias» del régimen, intentando guardar un cierto equilibrio entre «inmovilistas» y «reformistas» (entre estos últimos se encontraban Pío Cabanillas y Antonio Barrera de Irimo al frente de los ministerios de Información y Turismo y de Hacienda, respectivamente; entre los primeros, los «ultras» José Utrera Molina y Francisco Ruiz Jarabo, ministro-secretario general del Movimiento y ministro de Justicia, respectivamente). Los sectores civiles y militares involucionistas, encabezados por el presidente de las Cortes franquistas Alejandro Rodríguez de Valcárcel, presionaron a Arias Navarro para que nombrara vicepresidente del Gobierno al camisa vieja y exministro José Antonio Girón de Velasco, pero Arias Navarro se negó (al parecer Franco llegó a considerar la posibilidad de nombrar a Girón presidente del gobierno). Por otro lado Franco establecería una estrecha relación («paternal», según Paul Preston) con el ministro «ultra» Utrera Molina. En enero de 1974, cuando Utrera le dijo que tenía la intención de emprender el rearme ideológico del Movimiento, Franco le respondió: «En muchas ocasiones hemos incurrido en el error de haber bajado la guardia».
De todas formas Arias Navarro carecía de proyecto político propio. En un principio, pareció que se alejaba de las posiciones «inmovilistas» y en el discurso de presentación del nuevo gobierno pronunciado ante las Cortes franquistas el 12 de febrero de 1974, hizo ciertas promesas «aperturistas» —asociaciones políticas «dentro» del Movimiento, elección «orgánica» de los alcaldes y presidentes de las diputaciones provinciales, reconocimiento legal de los conflictos laborales—. Arias Navarro habló de proseguir la «continuidad perfectiva» del régimen, procurando el «ensanchamiento de los cauces de participación» y buscando «nuevas fórmulas para dar proyección política al pluralismo real de nuestra sociedad». Y por primera vez en la historia del franquismo la «Cruzada» era calificada como «guerra civil», aunque también se decía que «la legitimidad del 18 de julio no es susceptible de reinterpretación ni de debate». Según Paul Preston, el discurso fue escrito por dos miembros del grupo «reformista» Tácito, Gabriel Cisneros y Luis Jáudenes, por encargo de su superior, el ministro «aperturista» de la Presidencia Antonio Carro, quien por otro lado había situado a otros miembros del grupo como subsecretarios en diferentes ministerios. Según Luis Suárez Fernández, el texto fue elaborado por Antonio Carro y por Pío Cabanillas y redactado finalmente por Cisneros.
Además, gracias a la política del ministro de Información y Turismo Pío Cabanillas —un hombre próximo a Manuel Fraga Iribarne, cuya presencia en el gobierno fue vetada por el general Franco— la prensa gozó de un mayor margen de crítica, y la oposición «moderada» fue «tolerada» (los demócrata-cristianos Joaquín Ruiz Giménez y Fernando Álvarez de Miranda; los liberales Joaquín Satrústegui y Joaquín Garrigues Walker; el socialdemócrata Dionisio Ridruejo; o los socialistas Enrique Tierno Galván y Felipe González). «Fueron momentos de gran difusión e influencia de revistas de opinión claramente democráticas, como Cambio 16 o Triunfo, y de diarios como Ya, Informaciones, Tele/eXprés o Diario de Barcelona». Por otro lado, Pío Cabanillas fue criticado por los «ultras» por haberse fotografiado llevando una barretina en la mano durante una visita a Barcelona, ciudad a donde había viajado para pronunciar dos discursos en los que defendió la «apertura» del régimen, lo que le valió un editorial muy crítico del diario oficial del Movimiento Arriba.

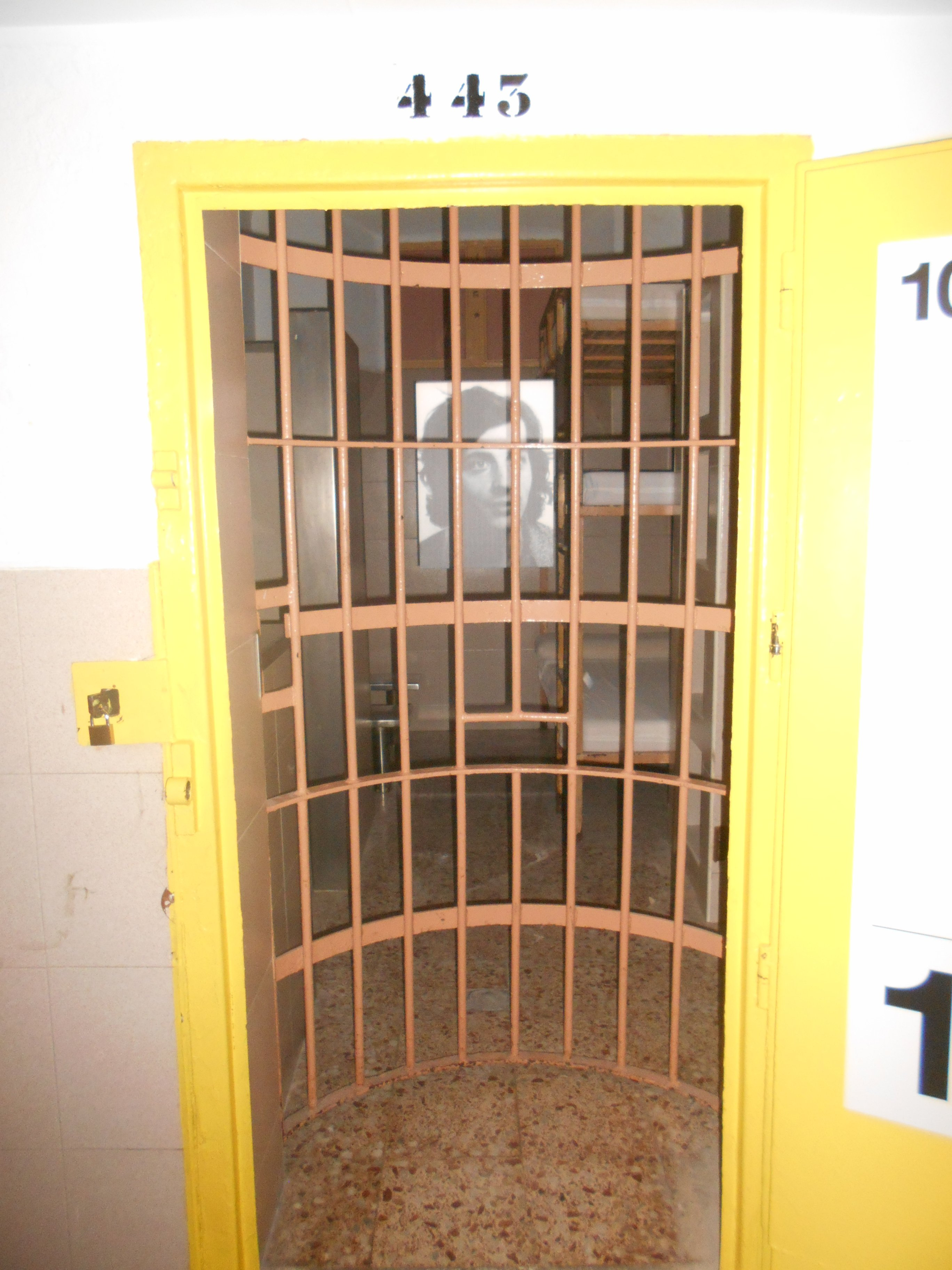
Celda de la Cárcel Modelo de Barcelona donde estuvo preso Salvador Puig Antich antes de ser ejecutado a garrote vil.

Pero este nuevo «espíritu del 12 de febrero», como lo bautizó la prensa, sólo duró un par de semanas (de hecho cuando el «ultra» Utrera Molina le explicó a Franco en qué consistía el «espíritu del 12 de febrero», este alarmado le dijo que «si el régimen permite que se ataque a su sustancial doctrina y sus servidores no aciertan a defender lo fundamental, habrá que pensar en una cobarde voluntad de suicidio»). A finales de mes el obispo de Bilbao, monseñor Antonio Añoveros Ataún, era conminado a marcharse de España por haber suscrito una homilía a favor de la «justa libertad» del pueblo vasco y de un sistema político que fuese respetuoso con su «identidad específica». El gobierno consideró la pastoral un «grave atentado a la unidad nacional». El cardenal Tarancón y la Conferencia Episcopal salieron en defensa de monseñor Añoveros y negaron el derecho del gobierno a expulsar a un obispo, amenazando con la excomunión al que dictara la orden. El papa Pablo VI respaldó a Tarancón y a Añoveros y al final tuvo que intervenir el propio Franco para ordenar a Arias Navarro que diera marcha atrás. «El incidente fue interpretado como una derrota política del gobierno que se había visto obligado a ceder ante la férrea posición de la Iglesia y de la Santa Sede», señala Borja de Riquer. Que el gobierno había caído en el «ridículo», como escribió en sus memorias el «tecnócrata» Laureano López Rodó, o había dado «un paso en falso» y no había superado «la prueba de fuerza», como escribió el «reformista» Manuel Fraga Iribarne, lo probaría que tres ministros estuvieron a punto de dimitir.
El 2 de marzo, solo unos días después del inicio del «caso Añoveros», el anarquista catalán Salvador Puig Antich, condenado a la pena capital en un consejo de guerra por haber causado la muerte de un policía, era ejecutado a garrote vil (junto con el polaco Heinz Chez acusado de haber matado a un guardia civil), a pesar de las manifestaciones de protesta duramente reprimidas por la policía y de las peticiones de clemencia procedentes de todo el mundo (incluido el papa Pablo VI). En las semanas anteriores los sectores «ultras» habían presionado al Gobierno para que no conmutara la pena, además de responsabilizarlo del fortalecimiento de la oposición antifranquista y de los desórdenes públicos que se habían producido. Desde 1966 no se había aplicado en España la pena de muerte. Las protestas internacionales por el caso de Puig Antich recordaban las motivadas por el «proceso de Burgos» (1970) y por el juicio y ejecución de Julián Grimau (1963).
El anacronismo y la soledad del franquismo se hicieron patentes cuando el 25 de abril de 1974 triunfó en Portugal un golpe militar que puso fin a la dictadura salazarista, la más antigua de Europa (y tres meses más tarde caía la dictadura de los Coroneles de Grecia). «Las dictaduras personalizadas parecían no sobrevivir a sus fundadores» (Oliveira Salazar había muerto en 1970). Una de las primeras medidas que tomó el Gobierno fue ordenar el secuestro del número extraordinario de la revista Cuadernos para el Diálogo dedicado a lo que acababa de suceder en Portugal (el titular de la portada decía: «Portugal, el fin de una dictadura»). Por su parte los «ultras» franquistas enseguida advirtieron de que lo que acababa de pasar en Portugal no pasaría nunca en España y denunciaron a los «falsos liberales infiltrados» en el Estado y atacaron el «aperturismo» de la prensa y el proyecto de ley de asociaciones del Movimiento.

### La ofensiva del «búnker»

Escudo franquista. El «búnker» lanzó una ofensiva contra el «Espíritu del 12 de febrero» tras la caída de la dictadura salazarista en Portugal.

El 28 de abril de 1974 el diario Arriba publicaba un artículo del exministro falangista José Antonio Girón de Velasco, uno de los miembros más destacados del «búnker», en el que denunciaba el «aperturismo» del gobierno de Arias Navarro por ser una «traición» a los Principios del Movimiento Nacional (intentando forzar su destitución Girón le había dicho a Franco en persona que «Arias había traicionado al régimen»). Fue llamado el «gironazo». En el artículo Girón de Velasco se refirió a la victoria franquista en la Guerra Civil para oponerse de forma muy agresiva a cualquier cambio:

Lo que se pretende en nombre de no sé qué extraña libertad, es olvidar el compromiso sagrado que contrajimos con el pueblo español quienes un día nos vimos en el deber inexcusable de empuñar las armas y vimos morir a nuestros mejores camaradas para que España siguiese viviendo. Olvidar esto... constituiría en nosotros una traición, y en quienes nos incitan con sus actos a ello, un crimen que no perdonaremos.
Proclamamos el derecho de esgrimir frente a las banderas rojas las banderas de esperanza y realidades que izamos el 18 de julio de 1936 aunque a ello se opongan los falsos liberales o quienes, infiltrados en la Administración o en las esferas del Poder, sueñan con que suene vergonzante la campanilla para la liquidación en almoneda del Régimen de Francisco Franco...

El «gironazo» fue muy aplaudido por todos los sectores «ultras» (Fuerza Nueva se sumó a la tesis de no dejar en el olvido el «sacrificio de los muertos») y Girón no fue destituido ni como miembro del Consejo del Reino ni del Consejo Nacional del Movimiento, lo que fue entendido como una tácita aprobación por parte de Franco. El mismo día en que en las páginas de Arriba aparecía el artículo de Girón, Nuevo Diario publicaba una entrevista con el teniente general Tomás García Rebull, otro destacado «ultra», en las que decía que «como falangista no admito asociaciones de ninguna clase» porque «las asociaciones derivan inevitablemente en partidos políticos y los partidos, para mí, son el opio del pueblo, y los políticos sus vampiros». Además afirmaba que detrás del asesinato de Carrero Blanco había estado la masonería. Preguntado en qué se basaba respondió: «Pues... en las cosas que veo. Muchas veces me pregunto: pero bueno ¿de dónde viene esto? Y siempre digo: nada, masonería. Yo creo que hasta hemos exportado masones». Al parecer el artículo de García Rebull formaba parte de un plan de los generales «ultras» para que Carlos Iniesta Cano, que estaba a punto de pasar a la reserva, reemplazara al «liberal» Manuel Díez Alegría como jefe del Alto Estado Mayor y Ángel Campano ocupara la Dirección General de la Guardia Civil que dejaría libre Iniesta Cano. A continuación se procedería a una purga de todos los oficiales sospechosos de liberalismo. Tras ser informado por el ministro del Ejército Francisco Coloma Gallegos de lo que se tramaba, el presidente del Gobierno fue a ver a Franco para que actuara o de lo contrario dimitiría. «Franco, que consideraba el reglamento militar y las prioridades de antigüedad como sacrosantas, respaldó a Arias e Iniesta fue obligado a retirarse en el momento correspondiente, el 12 de mayo», ha afirmado Paul Preston.
Pocos días después del «gironazo» Gonzalo Fernández de la Mora, el ideólogo de los «tecnócratas» inmovilistas, comparaba en ABC a Arias Navarro con el general Dámaso Berenguer cuyo gobierno «se había limitado a asistir a la disolución del Estado y a su progresiva sustitución por el que preconizaban, no el país, sino unas minorías frívolas o de resentidos contra la Dictadura [de Primo de Rivera]». Por su parte Blas Piñar en sus artículos en Fuerza Nueva calificó de «traidores» a los «aperturistas» y acusó al gobierno de debilidad frente a la «subversión». En un acto público celebrado en la sede de Fuerza Nueva fue más lejos que Girón al afirmar que «pese al parte de guerra a cuyo conjuro se depusieron las armas, la guerra no ha terminado, y que la paz, por desgracia, empieza nunca y hay que ganarla con el esfuerzo de todos».

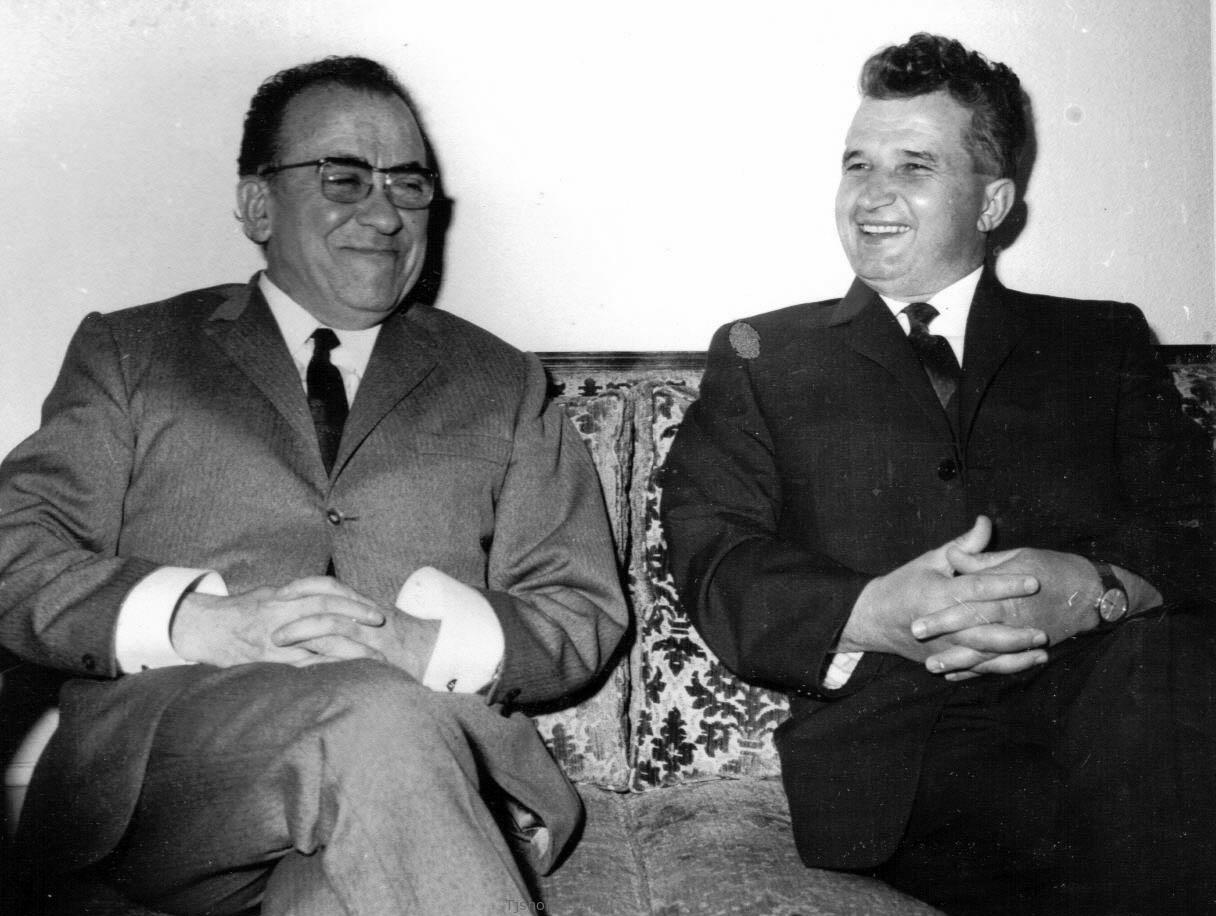
El dictador comunista rumano Ceaucescu junto a Santiago Carrillo, secretario general del Partido Comunista de España. La entrevista con Ceaucescu en Bucarest del Jefe del Estado Mayor, teniente general Manuel Díez Alegría, motivó su destitución. Díez Alegría se negó a entrevistarse con Carrillo.

Dos meses después del artículo de Girón en Arriba fue cesado el jefe del Estado Mayor, teniente general Manuel Díez Alegría, considerado un «liberal» («un claro representante del sector más profesional y menos político del ejército»), después de un viaje oficial a Rumania donde se había entrevistado con el dictador comunista Ceausescu, que mantenía relaciones estrechas con Santiago Carrillo, secretario general del clandestino e ilegal Partido Comunista de España (con quien Díaz Alegría rechazó reunirse). Franco se irritó cuando tuvo noticia del viaje. «El cese tuvo lugar, en cierta manera, bajo los efectos de los acontecimientos portugueses, es decir, ante el temor exagerado de que Díez Alegría se convirtiese en un nuevo Spínola (uno de los militares que protagonizó la transición en el país vecino), después de que desde las páginas de El Alcázar un articulista que ocultaba su nombre bajo el seudónimo de "Jerjes" le dirigiese un duro ataque». De hecho Díez Alegría había comenzado a recibir como regalo monóculos, como los que utilizaba el general Spínola. Pocos días antes el ministro «ultra» Utrera Molina había reclamado la necesidad de «rearmar ideológicamente el sistema frente a la ofensiva de un pensamiento desfigurador y disolvente de nuestras esencias y ante la realidad de una creciente subversión». Al año siguiente, los servicios de información del Ejército detenían a once oficiales acusados de ser los dirigentes de la Unión Militar Democrática (UMD), una organización clandestina militar fundada en agosto de 1974 en Barcelona que, siguiendo el modelo portugués, intentaba que los oficiales más jóvenes del Ejército apoyaran un cambio democrático en España —pero su alcance fue extremadamente reducido y sólo consiguió el apoyo de unos doscientos cincuenta tenientes, capitanes y comandantes—. Entre los detenidos se encontraban los que parecían ser los dirigentes de la UMD, los comandantes Julio Busquets y Luis Otero. Fue muy sintomática «la apresurada ola de declaraciones en que se negó toda importancia» al hecho. Más directo fue el jefe del Alto Estado Mayor, teniente general Carlos Fernández Vallespín, que afirmó que para «no ir con rodeos, e ir al fondo de la cuestión, desde que ocurrió la revuelta de Portugal, ha habido elementos que han soñado hacer aquí un 25 de abril».

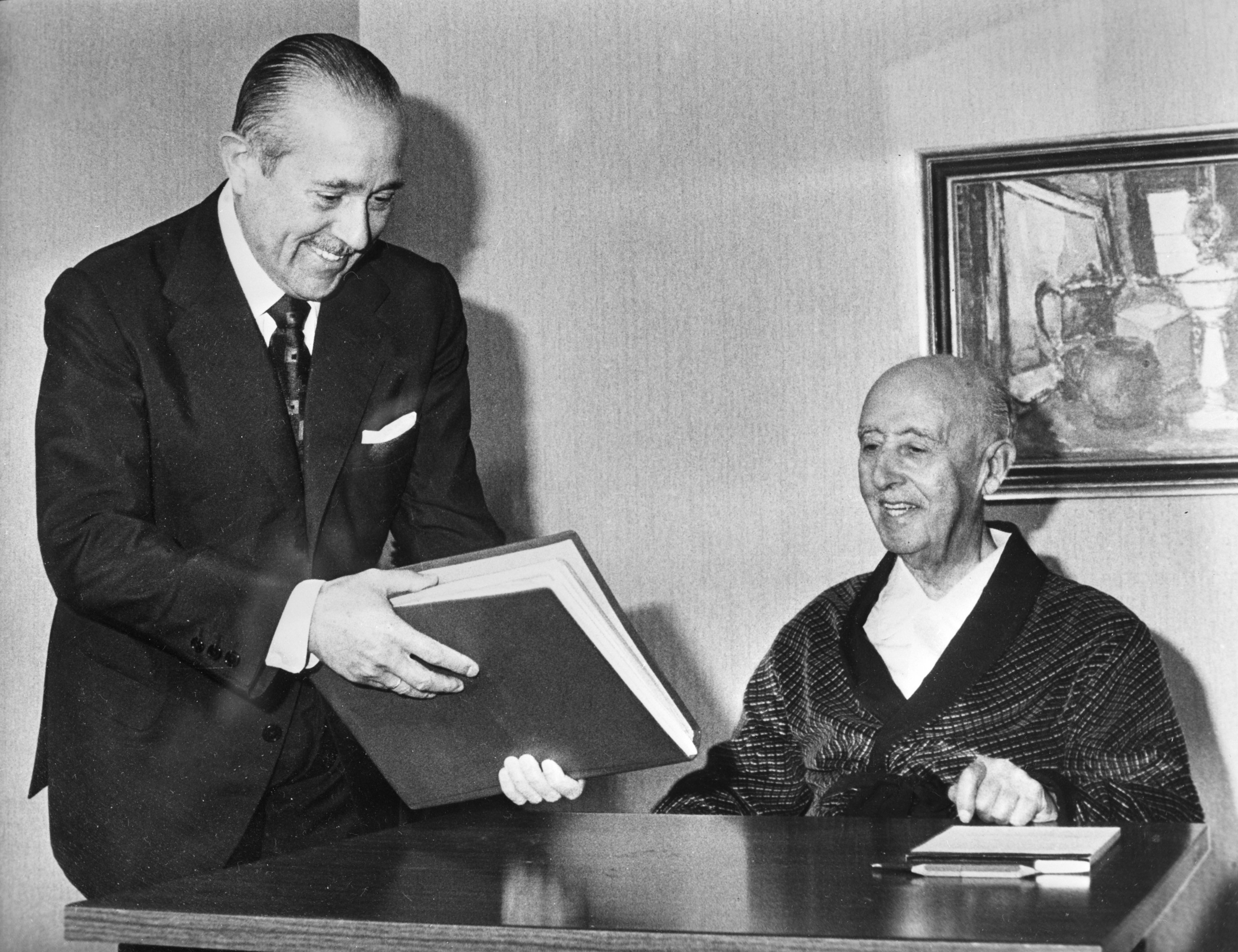
El presidente del gobierno Carlos Arias Navarro visita al general Franco. La fotografía está fechada el 23 de octubre de 1975, pero puede corresponder a una visita del año anterior cuando Franco estaba hospitalizado.

La sensación de que se estaba asistiendo a la crisis agónica y final del franquismo se acentuó en julio de 1974 cuando el general Franco fue hospitalizado a causa de una tromboflebitis, lo que le obligó a ceder temporalmente sus poderes al príncipe Juan Carlos (quien asumiría la Jefatura del Estado durante cuarenta y seis días). La decisión del médico personal de Franco Vicente Gil de hospitalizarlo molestó al yerno del Caudillo porque no se le consultó (el marqués de Villaverde, también médico, en aquel momento se encontraba en Filipinas, a donde había viajado por motivos profesionales y donde también había asistido al certamen de Miss Mundo). Se temió por su vida y un sacerdote le dio la extremaunción. Pero logró recuperarse y 15 de agosto salió del hospital para pasar unos días de descanso en el Pazo de Meirás. El 28 recibió al ministro «ultra» Utrera Molina, quien le habló de unos supuestos planes para incapacitarlo por lo que era urgente que recuperara sus poderes. Franco estuvo de acuerdo (la consideró una «pretensión miserable») y le respondió: «Yo no soy un dictador que se aferra a no perder prerrogativas, pero no es la primera vez que España me pide mi sacrificio. Pasado un tiempo prudencial, y hechas las rectificaciones que considero inaplazables, reconsideraré mi decisión. [...] No olvide que, en último término, el Ejército defenderá su victoria» (Utrera también le habló de la posibilidad de que don Juan Carlos introdujera cambios radicales tras su muerte, a lo que Franco respondió: «Cuando yo muera todo será distinto pero existen juramentos que obligan»). El 30 de agosto, tras la celebración del consejo de ministros en el Pazo de Meirás presidido por don Juan Carlos, el ministro de la Gobernación José García Hernández le dijo a Franco: «Mi general, es hora de que aligere sus responsabilidades y deje el timón en otras manos». «Usted sabe que eso no es posible», le respondió Franco. Tres días después se hacía pública la reasunción de sus poderes. El príncipe Juan Carlos recibió la noticia cuando estaba cenando en Mallorca con su padre, don Juan de Borbón, y con otras personas y se irritó por la forma en que se había llevado a cabo y porque nadie le había avisado. De fondo estaba la crisis que se estaba gestando en la colonia del Sáhara español por la pretensión de Hasán II de incorporarlo al Reino de Marruecos (había proclamado el año 1974 como el de «la liberación del Sáhara»). Este fue uno de los motivos que más tarde alegó Franco para recuperar sus poderes.

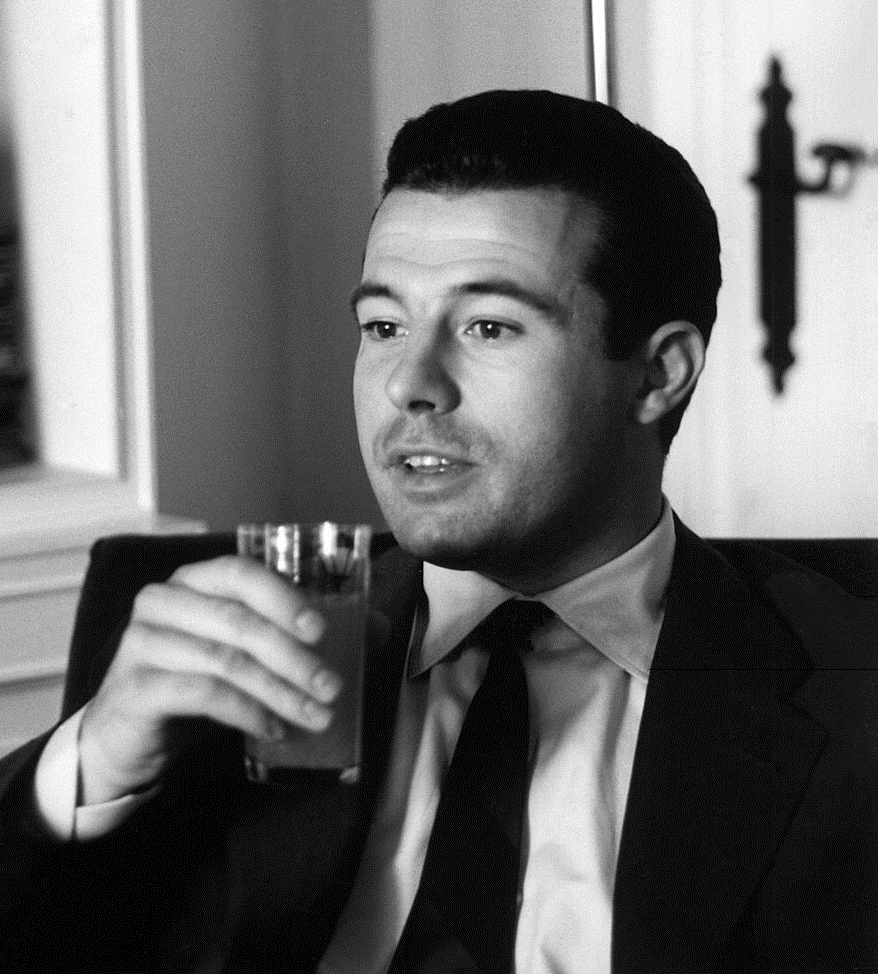
El duque de Cádiz (título otorgado por Franco) Alfonso de Borbón Dampierre, casado con la nieta mayor del Caudillo María del Carmen Martínez Bordiu Franco, en 1963. Su total adhesión al régimen franquista lo convirtió en candidato de los "ultras" para que Franco revocara su decisión de 1969 de nombrar como su sucesor al príncipe Juan Carlos. La alternativa de don Alfonso también contaba con el apoyo de la familia del Generalísimo.

Durante los dos meses que estuvo convaleciente los «ultras» volvieron a sacar a colación la candidatura a la sucesión de Franco de Alfonso de Borbón y Dampierre, casado con la nieta mayor del Caudillo, por lo que también contaba con el apoyo de la familia (la ley le permitía al Generalísimo revocar su decisión de 1969 en favor de don Juan Carlos). De hecho el marqués de Villaverde, suegro de don Alfonso, le dijo a Vicente Gil, que había insistido ante Franco para que firmara la cesión temporal de la Jefatura del Estado: «¡Qué flaco servicio que has hecho a mi suegro! ¡Vaya buen servicio que has hecho a ese niñaco de Juanito!» (el marqués consiguió que Vicente Gil fuera sustituido por el doctor Vicente Pozuelo Escudero como doctor personal de Franco; una de las primeras decisiones que tomó Pozuelo fue anunciar oficialmente que Franco padecía la enfermedad de Parkinson). Por su parte los embajadores francés, alemán y británico informaban a sus respectivos gobiernos de que no veían posible la continuidad de la dictadura tras la muerte de Franco, por lo que habían iniciado contactos con la oposición democrática moderada. El único aliado que le iba quedando al régimen era Estados Unidos, país muy interesado en la renovación del tratado del uso de las bases militares y en que España no se desestabilizara tras la desaparición del Caudillo por lo que apostaban por la continuidad que supondría la Monarquía de Juan Carlos.

Logo del grupo «ultra» Fuerza Nueva, que se opuso radicalmente a cualquier intento de "apertura" del franquismo.

El 13 de septiembre, a los pocos días de reasumir sus poderes Franco, se producía un brutal atentado de ETA que causaba la muerte a 12 personas —y hería a más de 80—, todas ellas civiles. Habían colocado una bomba en la cafetería Rolando de la calle del Correo de Madrid, al lado de la Puerta del Sol, que solían frecuentar policías de la cercana Dirección General de Seguridad. Franco comentó a su médico cuando recibió la noticia: «o se acaba con ellos, o ellos acaban con nosotros». El atentado de la cafetería Rolando fue utilizado por la extrema derecha para presionar al gobierno, cuyo presidente se defendió criticando la actitud de «algunos sectores, proclives a anclarse en la nostalgia». Le respondió el líder de Fuerza Nueva Blas Piñar con un artículo titulado «Sr. Presidente», publicado el 27 de septiembre en la revista del mismo título (entonces de poca difusión), en el que le decía (se habló del «piñarazo», por su semejanza con el «gironazo» del 28 de abril):

Señor presidente, nos autoexcluimos de su política. [...] No podemos, después de lo que usted ha dicho, colaborar con usted, ni siquiera en la oposición... Nosotros no queremos obedecerle ni acompañarle. Pero fíjese bien en quienes le acompañan y a dónde le acompañan. Piense si le dirigen o le empujan. Y no se lamente al final si contempla cómo este tipo de democratización que tanto urge se levanta sobre una legión de cadáveres, de los que son anuncio y adelanto, cuando esa democratización se inicia, los que sacaron de los escombros, el 13 de septiembre, del corazón mismo de la capital de España.

Unas semanas después era la Confederación Nacional de Excombatientes, presidida por Girón, la que presentaba a sus integrantes como «combatientes de España». «Partimos del hecho irrevocable del 18 de julio de 1936... No somos excombatientes. Somos combatientes de España y de la revolución nacional. [...] Por todo ello aspiramos a que el régimen político al que somos fieles cumpla con su compromiso revolucionario. En este orden es posible la paz. Pero sin justicia, la paz no es posible ni deseable». El 16 de noviembre era el propio Girón el que en nombre de la Confederación volvía a emplear tonos amenazantes: «Nos incumbe la misma responsabilidad que por razones de honor nos echó al monte en 1936. [...] Nos impulsa el deber de cerrar el paso a quienes quieren arrebatarnos la victoria». El 27 de noviembre los recibió Franco en el Palacio de El Pardo, con Girón al frente, y el Caudillo les dijo: «Estáis en activo y en activo servicio, y estáis prestando a la Patria uno importantísimo, cual es la vigilancia de la paz, la confirmación de esta paz y la unión nacional». Y les recomendó: «Cerrad filas, conservarlas incólumes, conservad el espíritu combativo».

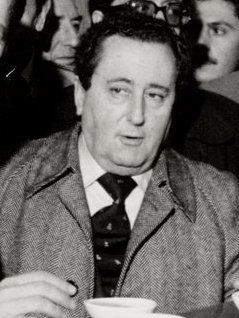
Pío Cabanillas en 1979. La presión del búnker precipitó su destitución como ministro de Información y Turismo el 29 de octubre de 1974.

La presión del búnker consiguió que el «reformista» Pío Cabanillas fuera destituido el 29 de octubre (para «equilibrar» su gobierno Arias Navarro intentó que también fueran cesados los ministros «ultras» Utrera Molina y Ruiz Jarabo, pero Franco se negó porque ambos eran «muy leales»). Se rumoreó que los «ultras» habían hecho llegar a Franco un extenso dosier con fotos de mujeres en bikini de revistas españolas hábilmente intercaladas con fotos de revistas eróticas extranjeras, junto con informaciones sobre el caso Reace, en el que aparecía involucrado Nicolás Franco, de lo que se hacía responsable al ministro. Esto último es lo que al parecer más irritó a Franco. «¿De qué sirve que todos digan que Cabanillas es muy listo si no ha podido evitar que el nombre de mi hermano aparezca en la prensa? A Cabanillas no quiero verlo más en un consejo de ministros», se asegura que dijo. La salida de Cabanillas del gobierno provocó un hecho insólito en la historia del franquismo, ya que en solidaridad dimitieron Antonio Barrera de Irimo, el otro ministro «reformista», y varios altos cargos de la Administración de la misma tendencia, muchos de los cuales serían protagonistas destacados de la transición democrática (Francisco Fernández Ordóñez, Marcelino Oreja, Juan Antonio Ortega y Díaz-Ambrona, Juan José Rosón, etc.). «No cabe duda de que el relevo de Cabanillas, que arrastró a todo un equipo, fue decisión del propio Franco», asegura Luis Suárez Fernández. Por otro lado, tras la salida de Pío Cabanillas del Ministerio de Información y Turismo la política del Gobierno respecto a la prensa se endureció y este recurrió con frecuencia «a sus prerrogativas para suspender un periódico o exigir la retirada de un artículo».

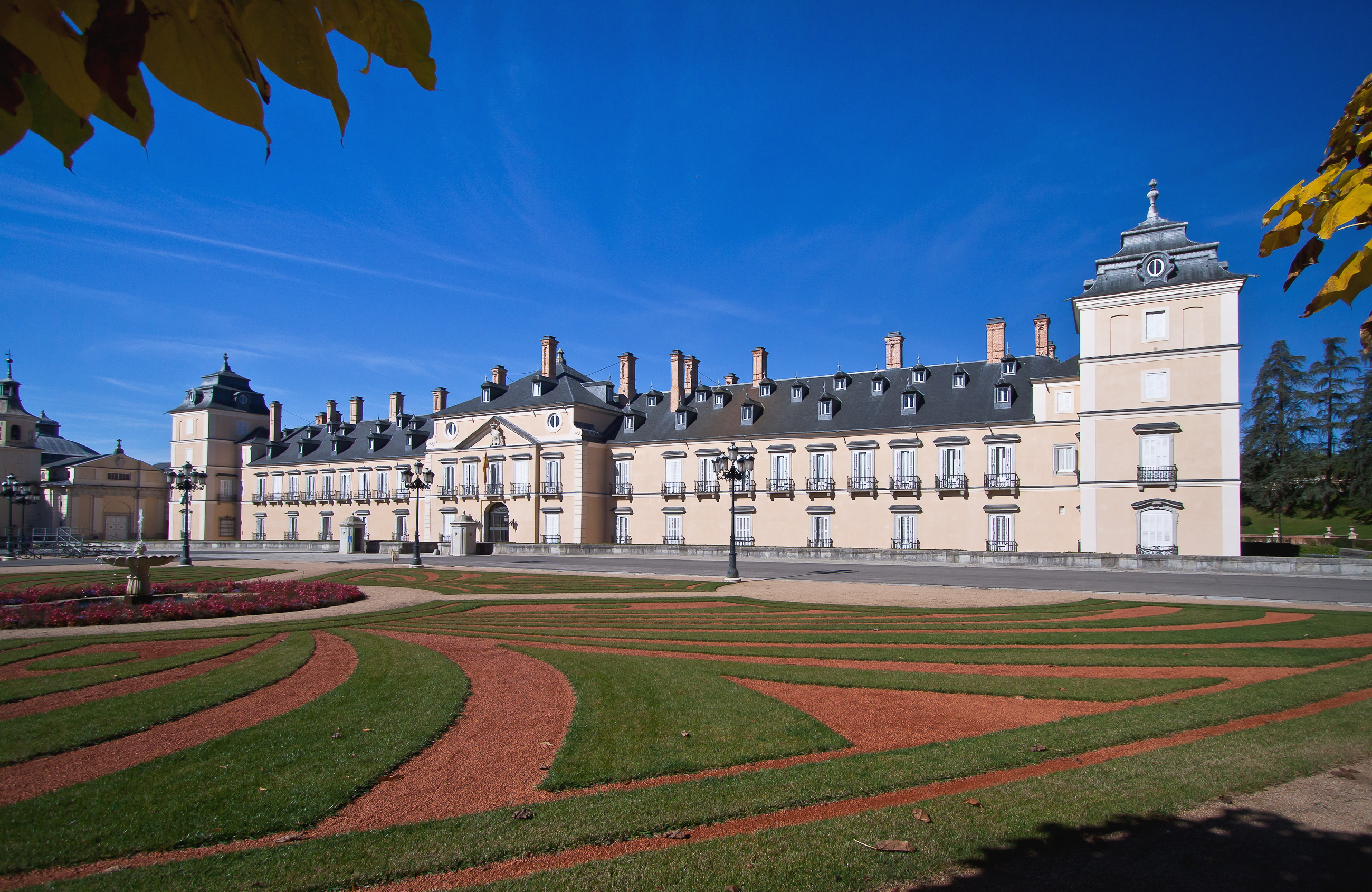
Palacio de El Pardo, residencia oficial del Generalísimo Franco.

La destitución de Cabanillas y la «catarata de dimisiones» que le siguieron, supuso el fin del proyecto «reformista» en vida de Franco y confirmó la ruptura en el seno de la elite política franquista, lo que se pudo comprobar en diciembre cuando se aprobaron las asociaciones políticas «dentro» del Movimiento, ya que la mayoría de los «reformistas» las rechazaron. El Estatuto de Asociaciones finalmente aprobado (el 16 de diciembre de 1974, por 95 votos a favor y 3 abstenciones) había sido elaborado por José Utrera Molina, que había retomado el proyecto de diez años antes de José Solís Ruiz, descartando Arias el proyecto presentado por el «aperturista» Antonio Carro que no contemplaba el control de las asociaciones por el Movimiento. Además en el Estatuto que se aprobó se impedía que las asociaciones pudieran tener un carácter regional, pues se exigía que contaran con el apoyo de al menos 25 000 personas residentes como mínimo en 15 provincias. «Para conseguir la aprobación del texto fue necesario gestionar un visto bueno muy explícito de Franco, prueba de que, a pesar de su estado, seguía siendo la instancia decisoria e inapelable», ha afirmado Javier Tusell. De hecho, para disuadirle de la oposición que había manifestado se le entregó una Nota titulada Garantías contenidas en el proyecto de Estatuto del Derecho de Asociación Política en el que se hacía hincapié en que todos sus artículos cumplían «los Principios del Movimiento Nacional y demás Leyes Fundamentales». En su tradicional mensaje de fin de año Franco dijo que las Asociaciones abrían «una nueva e ilusionada expectativa que va a ofrecer a todos los españoles de buena y limpia intención la oportunidad de una más activa participación política» y también invocó «la necesidad de mantenermos unidos». «Hemos caminado juntos en momentos mucho más críticos que los actuales y los hemos superado siempre con voluntad integradora, con confianza y, sobre todo, con esa fe y amor a la Patria que nos hacía olvidarnos de todo para mantener, a toda costa, la unidad».
Los «ultras» también impugnaron las asociaciones por los motivos opuestos. El 20 de diciembre organizaron una concentración ante la iglesia de los Jerónimos, donde se celebraba un funeral por Carrero Blanco al que asistían don Juan Carlos y el gobierno en pleno, en la que los participantes lanzaron gritos de «¡No queremos apertura, queremos mano dura!» o «¡Viva el 18 de julio, muera el 12 de febrero!», acompañados del consabido «¡Tarancón al paredón!» (Arias Navarro fue recibido a su llegada con el grito «¡Mantequilla, mantequilla!»). En un discurso pronunciado ante las cámaras de televisión el 27 de febrero de 1975, que sería conocido como el de «la lucecita de El Pardo», el presidente Arias Navarro enterró definitivamente el nuevo «espíritu» anunciado un año antes:

Yo, a todos los que puedan albergar esa duda sobre posibles flaquezas y desalientos, les daría el modo de disipar su duda inmediatamente: que se acerquen al palacio de El Pardo. Que hay una lucecita siempre encendida en el despacho del Caudillo, donde el hombre que ha consagrado toda su vida al servicio de España sigue, sin misericordia para consigo mismo, firme al pie del timón marcando el rumbo de la nave...

### El impacto de la «crisis del petróleo» y el aumento de la conflictividad social y política

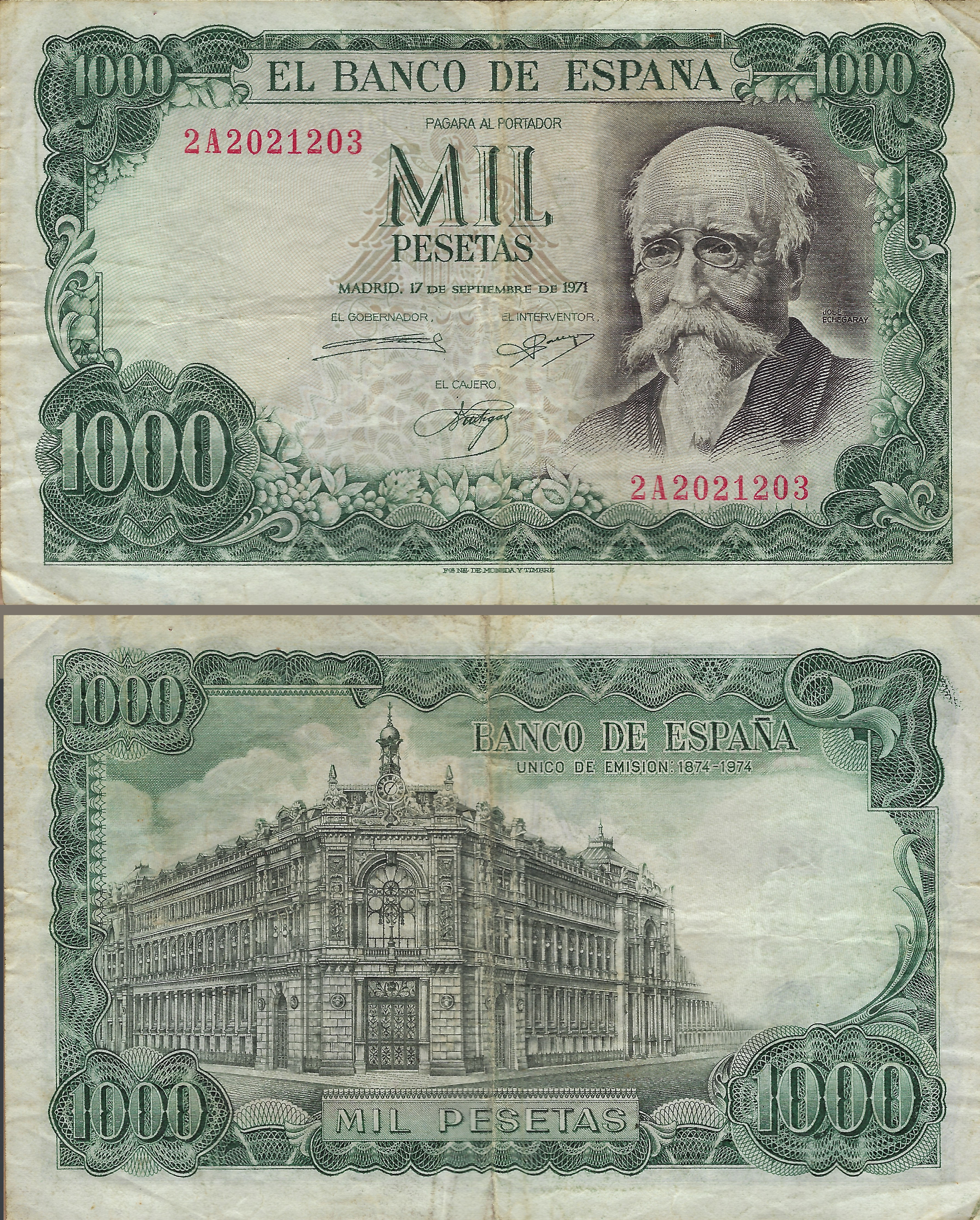
Billete de mil pesetas emitido en 1971.

A finales de 1973 había comenzado la crisis económica internacional motivada inicialmente por la brutal subida del precio del petróleo (pasó de 3 dólares el barril a 11,6), pero el gobierno de Arias Navarro se limitó a subvencionar el precio de la gasolina y del gasóleo para evitar que el incremento repercutiera en los consumidores, lo que no impidió que el precio aumentara un 70 %, y además provocó que creciera el déficit comercial, ya de por sí muy alto, pues al no haberse reducido el consumo las importaciones de petróleo siguieron aumentando (a diferencia de lo que estaban haciendo los países de la Comunidad Económica Europea que habían adoptado medidas de ahorro energético). Además la balanza de pagos pasó de un superávit de 500 millones en 1973 a un déficit de 3268 millones en 1974, con lo que las reservas de divisas se redujeron considerablemente (habían caído los ingresos por turismo y se habían reducido las inversiones extranjeras). El crecimiento del PIB se ralentizó (se pasó del 8 % en 1973, al 5,7 % en 1974 y al 1,1 % en 1975) y la inflación se disparó (del 11,2 % de 1973, que ya era muy alto —el doble de la media de los países de la OCDE—, se pasó a 15,7 % en 1974 y al 17 % en 1975), provocando el inicio del fenómeno económico conocido como «estanflación». Además, como la crisis también afectaba al resto de países europeos muchos emigrantes perdieron sus trabajos y se vieron obligados a volver a España, con el consiguiente incremento del desempleo. El gobierno no tomó las medidas de ajuste necesarias «porque hubieran significado el bloqueo de los salarios y el aumento del paro en momentos en que necesitaba la mayor popularidad posible», asegura Luis Suárez Fernández.
El deterioro de la situación económica se tradujo en un aumento de la conflictividad social. El número de huelgas se quintuplicó respecto a 1970, a pesar de no estar reconocido el derecho de huelga (según las cifras oficiales, en 1974 hubo 2290 huelgas y en 1975 3156, el número más alto de toda la historia del franquismo). Pero los huelguistas no sólo demandaban aumentos salariales o mejoras en las condiciones de trabajo, sino que cada vez con más frecuencia reclamaban la libertad sindical, el reconocimiento del derecho de huelga y el fin de los despidos y de la represión (muchos trabajadores habían perdido sus empleos por secundar las huelgas: unos 25 000 en 1974; otros incluso habían sido detenidos y encarcelados por «actividades ilegales»). Abundaban las huelgas por solidaridad con otros trabajadores en conflicto con sus empresas. También hubo huelgas generales en determinadas ciudades (como Pamplona en enero de 1975 en solidaridad con los trabajadores de Potasas de Navarra), comarcas (como la del Bajo Llobregat en julio y diciembre de 1974) o provincias (el 11 de diciembre de 1974 en Vizcaya y Guipúzcoa). Las huelgas solían ir acompañadas de otras formas de movilización como la ocupación de los centros de trabajo; las asambleas y los encierros en iglesias, universidades y locales de la Organización Sindical; las marchas de protesta; huelgas de hambre; etc. Y recibían muestras de solidaridad de los más diversos sectores sociales (declaraciones públicas, lectura de manifiestos, conciertos o fiestas populares alternativas, etc.). Los informes internos de las autoridades franquistas mostraban su preocupación. En uno del gobierno civil de Barcelona se decía: «los grupos de oposición, aunque son reducidos en comparación con la masa trabajadora, se encuentran día a día más potenciados entre sus compañeros y hacen sentir cada vez más influencia». Pero la única respuesta que sabían dar era la represión: entre 1969 y 1975 veinte trabajadores resultaron muertos por disparos de las fuerzas de orden público.

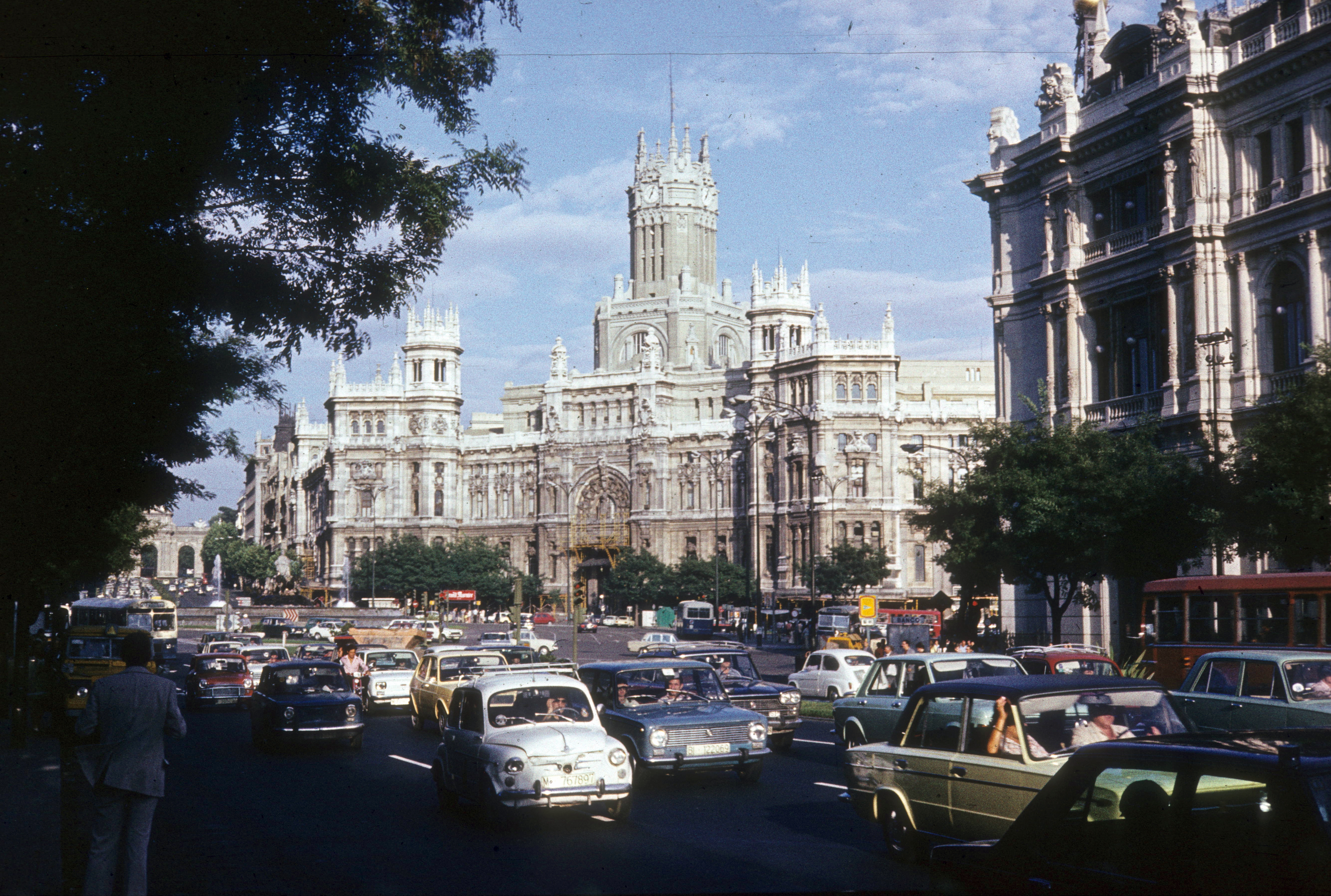
El centro de Madrid en 1974. El gobierno de Carlos Arias Navarro no tomó ninguna medida de ahorro energético ante la crisis del petróleo de 1973. Al contrario. Subvencionó el precio de la gasolina para evitar las posibles protestas, con lo que las importaciones de petróleo no se redujeron y se incrementó el déficit comercial.

La conflictividad no se redujo al ámbito laboral, sino que también se produjo en el universitario, el vecinal, el profesional y el cultural. En aquellos años el movimiento estudiantil incrementó su activismo hasta el punto de que se ha afirmado que el régimen perdió «la batalla de la universidad». «La institución vivía en una constante anormalidad, que implicaba la frecuente entrada policial en los recintos y el cierre de centros y universidades enteras, como el indefinido de la de Valladolid (febrero de 1975)». Al de los estudiantes se sumó el movimiento de los profesores no numerarios (PNNs) que a principios de 1975 se pusieron en huelga, logrando paralizar la vida académica el resto del curso 1974-1975. Reclamaban estabilidad laboral, mejoras salariales y la participación en la gestión de las universidades, que debían alcanzar una auténtica autonomía. También tomó impulso el movimiento vecinal, especialmente en los barrios de las grandes ciudades y en las localidades de sus áreas metropolitanas, muchas de las cuales, por ejemplo, aún tenían la mitad de sus calles sin asfaltar. El número de las asociaciones de vecinos creció de forma notable y también las protestas y las movilizaciones que organizaban, con frecuencia dirigidas a conseguir ayuntamientos democráticos (los alcaldes no eran elegidos, sino nombrados directa o indirectamente por el gobierno). Muchas asociaciones fueron suspendidas durante varios meses por orden del gobierno.
Los colegios profesionales también se mostraron cada vez más críticos. Entre ellos destacaron los colegios de Abogados, con el Colegio de Abogados de Madrid presidido por Antonio Pedrol Rius al frente, que reclamaban un régimen de libertades y la instauración de un Estado de derecho en España. Ya en 1970 el Congreso de la Abogacía celebrado en León lo había reivindicado. Los colegios de licenciados se movilizaron algo más tarde, pero en 1974 triunfó en el Colegio de Licenciados de Madrid una candidatura patrocinada por los clandestinos PCE y PSOE.
Asimismo fue notable la movilización del mundo cultural. Intelectuales, artistas, profesores, profesionales, actores, cantantes, etc. protagonizaron huelgas y encierros, además de firmar manifiestos en favor de la libertad. «Se atrevieron a aparecer en público como los claros opositores a la dictadura, a pesar del riesgo de ser objeto de detenciones, multas y marginación de los medios de comunicación públicos (televisión, radio)». Esto fue acompañado de la proliferación de publicaciones y de libros que defendían la democracia, hasta el punto que el «proceso de deslegitimación cultural del franquismo, ya iniciado a finales de la década de 1960, adquirirá en los setenta un ritmo muy rápido de forma que cuando se produzca la muerte del dictador, el pensamiento crítico democrático era claramente hegemónico en el mundo de la alta cultura. [...] En 1975 había un auténtico abismo entre la cultura de la España oficial y las pautas culturales de la España real».
Pocos meses después de la muerte de Franco Jorge de Esteban y Luis López Guerra atribuyeron la alta conflictividad social, más que al impacto de la crisis económica, a «la falta de adecuación de las instituciones estatales a la actual estructura económico-social. Un país pluralista socialmente, industrializado, no puede ser gobernado de igual manera que un país subdesarrollado económicamente, socialmente estancado... De ahí que al no haberse resuelto los problemas clave [el constitucional, las relaciones Iglesia-Estado, el fiscal, la integración social, la integración regional, etc.] haya surgido un deterioro en la convivencia entre los españoles».
Por otro lado, los historiadores han debatido hasta qué punto la creciente conflictividad laboral y social fue decisiva en la crisis final de la dictadura franquista. Borja de Riquer ha afirmado que «la continua transgresión de la legalidad y del orden público, la denominada "subversión", era atajada exclusivamente con políticas represivas, que incrementaban aún más la desestabilización política del gobierno de Arias Navarro. De este modo, la movilización social influyó de forma harto decisiva en la crisis final del franquismo al deteriorar la imagen del gobierno y del régimen, tanto en el interior como a nivel internacional, y aumentar sus disidencias internas, al tiempo que ayudaba a incrementar la politización antifranquista de una parte de la sociedad española».

### El crecimiento de la oposición antifranquista

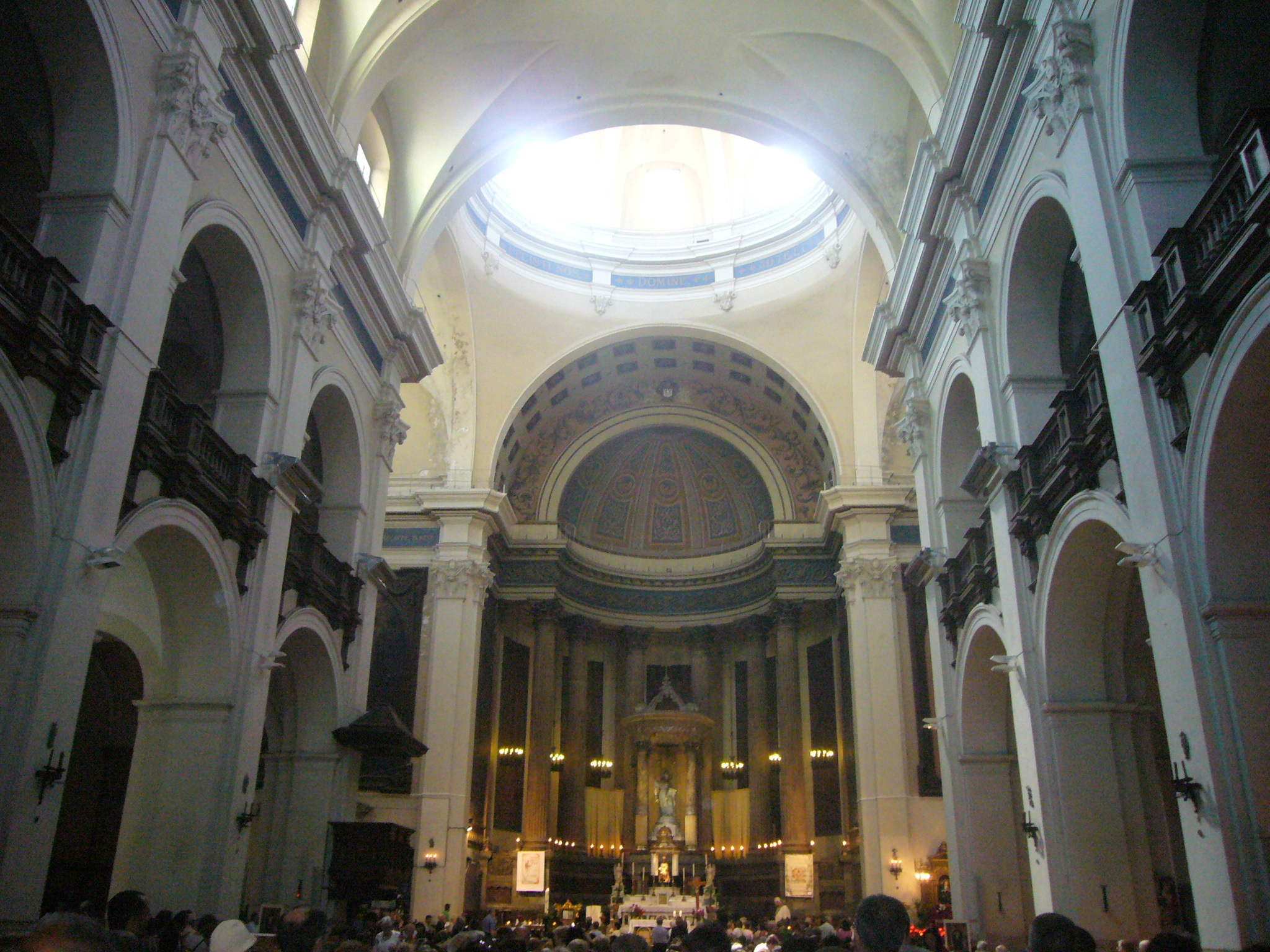
Interior de la Iglesia de San Agustín del barrio de El Raval de Barcelona donde el 7 de noviembre de 1971 se constituyó la Asamblea de Cataluña. El uso de edificios religiosos por la oposición antifranquista fue uno de los motivos del conflicto del régimen franquista con la Iglesia católica.

Aunque entre la mayoría de la población persistía una amplia pasividad política, fomentada durante décadas por la dictadura franquista, el aumento considerable de la conflictividad social y política, no sólo entre los trabajadores, sino también en la universidad, el mundo de la cultura, el entorno vecinal e incluso en el ámbito eclesiástico católico, «se tradujo en una apreciable ampliación de la oposición democrática que, pese a la persistente y dura represión gubernamental, incrementó su apoyo social». En una encuesta realizada en 1974 el 60 % de los preguntados prefería un gobierno elegido democráticamente. Una prueba del crecimiento de la oposición fue el número de causas incoadas por el Tribunal de Orden Público que experimentó un crecimiento espectacular, pues se pasó de 1695 en 1972 a 2382 en 1974 y 4317 en 1975. Además los tribunales militares entre 1974 y 1975 procesaron a 305 civiles. Todos ellos habían sido juzgados por ejercer las libertades de expresión, de asociación y de manifestación reconocidas en cualquier Estado democrático. La organización Justicia y Paz, presidida por Joaquín Ruiz Giménez, exministro franquista y fundador de Cuadernos para el Diálogo, lanzó un campaña en favor de la amnistía. En 1974 ya había recogido 160 000 firmas de apoyo.
Conforme se veía más cercana la muerte del general Franco, se fue registrando entre la oposición antifranquista la convergencia hacia la unificación de sus diversas propuestas para acabar con la dictadura, lo que nunca había ocurrido en toda su historia. El modelo que se siguió fue en gran medida el de la Assemblea de Catalunya, una plataforma unitaria creada en Barcelona en noviembre de 1971 que agrupaba a todos los partidos y organizaciones de la oposición antifranquista catalana sin excluir a los comunistas (PSUC en Cataluña). Además su lema reivindicativo «Llibertat, Amnistia i Estatut d'Autonomia» sería adoptado por toda la oposición. En 1974 ya estaba presente en cuarenta localidades catalanas y se habían adherido a ella más de cien grupos y entidades (de hecho la detención en dos ocasiones de los miembros de su Comisión Permanente, 113 personas en octubre de 1973 y 67 en septiembre de 1974, no la habían debilitado, lo que le permitió impulsar las campañas «Per què de l'Estatut de 1932» o «Volem ajuntaments democràtics» ['Queremos ayuntamientos democráticos']).

Cartel de la Junta Democrática fundada en París en julio de 1974.

Así el 29 de julio de 1974 (cuando Franco estaba hospitalizado) Santiago Carrillo, secretario general del clandestino Partido Comunista de España (en aquellos momentos con gran diferencia el partido antifranquista de mayor implantación en España, mucho mayor que la del PSOE), presentó en París la Junta Democrática —el primer fruto del proceso de convergencia de la oposición de ámbito estatal— en la que además del PCE (que concretaba así su propuesta del «pacto por la libertad» formulada en 1970) se integraron el Partido Socialista del Interior de Enrique Tierno Galván —que pronto comenzaría a llamarse Partido Socialista Popular—, el Partido Carlista —sector del carlismo que había derivado hacia el «socialismo autogestionario» defendido por Carlos Hugo de Borbón Parma— y dos destacados monárquicos «juanistas», Antonio García Trevijano y Rafael Calvo Serer —que al parecer fueron los promotores de la idea, después de que fracasara su intento de que don Juan de Borbón hiciera unas declaraciones de ruptura total con el régimen franquista (y, de forma indirecta, con su hijo, el príncipe Juan Carlos, sucesor de Franco)— así como algunos grupos de la extrema izquierda comunista, como el Partido del Trabajo de España, y también las «comisiones obreras», cada vez más bajo la órbita del PCE. El programa de la Junta Democrática se basaba en la «ruptura democrática» con el franquismo mediante la movilización ciudadana (su modelo era el proceso que se había seguido en 1930-1931 para acabar con la Monarquía de Alfonso XIII). En el interior de España la Junta Democrática fue presentada clandestinamente en un hotel de Madrid en enero de 1975. Su propósito era la formación de un gobierno provisional que restableciese las libertades, concediera una amplia amnistía para todos los presos políticos, decretara la separación Iglesia-Estado y convocara un referéndum sobre la forma de gobierno, monarquía o república. Sobre el alcance de la amnistía Santiago Carrillo dijo en un discurso pronunciado en París que debía ser para los dos bandos enfrentados en la guerra civil, «y no solamente para los que han combatido en la guerra, sino para los que han combatido después y para los que nos han matado después».
Sin embargo, el PCE no consiguió integrar en su «organismo unitario» a las fuerzas de oposición que no estaban dispuestas a aceptar la hegemonía comunista —con el PSOE y el Equipo de la Democracia Cristiana a su frente— y que además discrepaban con los integrantes de la Junta Democrática en un asunto fundamental: que estaban dispuestas a aceptar la monarquía de Juan Carlos si esta conducía al país hacia un sistema político plenamente democrático —frente al rechazo del «sucesor de Franco» por parte de la Junta Democrática—. Estos grupos acabaron constituyendo su propio organismo unitario en junio de 1975, llamado Plataforma de Convergencia Democrática, integrada por el PSOE —que acaba de renovar su programa y su dirección en el Congreso celebrado en octubre de 1974 en Suresnes, del que había salido elegido como nuevo secretario general un joven abogado laboralista sevillano, Felipe González, en sustitución del veterano Rodolfo Llopis— y el Equipo de la Democracia Cristiana encabezado por José María Gil Robles (el viejo líder de la CEDA de los tiempos de la República) y Joaquín Ruiz Giménez, además del PNV, el grupo de socialdemócratas del exfalangista Dionisio Ridruejo, y de varios grupos comunistas de extrema izquierda, como el Movimiento Comunista de España (MCE) y la Organización Revolucionaria de Trabajadores (ORT). En lo que la Plataforma se mostraba más radical que la Junta Democrática era en el reconocimiento del «derecho de autodeterminación» de las «nacionalidades y regiones con personalidad étnica, histórica o cultural propia». La Junta Democrática se limitaba a incluir en su programa el «reconocimiento, bajo la unidad de España, de la personalidad política de los pueblos catalán, vasco y gallego y de las comunidades regionales que lo pidan democráticamente».
Uno de los dilemas que se le presentaron a la oposición democrática fue qué posición adoptar sobre los atentados terroristas de ETA, que en 1974 y 1975 asesinó a treinta y cuatro personas, de ellas dieciocho eran policías y guardias civiles y dieciséis civiles (de hecho dentro de la propia organización también se había abierto el debate sobre el papel de la violencia en la lucha antifranquista que condujo a la división entre «milis» y «poli-milis» tras el brutal atentado de la cafetería Rolando de Madrid del 13 de septiembre de 1973). La mayoría de las fuerzas democráticas vascas y españolas no estaban de acuerdo con la «lucha armada», al mismo tiempo que denunciaban la violencia de la represión de la dictadura franquista. Sin embargo, eran conscientes del apoyo popular que tenía ETA entre ciertos sectores sociales vascos, especialmente tras el «juicio de Burgos» de diciembre de 1970. «Con no pocas ambigüedades», la posición que adoptaron fue evitar condenar el terrorismo de ETA. Sin embargo, el PCE sí condenó el asesinato de Carrero Blanco y la condena aún fue más dura tras el atentado de la cafetería Rolando, aunque ETA no reconoció ser la autora hasta años después.
Por otro lado, Javier Tusell ha señalado que en estos años finales del franquismo surgió «una especie de zona intermedia» entre la oposición «moderada» y el sector «reformista» del régimen «en la que figuraban personas que desde el régimen querían llegar a la democracia u opositores que, porque deseaban esa vía reformista, en sustancia no diferían en exceso de sus supuestos adversarios. Todo este mundo intermedio jugó un papel muy importante en la transición española hacia la democracia». Según Tusell, el grupo «Tácito», creado a mediados de 1973, sería el más significativo de esta «zona intermedia». Dentro del grupo Tácito se encontraban Fernando Álvarez de Miranda, Luis Apostua o Íñigo Cavero.

### La agonía final de la dictadura

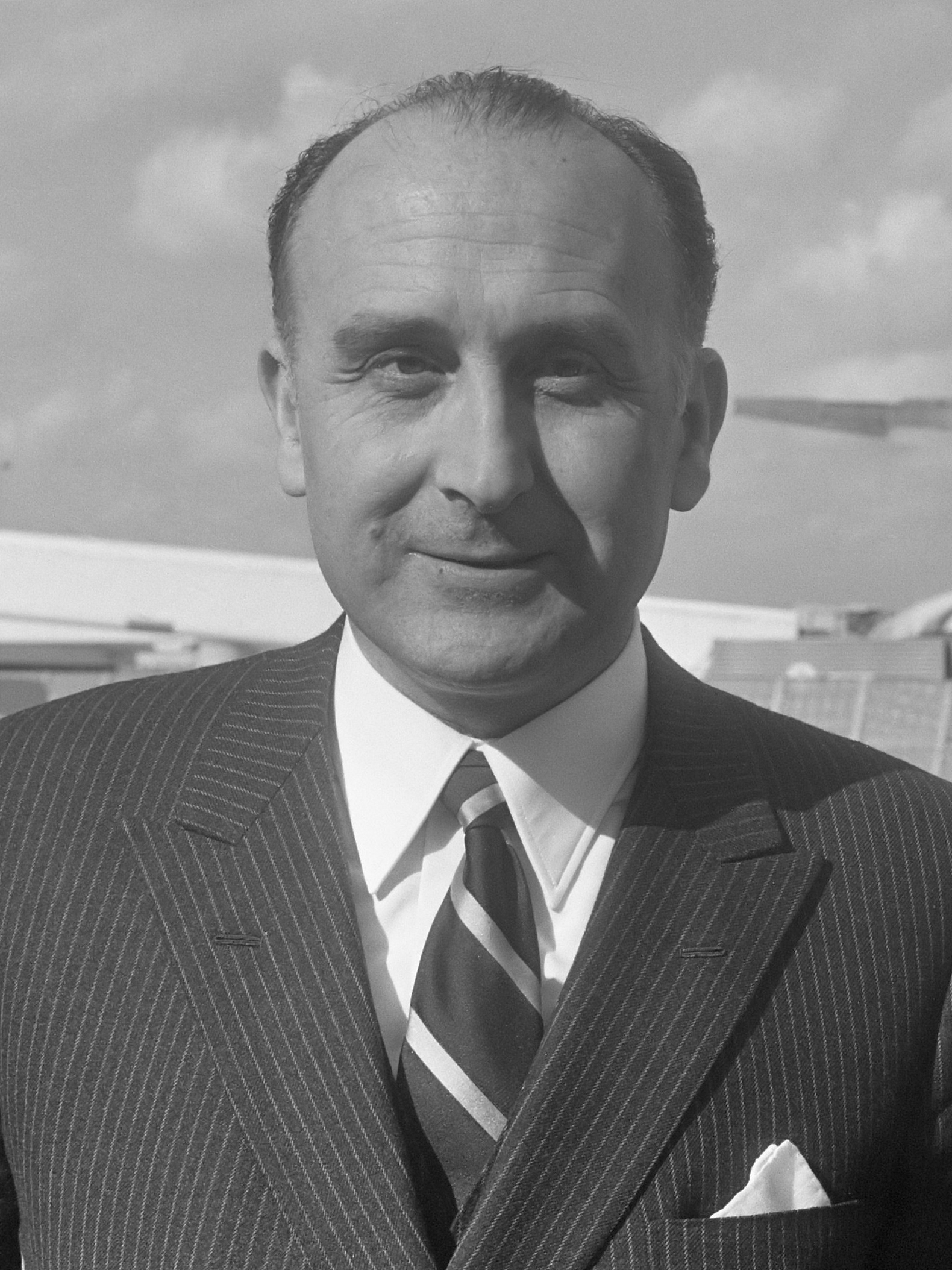
Licinio de la Fuente, ministro de Trabajo entre 1969 y 1975.

A principios de marzo de 1975 Arias Navarro remodeló su gobierno aprovechando la dimisión del vicepresidente y ministro de Trabajo Licinio de la Fuente (que había renunciado a su cargo por la oposición del presidente a que se regularan los conflictos laborales, lo que incluía un tímido reconocimiento del derecho de huelga). Amenazándolo con la dimisión, Arias Navarro consiguió por fin que Franco aceptara la salida del gobierno de los dos ministros «ultras» José Utrera Molina y Francisco Ruiz Jarabo, siendo sustituido el primero por el «aperturista» Fernando Herrero Tejedor, cuyo hombre de confianza era Adolfo Suárez que ocupó la vicesecretaría. De esta forma se «acentuó el carácter políticamente neutro, aunque favorable al aperturismo moderado» del gobierno. Pero en junio fallecía en accidente de automóvil Herrero Tejedor y para sucederle Arias nombró, por insistencia de Franco, a José Solís Ruiz, que había dejado atrás el «aperturismo». Pocas semanas después Girón y Rodríguez de Valcárcel, en connivencia con el "círculo de El Pardo", hicieron un último intento ante Franco para que destituyera a Arias Navarro o por lo menos que prolongase el mandato de Rodríguez de Valcárcel como presidente del Consejo del Reino y de las Cortes. «Pero Franco ya apenas tenía capacidad de reacción y fue incapaz de tomar ninguna medida». Arias Navarro se planteó dimitir —llegó a redactar la carta de renuncia al cargo con fecha de 25 de julio—, pero fue disuadido por los ministros Solís y José García Hernández.
Solís fue el que se encargó de desarrollar el decreto-ley de asociaciones en el seno de «la comunidad del Movimiento» y en agosto abrió el Registro Nacional de Asociaciones —la «ventanilla»— al que se presentaron la Unión del Pueblo Español, asociación montada desde el gobierno, con el propio Solís como principal promotor y con Adolfo Suárez, hombre de confianza del fallecido Herrero Tejedor, como presidente (inicialmente se había llamado Alianza para el Pueblo, AP, y aspiraba a ser la continuadora del Movimiento Nacional por lo que sus estatutos fueron presentados al propio Franco); Unión Nacional Española, encabezada por el tradicionalista Antonio María de Oriol; Frente Institucional, presidido por Ramón Forcadell; Frente Nacional Español, presidido por el falangista camisa vieja Raimundo Fernández Cuesta; Reforma Social Española, encabezada por el falangista Manuel Cantarero; Unión Democrática Española, presidida por el católico conservador Federico Silva Muñoz; la Asociación Nacional para el Estudio de los Problemas Actuales (ANEPA), encabezada por el también católico Leopoldo Stampa; y la Asociación Proverista, presidida por Manuel Maysounave.
Por su parte el sector «reformista» no aceptó el estrecho marco que ofrecían las asociaciones dentro de la «comunidad del Movimiento» y optó por fundar sociedades de estudios, embrión de futuros partidos políticos. La más importante fue FEDISA (Federación de Estudios Independientes) fundada por Manuel Fraga Iribarne —que más tarde crearía GODSA— y en la que se integraron Pío Cabanillas, José María de Areilza, Leopoldo Calvo-Sotelo, Francisco Fernández Ordóñez o Marcelino Oreja, este último miembro a su vez del colectivo demócrata-cristiano Tácito. Por su parte el liberal Joaquín Garrigues Walker fundó la Sociedad de Estudios Libra. «Las asociaciones políticas habían nacido tocadas de muerte. Para entonces, Fraga, que desempeñaba la embajada en Londres, y los Tácitos ya hacían vagas afirmaciones de la conveniencia de una "gradual evolución democrática" que culminase en una elección de una cámara por sufragio universal», aunque también rechazaban «la ruptura política que preconizaba la oposición democrática». El periodista Luis María Ansón, desde las páginas de ABC se alarmaba el 20 de mayo de la existencia de «un rumor de ratas que abandonan la nave del régimen», ya que se estaba entrando en una situación de «sálvese quien pueda, de rendición sin condiciones». El gobierno mientras tanto seguía insistiendo en la defensa de su programa de la «continuidad evolutiva» cuyos «cuatro fundamentos básicos» eran «voluntad popular, Constitución, Monarquía y Ejército», según explicó ante las Cortes franquistas el 28 de julio el ministro de la Presidencia Antonio Carro. Pocos días antes Franco le había dicho a una delegación de la Hermandad Nacional de Alféreces Provisionales en referencia a la denuncia que había hecho contra la oposición antifranquista (el día anterior el FRAP había asesinado a un policía): «Creo que dais demasiada importancia a los perros que ladran. En realidad, son minorías exiguas que demuestran precisamente nuestra vitalidad y ponen a prueba la fortaleza y la capacidad de resistencia de nuestra patria». A continuación les instó a defender hasta la muerte la victoria de la Guerra Civil. Por esas mismas fechas el Gobierno prohibió la entrada en España a don Juan de Borbón, padre del príncipe Juan Carlos, por un discurso en el que había dicho: «Considero un deber inexcusable que perseveremos en nuestra actitud hasta que quienes realmente tienen poder para enderezar el rumbo del Estado se convenzan de que deben hacerlo para que el pueblo español, como es de justicia, tenga acceso por fin a la soberanía nacional».

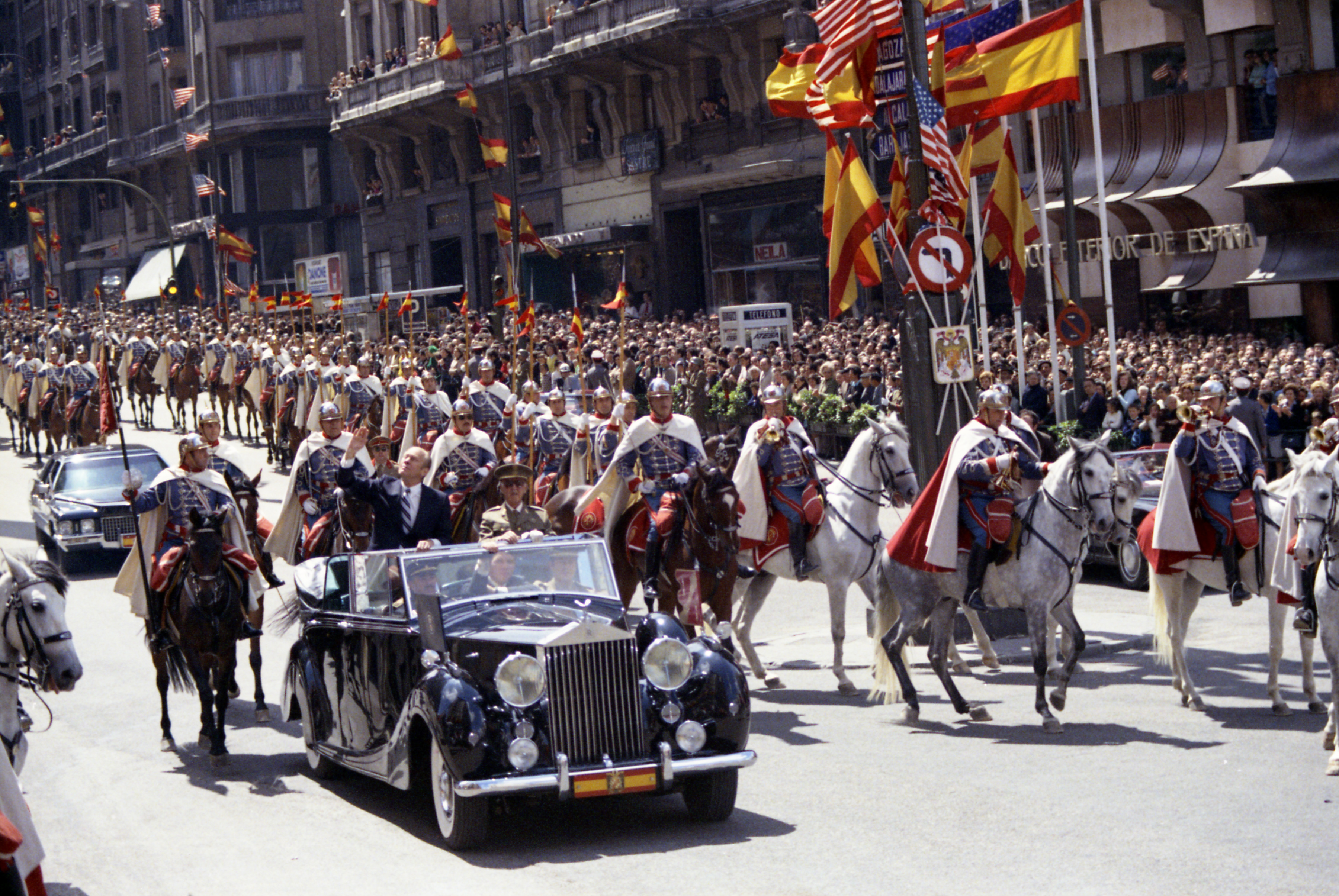
Recorrido por las calles de Madrid del presidente de Estados Unidos Gerald Ford, acompañado del general Franco, durante su breve visita a España (31 de mayo de 1975).

En abril el conflicto con la Iglesia católica se agravó cuando la Conferencia Episcopal aprobó (por setenta votos a favor y once en contra) el documento La Reconciliación en la Iglesia y en la Sociedad. Carta pastoral Colectiva del Episcopado Español en el que taxativamente se afirmaba que en «nuestra patria, el esfuerzo progresivo por la creación de estructuras e instituciones políticas adecuadas ha de estar sostenido por la voluntad de superar los efectos nocivos de la contienda civil que dividió entonces a los ciudadanos en vencedores y vencidos, y que todavía constituyen obstáculo serio para una plena reconciliación entre hermanos». Era una rectificación en toda regla de la Carta colectiva de los obispos españoles con motivo de la guerra en España de 1937 en la que la Iglesia católica justificaba el alzamiento militar y legitimaba la lucha del bando sublevado al calificar la guerra como una «Cruzada». En el documento también se defendía la necesidad de establecer la libertad de partidos políticos, la libertad sindical y el reconocimiento del derecho de huelga. Por su parte la Comisión Nacional Justicia y Paz comenzó a elaborar al mes siguiente un documento que se hizo público poco después en el que rechazaba el régimen franquista por autoritario y antidemocrático y defendía la «ruptura» con el mismo (se pedía el establecimiento del sufragio universal, la amnistía, las garantías de los derechos, la supresión de las Cortes franquistas por no ser representativas y la libertad de partidos y de sindicatos). También se demandaba la celebración de una nueva Asamblea Conjunta como la de 1971, pero abierta a todos los fieles que de ese modo podrían participar en la vida de la Iglesia y en su gobierno.

Bandera del FRAP, grupo de extrema izquierda que recurrió a la "lucha armada" para acabar con la dictadura. Tres de sus militantes fueron fueron fusilados el 27 de septiembre de 1975 al haber sido condenados en un consejo de guerra.

En esos meses la conflictividad laboral continuó creciendo como resultado del impacto de la crisis económica que se agravó con el consiguiente aumento de la inflación (17 % en 1975) y del desempleo (700 000 parados, el 5 % de la población activa), y que coincidió con dos escándalos financieros (Reace y SOFICO). Se produjo entonces la oleada de huelgas y de movilizaciones obreras más importante de la historia del franquismo, que incluyó nuevos sectores como el de los Médicos Internos y Residentes (MIR) que se pusieron en huelga en mayo. Al mes siguiente, las candidaturas «democráticas unitarias» impulsadas por las «comisiones obreras» y otras organizaciones clandestinas ganaron las elecciones sindicales en las grandes empresas y en las zonas industriales con más tradición combativa, y también en otros lugares. El gobernador civil de Barcelona Rodolfo Martín Villa, reconoció que para el gobierno fueron «un éxito de participación y un fracaso político en la medida que se generalizó la impresión de que las había ganado una oposición sindical cuyo núcleo era el PCE». En alguna localidad, como Cornellá de Llobregat, los nuevos representantes sindicales ocuparon los locales de la Organización Sindical desalojando a los jerarcas falangistas. Los dirigentes de las «comisiones obreras» de Cataluña hablaron de emprender el «asalto político al Sindicato Vertical con la intención de destruirlo como instrumento de los intereses de la patronal y del régimen fascista».
Además, la actividad terrorista aumentó, tanto por parte de ETA —dieciocho víctimas mortales en 1974 y dieciséis en 1975— como del FRAP —tres atentados en 1975 con resultado de muerte—, lo que a su vez recrudeció la represión (el 25 de abril se volvió a decretar el estado de excepción en Vizcaya y en Guipúzcoa), llegándose a aprobar el 22 de agosto de 1975 un decreto-ley «de prevención y enjuiciamiento de los delitos de terrorismo y subversión contra la paz social y la seguridad personal» que revalidaba la jurisdicción militar como en el primer franquismo y que al mismo tiempo suspendía los artículos 15 y 18 del Fuero de los Españoles que se referían a la inviolabilidad del domicilio y al límite de 72 horas para las detenciones. El Gobierno consideró «que la clemencia empleada en el Consejo de Burgos había constituido un error» y que había que «inducir a los violentos a cesar en sus actividades por el temor a represalias muy duras». Al rechazo de la oposición antifranquista al decreto se sumó el cardenal Tarancón que lo consideró un error. Esta espiral represiva se cebó especialmente en el País Vasco. Entre 1973 y 1975 unos 6500 ciudadanos vascos fueron detenidos y muchos de ellos denunciaron haber sido objeto de maltratos y torturas en las comisarías de policía o en los cuartelillos de la Guardia Civil.

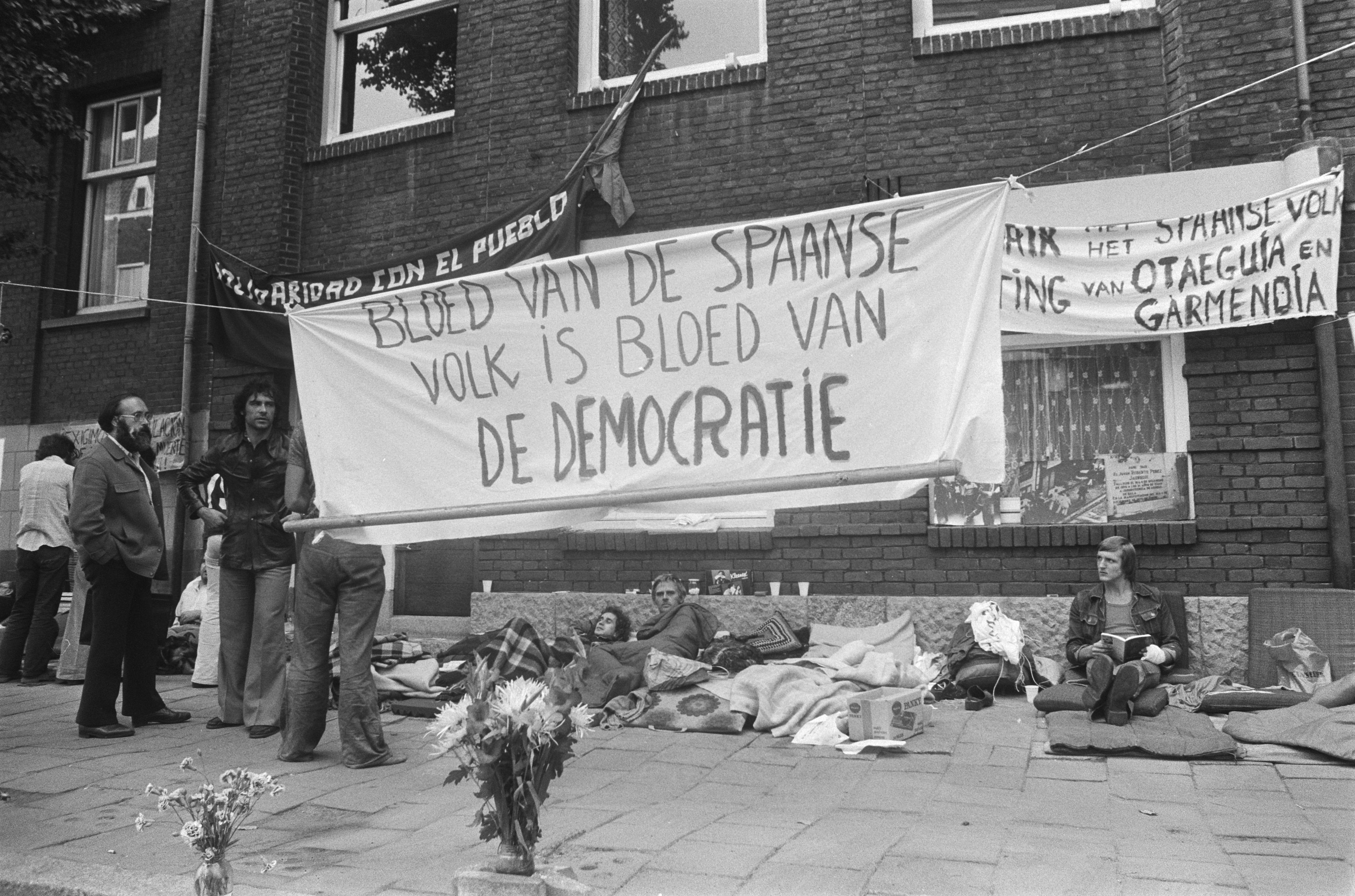
Acampada ante el consulado español en Ámsterdam en protesta por el consejo de guerra contra José Antonio Garmendia Artola y Ángel Otaegui. La pancarta principal dice en neerlandés: "La sangre del pueblo español es la sangre de la democracia". 2 de septiembre de 1975.

En aplicación de la legislación antiterrorista, entre el 29 de agosto y el 17 de septiembre de 1975 fueron sometidos a distintos consejos de guerra y sentenciados a muerte tres militantes de ETA y ocho del FRAP (entre estos últimos dos mujeres embarazadas), lo que provocó una importante respuesta popular de rechazo tanto dentro como fuera de España, así como peticiones de clemencia por parte de los principales dirigentes políticos europeos —incluidos el papa Pablo VI o la reina Isabel II de Inglaterra—. A pesar de ello, Franco no conmutó las penas de muerte a dos de los tres militantes de ETA (Ángel Otaegui y Juan Paredes Manot) y a tres de los ocho del FRAP (José Luis Sánchez Bravo, Ramón García Sanz y Humberto Baena), y los cinco fueron fusilados el 27 de septiembre de 1975. Este hecho, calificado como «brutal» por la mayor parte de la prensa europea, no hizo sino acentuar el rechazo internacional al franquismo y dio lugar a que se produjeran numerosas manifestaciones antifranquistas en las principales ciudades europeas (la embajada española en Lisboa fue asaltada por la multitud sin que la policía portuguesa lo impidiera). Asimismo, los embajadores de los países europeos occidentales abandonaron Madrid (fueron un total de quince), con lo que el régimen franquista volvía a experimentar un aislamiento y reprobación muy similares a los que había sufrido en la inmediata posguerra mundial. El papa Pablo VI manifestó «su vibrante condena de una represión tan dura que ha ignorado los llamamientos que de todas partes se han elevado contra aquellas ejecuciones». «Por desgracia no hemos sido escuchados», concluyó. El presidente de México Luis Echeverría pidió la expulsión de España de la ONU. La Comunidad Económica Europea suspendió las negociaciones con España. Por su parte la Comisión Permanente de la Conferencia Episcopal presidida por el cardenal Tarancón hizo público un escrito en el que, tras condenar el terrorismo, afirmaba que «no basta con las medidas represivas» y que «la leal postura de oposición política o de crítica al gobierno... no puede ser legítimamente considerada como acto delictivo». En el País Vasco se declaró la huelga general que fue seguida por más de 200 000 trabajadores. «Si, como el Caudillo había dicho, el perdón posterior a los juicios de Burgos había sido un signo de fortaleza del régimen, las ejecuciones del 27 de septiembre de 1975 fueron el signo de su decadencia final», ha afirmado Paul Preston.

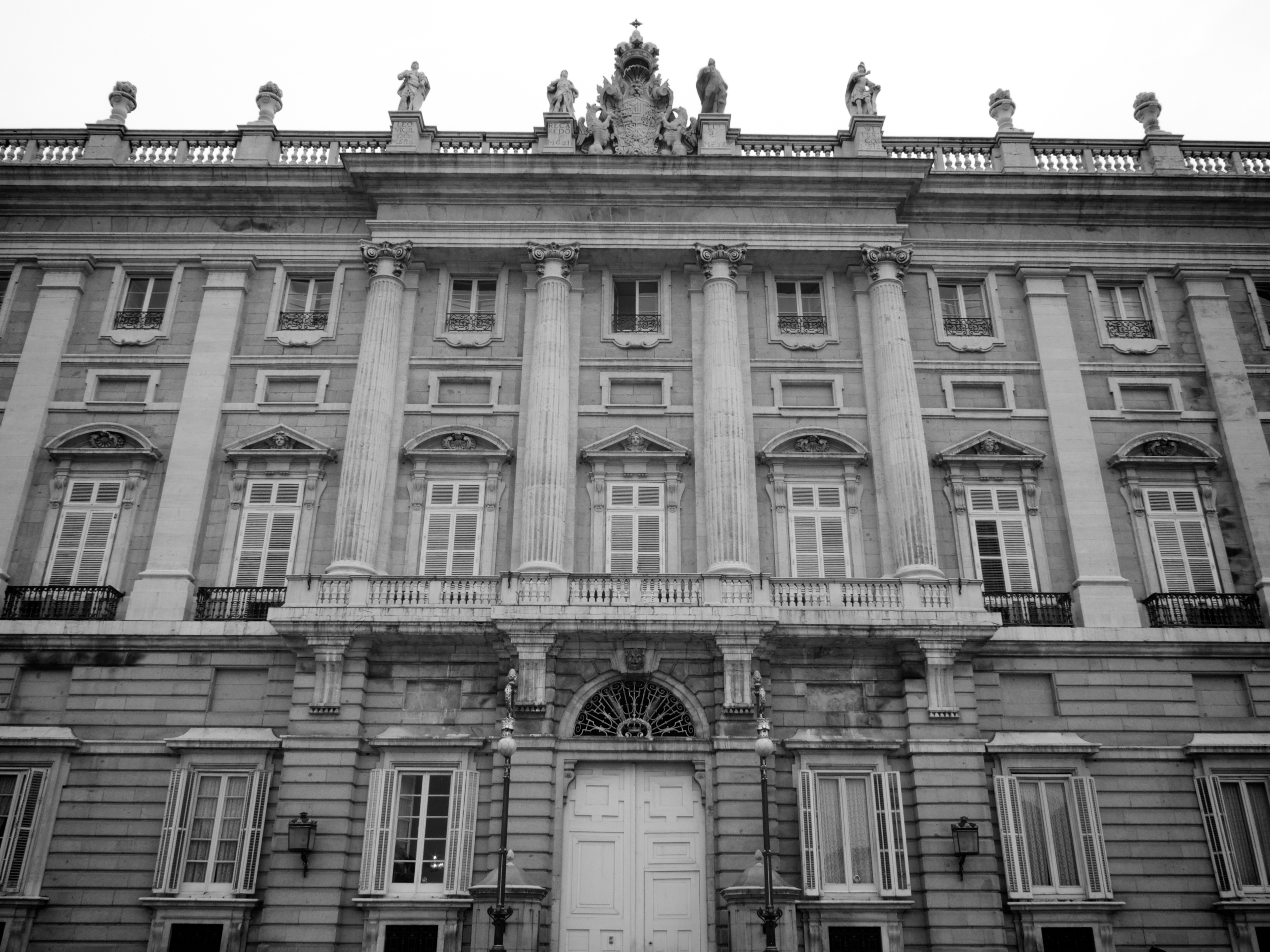
Balcón de la fachada este del Palacio de Oriente desde el que el general Franco pronunció el 1 de octubre de 1975 su último discurso ante la multitud allí congregada como acto de homenaje a su persona y de desagravio por la reacción internacional de condena a los fusilamientos del 27 de septiembre.

Como respuesta, el 1 de octubre de 1975 (trigésimo noveno aniversario del ascenso del general Franco al poder) el Movimiento organizó una concentración de apoyo a Franco en la plaza de Oriente de Madrid. En su discurso un Franco muy débil y casi sin voz volvió a hablar de que existía una «conspiración masónica e izquierdista» en «contra de España». El discurso «no podía haber sido más patético y significativo. Estaba, como su régimen, completamente anclado en el pasado», comenta Borja de Riquer. «Las palabras de Franco en esta ocasión, aunque fueron bien recibidas, llegaron a adquirir un tono muy patético y sobre todo, a demostrar que estaba anclado en un pasado para el que la mayor parte de los españoles resultaba muy remoto», subraya Javier Tusell. Fue la última vez que el general Franco apareció en público:

Las agresiones de que han sido objeto varias de nuestras representaciones nos demuestran, una vez más, lo que podemos esperar de determinados países corrompidos. [...] Todas las protestas habidas obedecen a una conspiración masónica e izquierdista en la clase política, en contubernio con la subversión comunista-terrorista en lo social, que si a nosotros nos honra, a ellos les envilece. [...] Evidentemente, el ser español ha vuelto a ser hoy algo en el mundo.

Ese mismo día hacía su aparición un grupo comunista de oscura procedencia que asesinó a cuatro policías en Madrid, por lo que acabaría autodenominándose GRAPO, Grupo de Resistencia Antifascista Primero de Octubre. La «Junta Democrática» y la «Plataforma» emitieron su primer comunicado conjunto en el que se comprometían a «realizar un esfuerzo unitario que haga posible la formación urgente de una amplia coalición organizada democráticamente, sin exclusiones, capaz de garantizar el ejercicio, sin restricciones, de las libertades políticas».

#### La muerte de Franco
Catorce días después de la gran concentración de la plaza de Oriente, el general Franco caía enfermo. El 30 de octubre, consciente de su gravedad —ya había sufrido cuatro infartos— traspasó sus poderes al príncipe Juan Carlos en aplicación del artículo 11 de la Ley Orgánica del Estado (temiendo por su vida el 25 de octubre un sacerdote le había administrado a Franco la extremaunción). El 3 de noviembre era operado a vida o muerte por una peritonitis en un improvisado quirófano en el mismo palacio de El Pardo, siendo trasladado a continuación al hospital «La Paz» de Madrid, donde dos días después fue sometido a una nueva intervención quirúrgica (le extirparon dos tercios del estómago para frenar la hemorragia).
Mientras esto sucedía el príncipe Juan Carlos, jefe del Estado interino, tuvo que hacer frente a la gravísima crisis que se estaba gestando en la colonia del Sahara español como consecuencia de la Marcha Verde de civiles marroquíes que había organizado el rey de Marruecos, Hassan II, para forzar a España a que le entregara el control del territorio que reclamaba como integrante de su soberanía (el Tribunal de La Haya había fallado a principios de octubre en contra de las pretensiones de Marruecos y a favor del derecho de autodeterminación de los saharauis). Mientras el gobierno español negociaba con Marruecos (Franco antes de ser operado a vida o muerte en El Pardo le había dicho a Arias Navarro que enviara a Solís a Rabat), el príncipe Juan Carlos se desplazó al Sáhara y allí les aseguró a las tropas que lo defendían que la retirada se haría «en buen orden y con dignidad». El 14 de noviembre se firmaba el acuerdo Tripartito de Madrid por el que España se retiraba de la colonia y cedía su administración a Marruecos —la mitad norte— y a Mauritania —la mitad sur—. Los dos países se comprometían a respetar la voluntad de la población saharaui en el marco de la ONU. «Era sin duda un acuerdo de emergencia que mostraba la suma debilidad de un régimen erosionado». «La retirada fue todo un símbolo del final de la dictadura de Franco, que concluía con la vergonzosa entrega del último territorio colonial español mientras desaparecía precisamente el militar que más había anhelado la construcción de un gran imperio español en África», concluye Borja de Riquer.

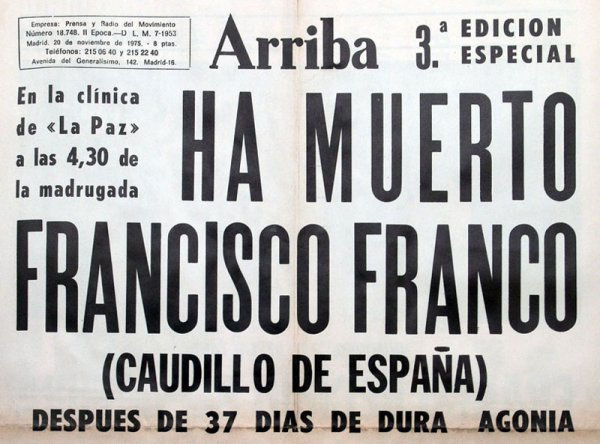
Portada del diario oficial del Movimiento Nacional Arriba del 20 de noviembre de 1975 con la noticia de la muerte de Franco.

Desde su ingreso en el Hospital La Paz el 4 de noviembre Franco fue mantenido con vida recurriendo a todo tipo de procedimientos mientras entraba en una larga agonía (cuando recobraba el conocimiento murmuraba «qué duro es morir»). El 15 de noviembre fue vuelto a operar. Falleció en la madrugada del 20 de noviembre, «rodeado de sus familiares más cercanos y acompañado del brazo incorrupto de Santa Teresa de Jesús y el manto de la Virgen del Pilar». Murió a las 3:20 horas de la madrugada pero en la nota oficial aparecen las 5:20. La diferencia de dos horas fue el tiempo necesario para poner en marcha la «Operación Lucero», la movilización de los cuerpos de seguridad y de las fuerzas armadas para impedir que se produjeran incidentes al conocerse la muerte del Generalísimo. Algunos líderes de la oposición fueron puestos bajo vigilancia, otros fueron detenidos durante algunas horas.
A primera hora de la mañana el presidente del gobierno Carlos Arias Navarro anunciaba por televisión el fallecimiento del Caudillo (sus palabras exactas fueron: «Españoles. Franco ha muerto. El hombre de excepción que ante Dios y ante la Historia asumió la inmensa responsabilidad del más exigente y sacrificado servicio a España, ha entregado su vida, quemada día a día, hora a hora, en el cumplimiento de una misión trascendental») y a continuación leía su último mensaje, el llamado testamento político de Franco. Su último párrafo dice: «Quisiera, en mi último momento, unir los nombres de Dios y España, y abrazaros a todos para gritar juntos, por última vez, en los umbrales de mi muerte: ¡Arriba España! ¡Viva España!». «Arias se desmorona, apenas puede terminar la frase, solloza, llora», comenta Alfonso Pinilla García.
Poco después Arias Navarro tuvo un enfrentamiento con el cardenal Tarancón, presidente de la Conferencia Episcopal Española, porque este se negó a que los 84 obispos españoles oficiasen el funeral de Franco en la explanada del Palacio de Oriente. «Si fuese el papa, todavía, todavía se podría pensar. Pero, tratándose de un jefe de Estado me parecía que no era conveniente», declaró Tarancón años después. Arias Navarro se indignó tanto que no le dirigirá la palabra a Tarancón cuando este fue al Palacio de El Pardo para oficiar la primera misa por el Jefe del Estado fallecido.
La capilla fúnebre fue instalada el 21 de noviembre en el Salón de Columnas del Palacio Real de Madrid, con el féretro descubierto. Se formaron largas colas para acceder a él. Al funeral posterior no asistió ningún jefe de Estado ni de Gobierno, salvo el dictador chileno Augusto Pinochet, un gran admirador de Franco, y el rey Hussein de Jordania. Se celebró el 23 de noviembre y fue oficiado por 15 obispos. La homilía no quiso pronunciarla el cardenal Tarancón, presidente de la Conferencia Episcopal Española, y en su lugar lo hizo el cardenal primado de Toledo, monseñor González Martín, que hizo un encendido elogio del legado histórico de Franco. Tras rendirle honores unidades de la División Acorazada Brunete, mandada por el general Jaime Milans del Bosch, el féretro fue trasladado al Valle de los Caídos, donde fue enterrado a las 14:11 horas, «entre una mezcla de sensaciones: profundo dolor en unos, gran alivio en otros y honda preocupación en casi todos».

Acto de proclamación como rey del príncipe Juan Carlos el 22 de noviembre de 1975 ante las Cortes franquistas.

Juan Carlos I tras el acto de su proclamación como rey, sucesor de Franco, acompañado de su esposa Sofía de Grecia y de sus hijos Felipe y Cristina. A la izquierda el presidente de las Cortes franquistas, Alejandro Rodríguez de Valcárcel, de chaqué, junto al Jefe de la Casa de Su Majestad el Rey, el marqués de Mondéjar, vestido de militar.

El 22 de noviembre había sido proclamado ante las Cortes franquistas el príncipe Juan Carlos como rey, tras jurar los Principios del Movimiento Nacional. El 27 tuvo lugar un acto de exaltación del nuevo monarca al que sí asistieron numerosos dignatarios extranjeros (entre ellos Giscard d'Estaing, presidente de la República Francesa; Walter Scheel, presidente de la República Federal Alemana; Nelson A. Rockefeller, vicepresidente de Estados Unidos; y el duque de Edimburgo, esposo de la reina Isabel II de Inglaterra), lo contrario de lo que había sucedido en el funeral de Franco. «Se iniciaba una nueva etapa histórica, llena de incógnitas, incertidumbres y esperanzas», ha advertido Borja de Riquer. «La monarquía de Don Juan Carlos era una incógnita en 1975», ha afirmado Javier Tusell. Pocos meses después de la muerte de Franco Jorge de Esteban y Luis López Guerra se preguntaban: «¿Hasta qué punto la influencia psicológica de la guerra civil en vencedores y vencidos (categorías que siguen siendo válidas porque, hasta ahora, no ha habido reconciliación) va a condicionar la vida política del futuro?». También se preguntaban «si el Ejército va a desempeñar o no un papel prominente en la vida política española; y, en caso de contestación afirmativa, qué clase de postura va adoptar».
Lo cierto era que el que se llamaría franquismo sociológico mantenía un fuerte arraigo en una parte importante de la sociedad española y la oposición antifranquista no tenía la suficiente fuerza como para derribar a la dictadura, aunque, según Borja de Riquer, «sí había conseguido debilitarla hasta el punto de hacer imposible su continuidad tras la muerte de Franco» de modo que «cuando falleció el dictador buena parte de la sociedad española se mostraba partidaria de un régimen de libertades políticas» —una encuesta realizada tras su desaparición indicaba que el 70 % de los españoles quería que se introdujera el sistema de sufragio universal libre y secreto—. «Como consecuencia de los cambios sociales, religiosos y culturales y también de la propia labor de la oposición, se había ido produciendo una introducción creciente de los principios democráticos en la propia sociedad, permeándola y haciendo sus exigencias y sus deseos con respecto al futuro muy distintos de lo que decían las leyes del régimen», ha señalado Javier Tusell.
Carme Molinero y Pere Ysàs han señalado que «el final de la vida de Franco tuvo lugar cuando la dictadura estaba inmersa en una profunda crisis. El continuismo estricto no ofrecía ninguna solución para estabilizar la situación política y para no dañar, tal vez irreversiblemente, a la institución monárquica. Las tentativas aperturistas y reformistas habían fracasado continuamente por una combinación de la limitación de sus propuestas, su incapacidad para sumar apoyos amplios y por la hostilidad de quienes rechazaban todo cambio, por limitado que fuera, viéndolo como una amenaza de destrucción del régimen. Pero sería la opción intentada, eso sí, de forma más ambiciosa y decidida tras la muerte del Caudillo. Por su parte, el rupturismo sostenido en una notable movilización, no disponía de fuerzas suficientes para provocar el derrumbe de la dictadura, pero sí para hacer inviable el continuismo y el reformismo. Esta era la compleja situación política española al final del otoño de 1975». El escritor y articulista Manuel Vázquez Montalbán calificó la situación «cuando Franco desparece» como «una correlación de debilidades».